# Скульптура Ренессанса

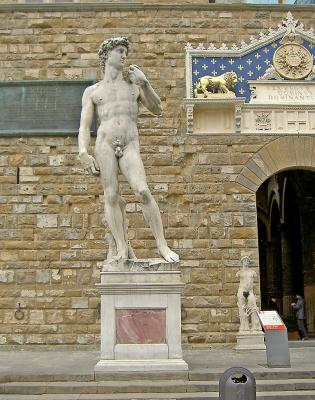
Давид (Микеланджело)

Скульптура Ренессанса — один из важнейших периодов развития искусства скульптуры эпохи Возрождения. Основным центром развития этого вида искусства была Италия, основными особенностями — ориентация на античные образцы и возвеличивание красоты человека.

## Хронология

### Истоки
В Италии в VII—VIII веках скульптура фактически сводится к оформлению архитектурного пространства — резные капители, рельефы, скульптура перспективных порталов, архитектонически-скульптурные алтари. Их грубая техника объясняется значительной утратой достижений античной школы. Резчики по камню и дереву VIII века в основном использовали растительные орнаменты со стилизованными звериными мотивами, примитивные человеческие фигурки. Однако эта суровость, простота станет началом нового искусства итальянской скульптуры.
В романскую эпоху техника совершенствуется. В монументально-декоративной скульптуре соборов, помимо священных сюжетов, встречаются аллегорические мотивы, символические фигуры, классические отсылки, а также народные басенные и сказочные темы. Скульптурой украшаются окна, двери, капители колонн, фризы. Романская скульптура связана со стеной, обрамляет поверхности или подчёркивает конструктивные детали. Оттоновское возрождение влияет на итальянскую культуру, стремится к восстановлению классической направленности каролингской культуры и держит в качестве образца Византию. Фигуры из стукко в Санта-Мария ин Валле (Чивидале, 1-я пол. XI века) демонстрируют схему построения в виде застылых фигур, напоминающих византийские, но с романской моделировкой лиц и фигур. Рельефы кафедры Сан-Джулио д’Орта (остров Сан-Джулио, XII век) сильно выступают на гладком фоне, символы евангелистов становятся почти геральдическими. Кафедра уже не просто религиозный объект, а символ официально-парадный, хоть и с народным характером. Ближе к народному искусству рельефы бронзовых врат церкви Сан-Дзено Маджоре в Вероне. Страстные сцены (XI век) несут немецкий отпечаток.
Новым течением в итальянской скульптуре, почва для которого была подготовлена ломбардской пластикой, было творчество моденского мастера Вилиджельмо. Около 1106 г. он создал для Моденского собора рельеф «Сотворение мира». Скульптор передаёт глубину пространства, подчёркивает объёмность фигур и ритмичность их расстановки. Каждая фигура играет определённую роль, масса фигур акцентирована. Другие скульптуры Моденского собора также свидетельствуют о связи с французской скульптурой, также ищущей динамические ритмы. Т. н. «скульптор метоп», которые находились на контрфорсах, демонстрирует знакомство с бургундской скульптурой и умело дозирует светотеневые эффекты.

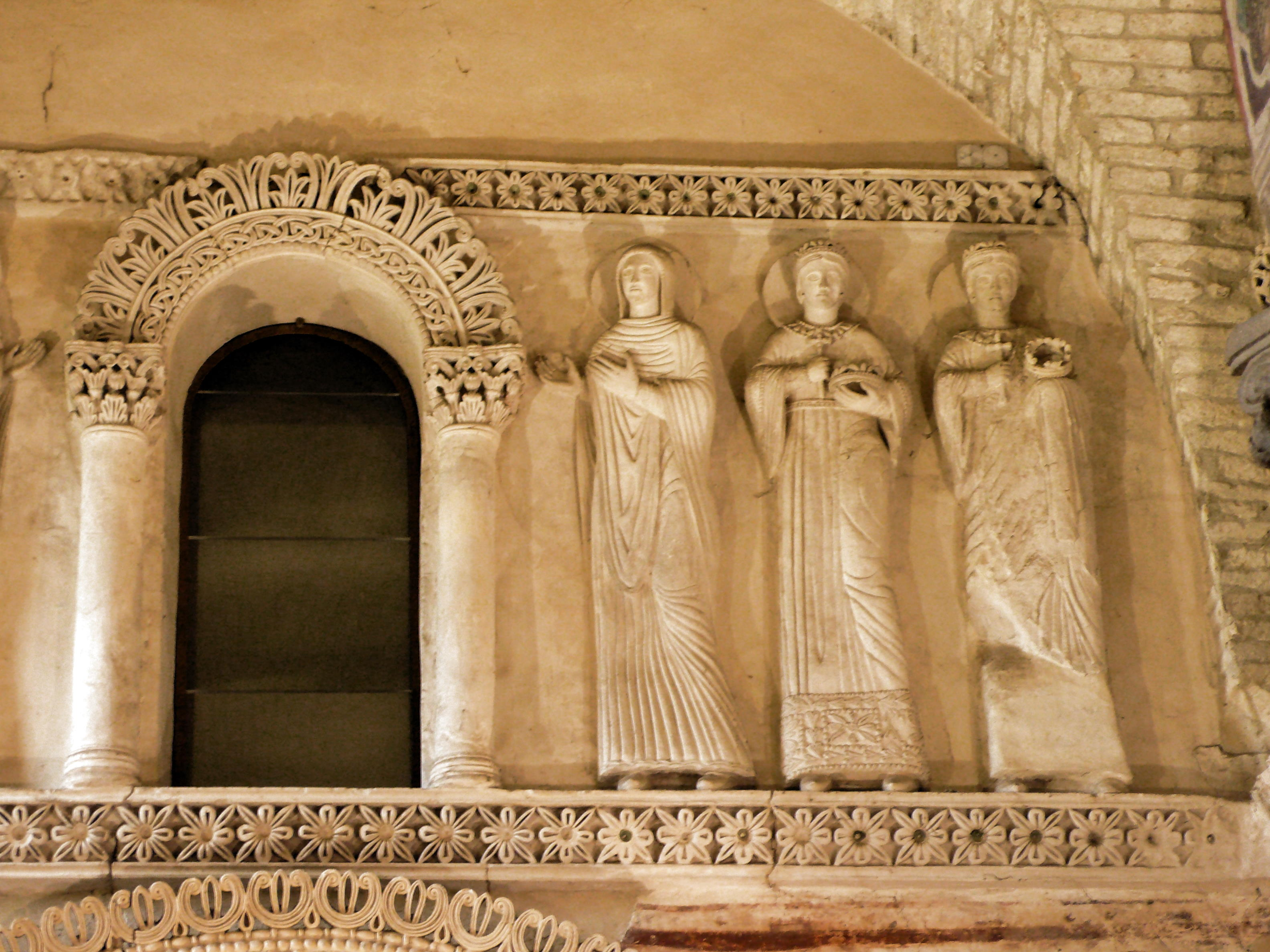
Санта-Мария ин Валле
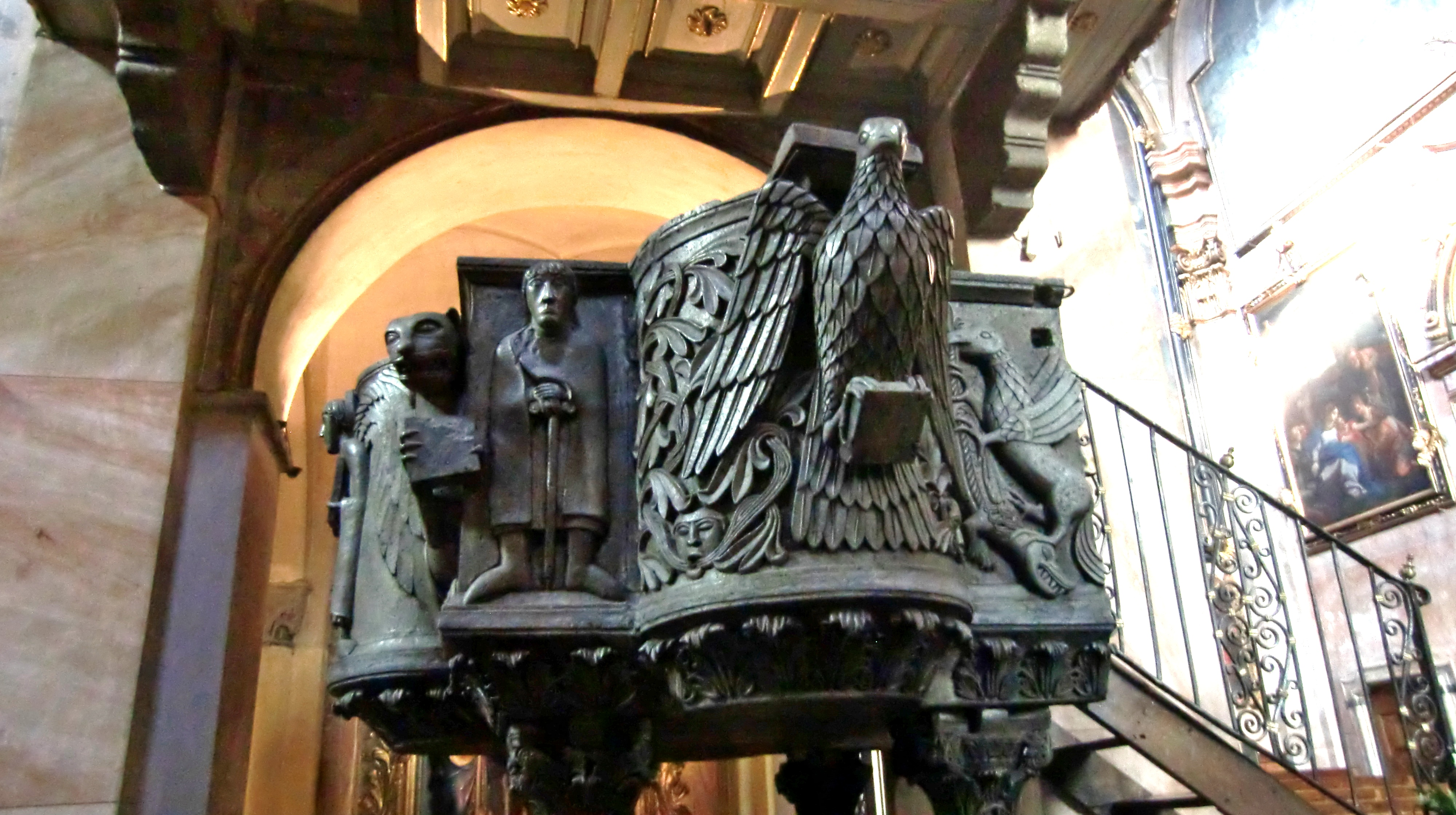
Сан-Джулио д'Орта
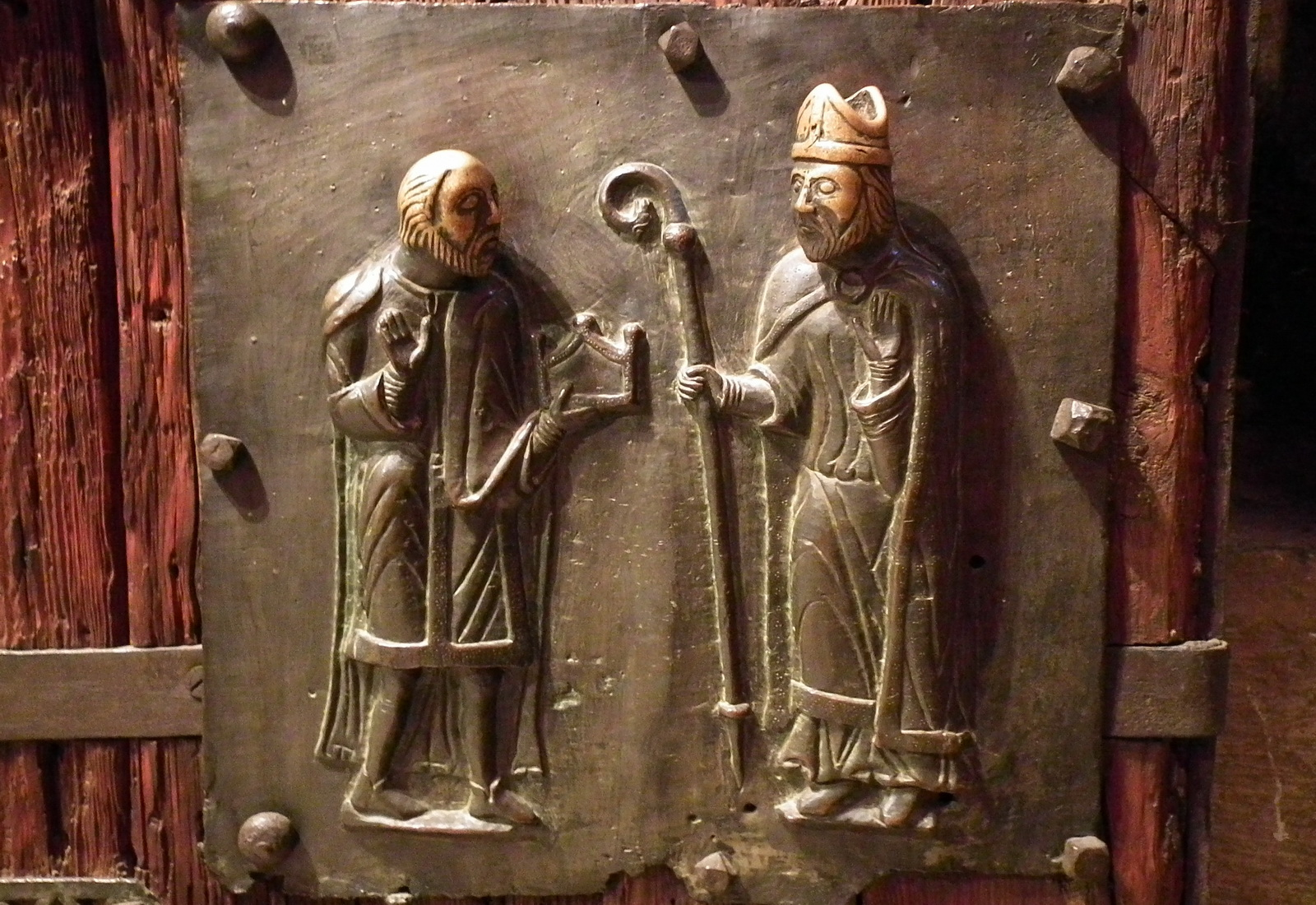
Сан-Дзено Маджоре
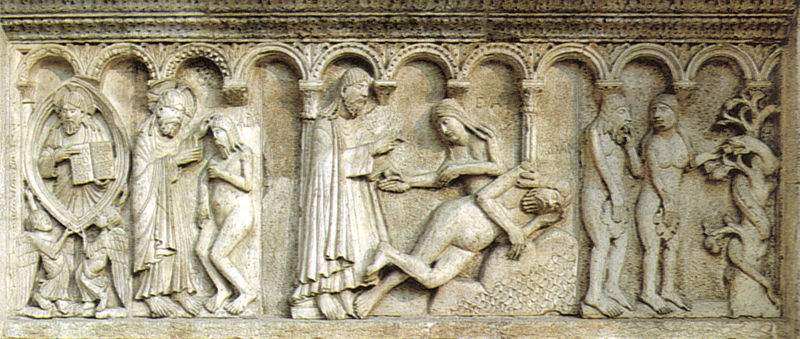
Моденский собор

Ученик Вилиджельмо — мастер Николао дальше освобождает скульптуру от стенной плоскости. Его работы: порталы собора в Пьяченце (1122 год), в Ферраре (1135 год), соборе и церкви Сан-Дзено в Вероне (1138 год). Его ученик — мастер Гульельмо, автор сцен из жизни Христа на фасаде Сан-Дзено. В них прослеживается постепенное освобождение пластической формы от архитектурной плоскости. Это искусство всё ближе к провансальскому, более чистому примеру романской архитектуры (таковы рельефы собора в Пьяченце, собора в Модене, фигуры мастера Гульельмо с кафедры собора в Пизе — ныне в соборе Кальяри, 1159-62; портал церкви Сант-Андреа в Пистойе мастера Груамонте, 1166; рельефы Бидуино для Сан-Кашано в Сеттимо, 1180 и Сан-Сальваторо в Лукке). Особенно выделяется в этом течении, склонном к уступкам линейной закруглённости и мягкости светотеневой характеристики, Бонанно Пизано. Вероятно, он сформировался в Лукке, в кругу Бидуино. Он руководил как архитектор строительством кампаниллы Пизанского собора, а как скульптор — сделал «Царские ворота» собора (утрачены). Сохранились его врата собора в Монреале (1186 год) и врата Сан-Раньери в правом крыле трансепта Пизанского собора. Бонанно будто пытается сохранить в бронзе свежесть и импровизацию модели из воска, не заботится об изображении пространства, сосредотачивается на персонажах. Повествование выглядит наивным и примитивным. Южная Италия в скульптуре выделяется более сильным тяготением к Византии. Для автора бронзовых врат собора в Беневенто (1-я пол. XIII в.) металлический лист — по-прежнему плоскость фона, на котором парят фигуры. Почти классический характер сохраняет моделировка других скульптур Кампании (скульптурные украшения кафедры, амвонов, подсвечника для пасхальной свечи из Салернского собора, 1180). Мастер Баризано да Трани работает в бронзе (бронзовые врата соборов в Равелло, 1179; Трани, Монреале) и как живописец-миниатюрист.

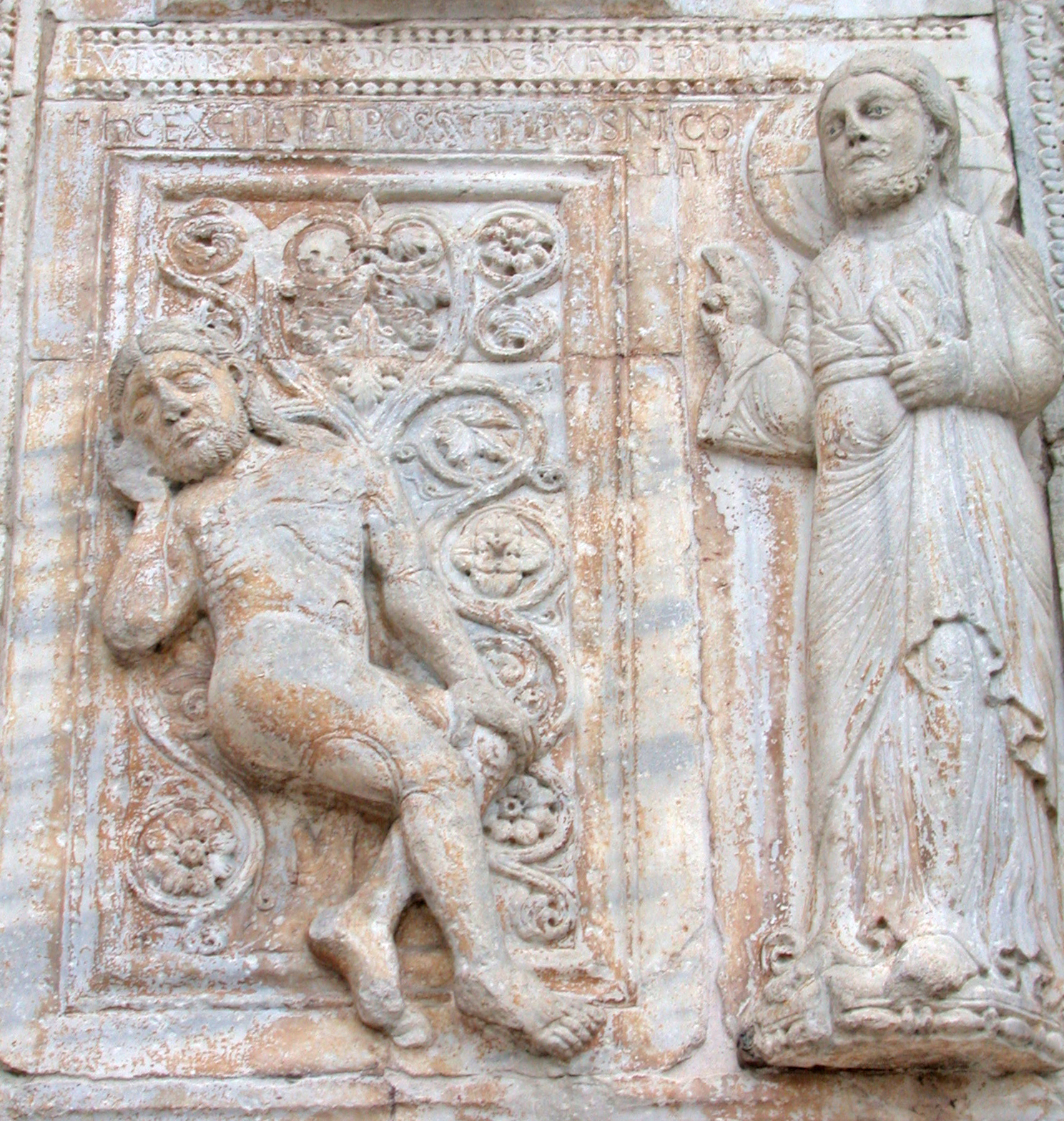
Сан-Дзено в Вероне («Адам»)
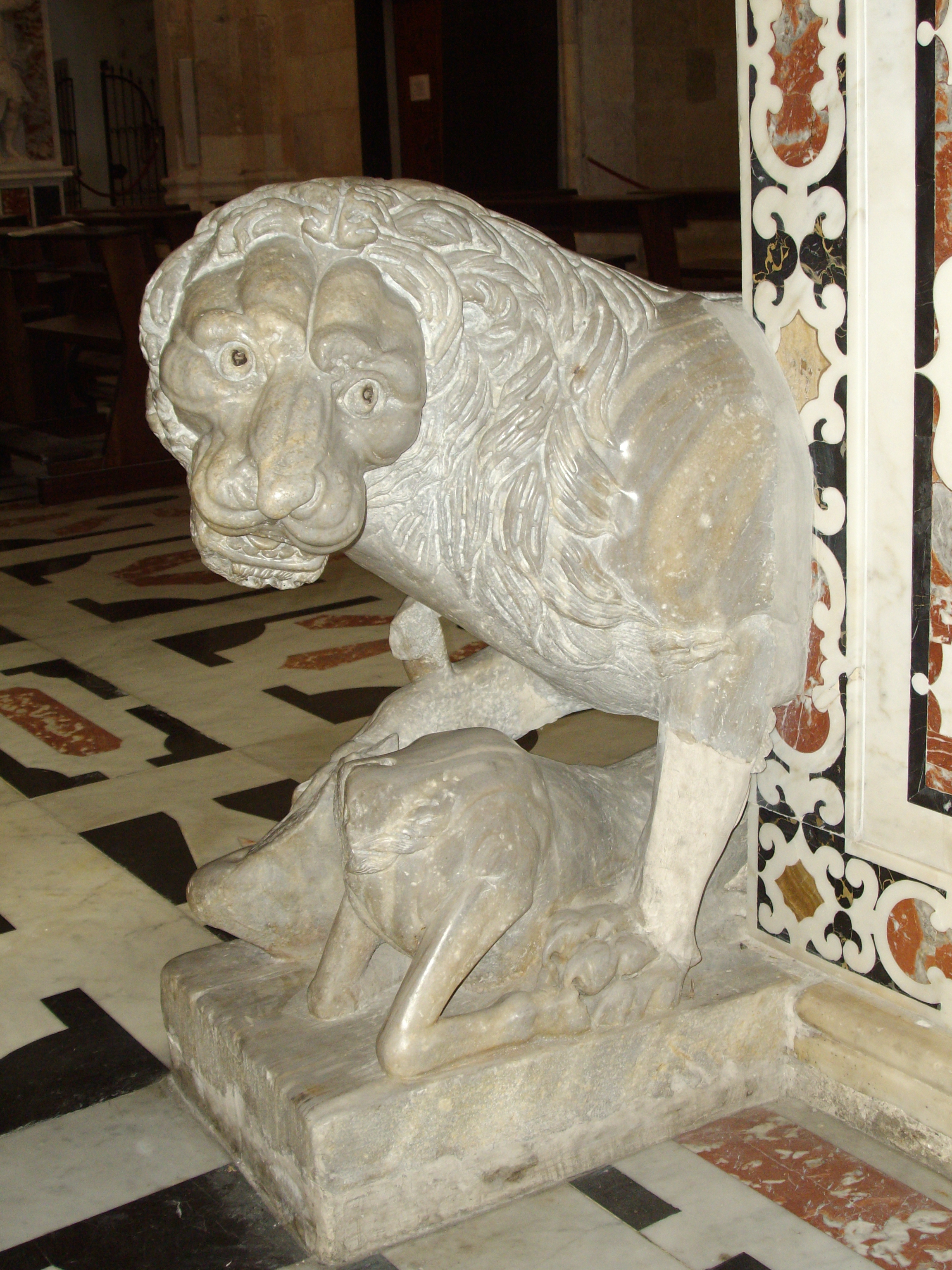
Собор в Кальяри
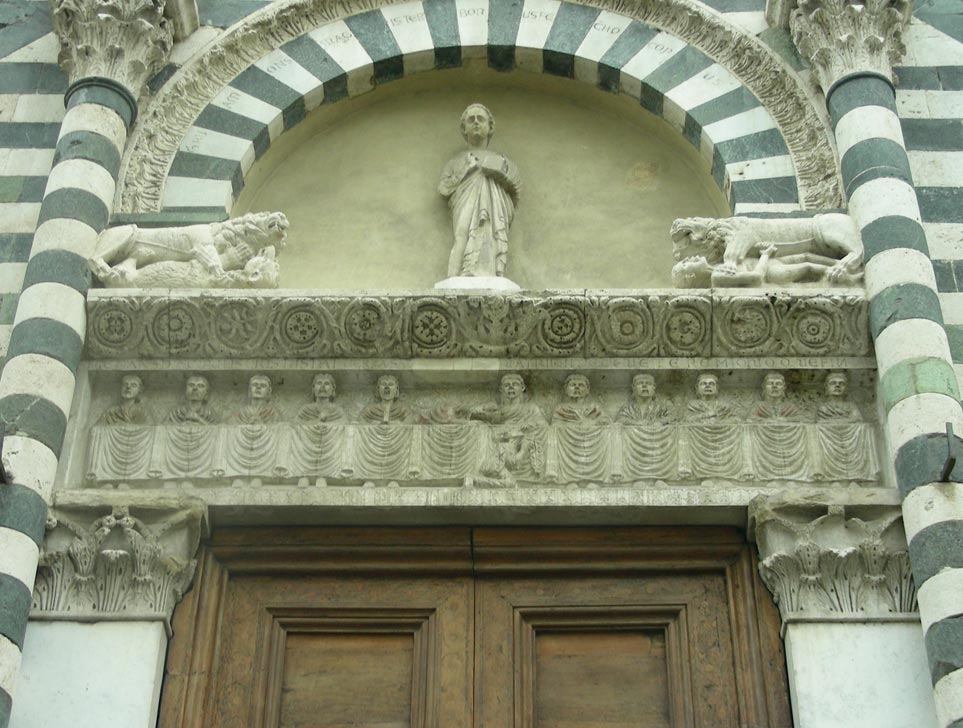
портал церкви Сант-Андреа в Пистойе мастера Груамонте
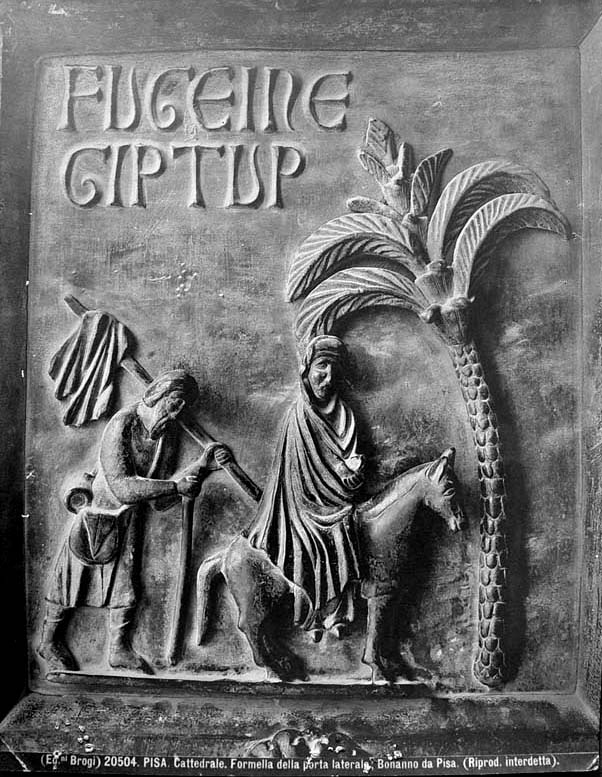
Ворота пизанского собора

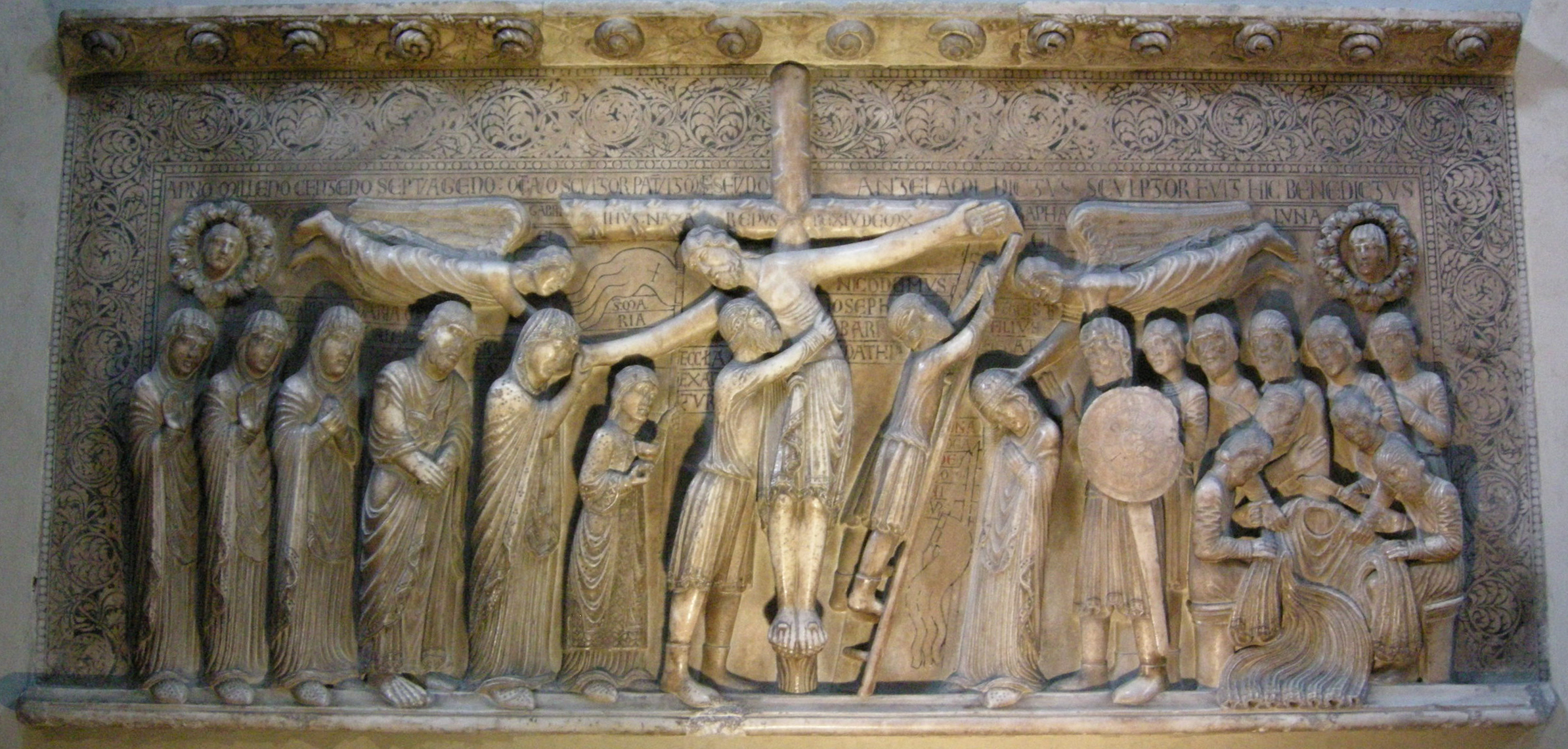
Бенедетто Антелами, «Снятие с креста»

В период готики начинается теоретизация техники искусства. Византийская догматическая культура стала прошлым, которое нуждается в отрицании. Бенедетто Антелами построил баптистерий в Парме и церковь Сант-Андреа в Верчелли; он является скульптором, имя которого открывает историю изобразительного искусства в XIII веке. В 1178 году он делает рельеф «Снятие с креста» для хора в Пармском соборе. В рельефе он придаёт фигурам динамику и применяет византийскую технику насечки для новой цели — придания объёмности. Масса перетекает, фигуры напряжены, движение ритмично. В его же «Мученичестве св. Андрея» в Верчелли ещё дальше идёт процесс освобождения от иератического предстояния, характерного для Византии. Фигуры изолированы, каждая имеет собственный жест. Его последователем был анонимный автор серии рельефов аллегорий месяцев для портала Феррарского собора. Об этом свидетельствует уравновешенность масс и пустот, равнозначность фигур с пластической точки зрения. Разграничительная линия определяет их динамику. Деревянное «Снятие с креста» из Вольтерры выполнено под влиянием Антелами.

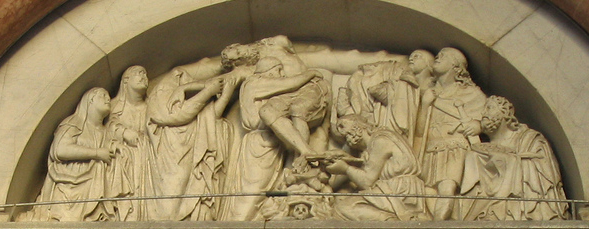
Никколо Пизано. Снятие с креста

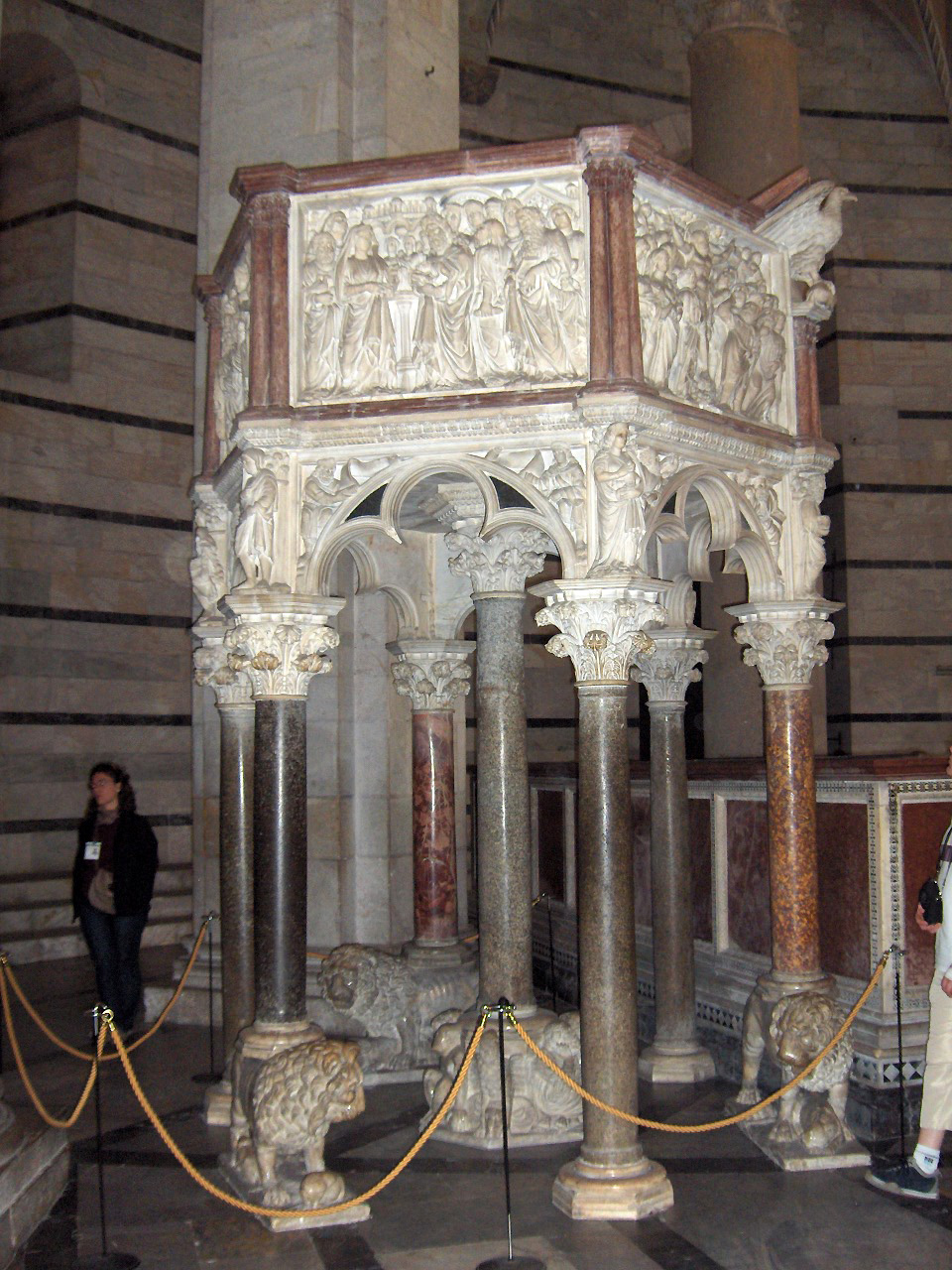
Никколо Пизано. Кафедра пизанского баптистерия

Романо-пизанская школа скульптуры — первая крупная историко-региональная школа скульптуры в Италии. Пиза являлась центром классической культуры и поддерживала связи с Востоком. Здесь скульптура уже не дополнение к архитектуре, а самостоятельный вид искусства. Сложившийся мастер — аноним, выполнивший в начале 13 века аллегорию месяцев и фигуры апостолов, а также эпизоды из жизни Иоанна Крестителя на портале пизанского баптистерия. Здесь традиционная иконография и тонкая отделка (идущие от Византии) сочетаются с почти подлинным ощущением важности размещения фигур в пространстве, зрелой упорядоченностью композиции. Этот скульптор, судя по Вазари, учитель Никколо Пизано, видимо, хорошо ощущает, как византийская манера уходит корнями в античность, и это помогает ему преодолеть кажущееся противоречие. В такой среде, полной гуманистических устремлений, видимо, сформировался Никколо Пизано.
Первое произведение Никколо Пизано — «Снятие с креста» (ок. 1259) в одном из люнетов собора в Лукке. Рельеф полон экзальтированного драматизма, фигуры стеснены и изображены в неудобных позах. Никколо, очевидно, стремился к возврату к античности, что было характерно для придворных кругов Фридриха II. Античность и современность сливаются в его работах в единый поток осознания истории. Он подлинно синтезирует элементы культур и обращает пристальное внимание на композиционные приёмы античных саркофагов.
Первое произведение его пизанского периода — кафедра баптистерия (1260). Это трибуна на стройных колоннах с трехлепестковыми арками. Скульптуры расположены в три яруса: львы и согбенные фигуры — пьедесталы колонн; пророки и евангелисты — продолжения капителей; рельефы с евангельскими сюжетами — на парапете. В творчестве Никколо сходятся пути классики и готики, он сосредотачивается на драматизме историй, отходит от бессвязного повествования и нагромождения событий, выделяя ключевые моменты. Он создаёт внутреннюю структуру пластической формы, наделяет некоторые лица напряжённой выразительностью римского скульптурного портрета.

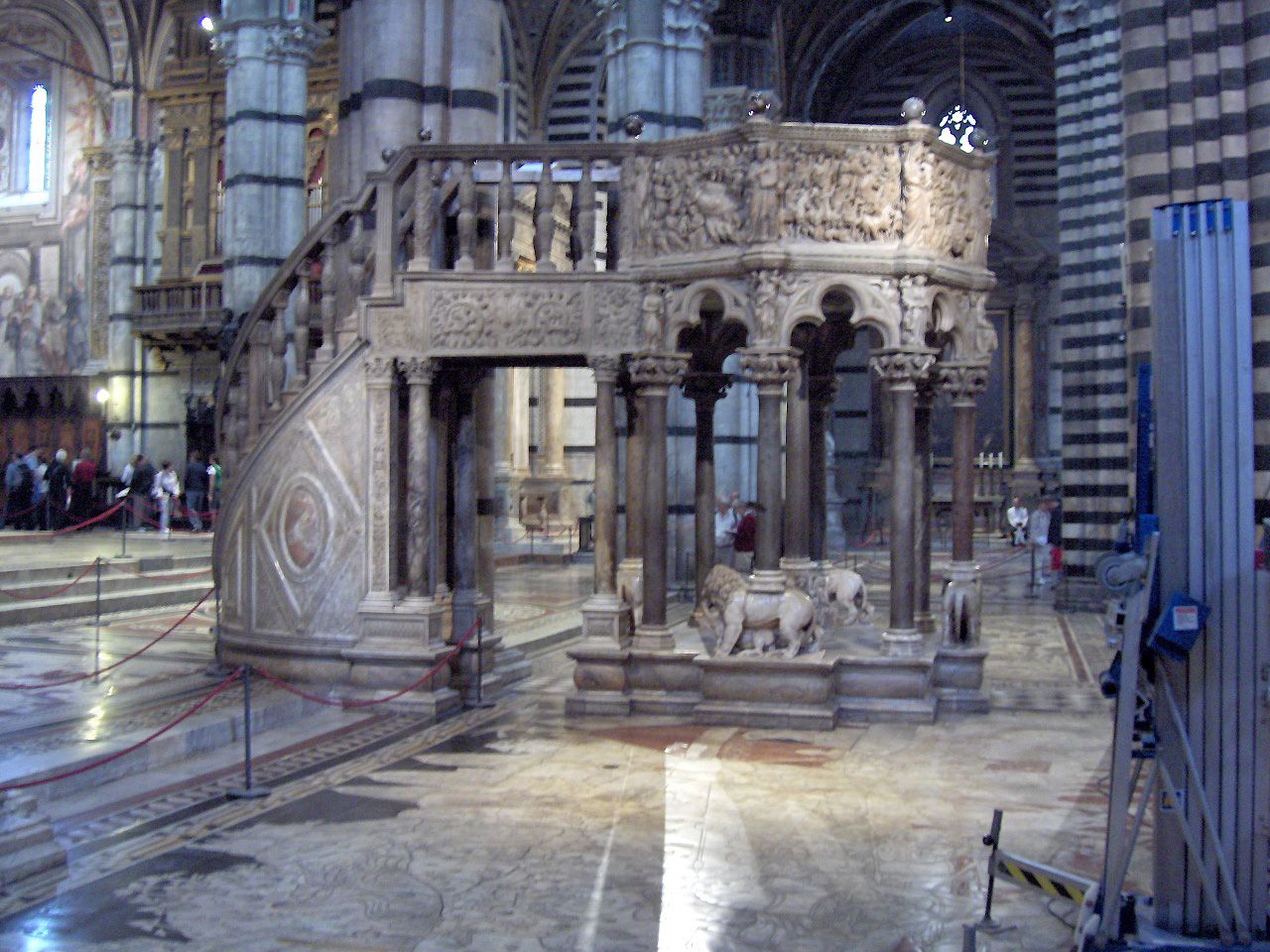
Кафедра сиенского собора

Сын Никколо — Джованни Пизано вместе с учеником Арнольфо ди Камбио создали кафедру для Сиенского собора (1266—1268). В ней развивается тематика и пластические находки первой. Она уже не шестиугольная, а восьмиугольная — это более динамично; исторические изображения ещё более многочисленны, количество фигур увеличивается, массы увлекаются нарастающим ритмом взволнованной жестикуляции, прерывистые линии подчёркивают напряжённость движения, акцентируют выразительность лиц. Готический компонент здесь сильнее, чувствуется и переработка романских источников. Фонтана Маджоре в Перудже (1278) состоит из 2-х многогранных чаш с декоративными панелями на аллегорические сюжеты и фигурами пророков и святых. Сюжеты панелей восходят к античным мотивам.
Арнольфо ди Камбио, ученик Никколо Пизано, работает главным образом в Риме. Он сыграл решающую роль в истории итальянской пластики, распространив почти по всей Италии классическую тематику пизанской школы, пробудив подспудные стремления к античности в Риме и Кампании и придав художественной культуре гуманистическое направление. Памятники конкретным личностям у него — уже освящение его жизни историей, прославление деятеля — что заметно в надгробиях его работы. Его скульптура устанавливается в интерьере с учётом окружающего пространства — она выступает как точно рассчитанный объём для организации идеального пространства. Человеческая фигура вновь становится «мерилом всех вещей». В Риме он выполнил гробницу кардинала Аннибальди в Сан-Джованни ин Латерано (1276), сделал статую Карла Анжуйского, гробницу кардинала де Брея, гробницу папы Бонифация VIII и бронзовую статую св. Петра, скульптуры для флорентийского собора.

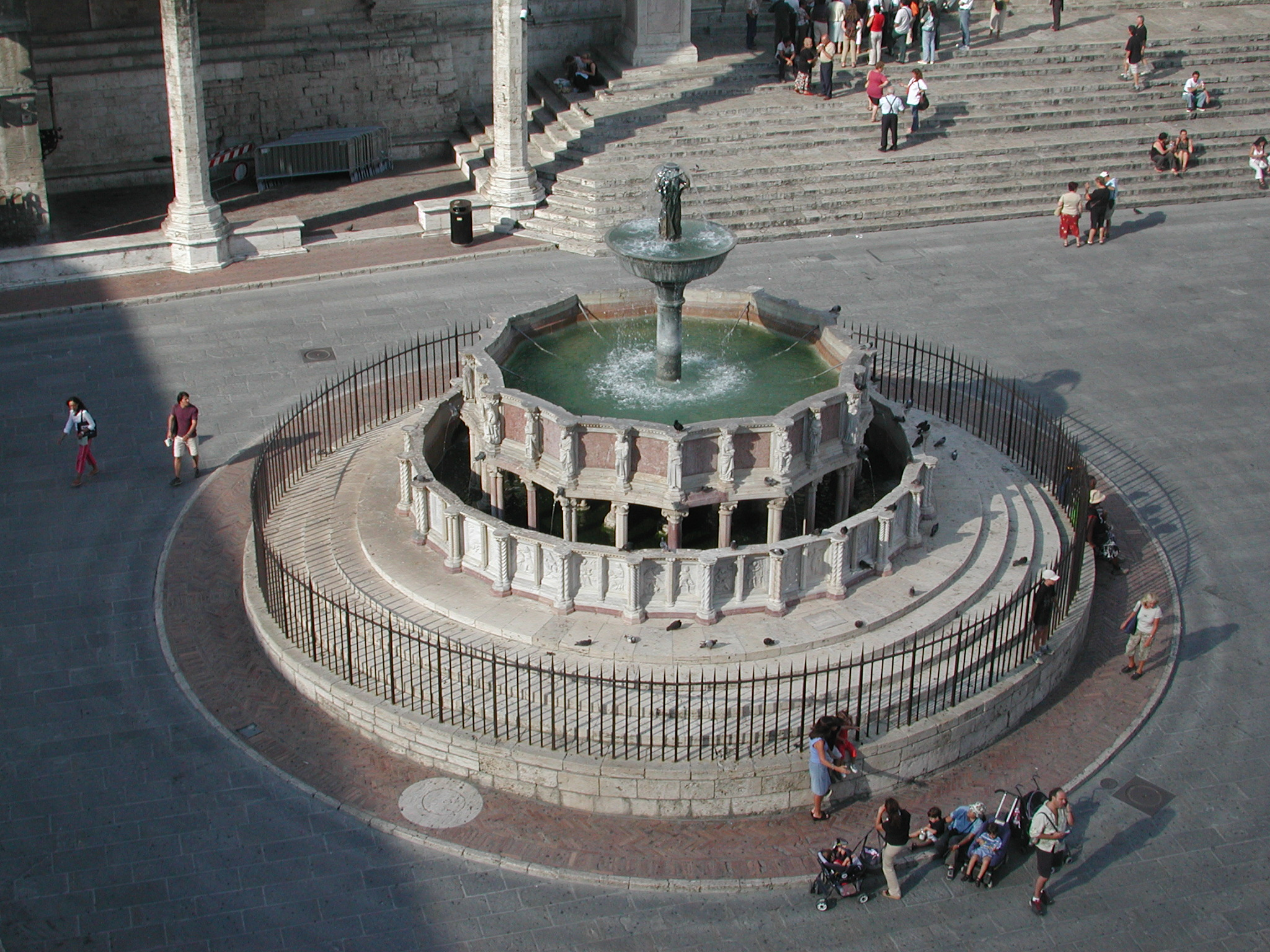
Фонтана Маджоре
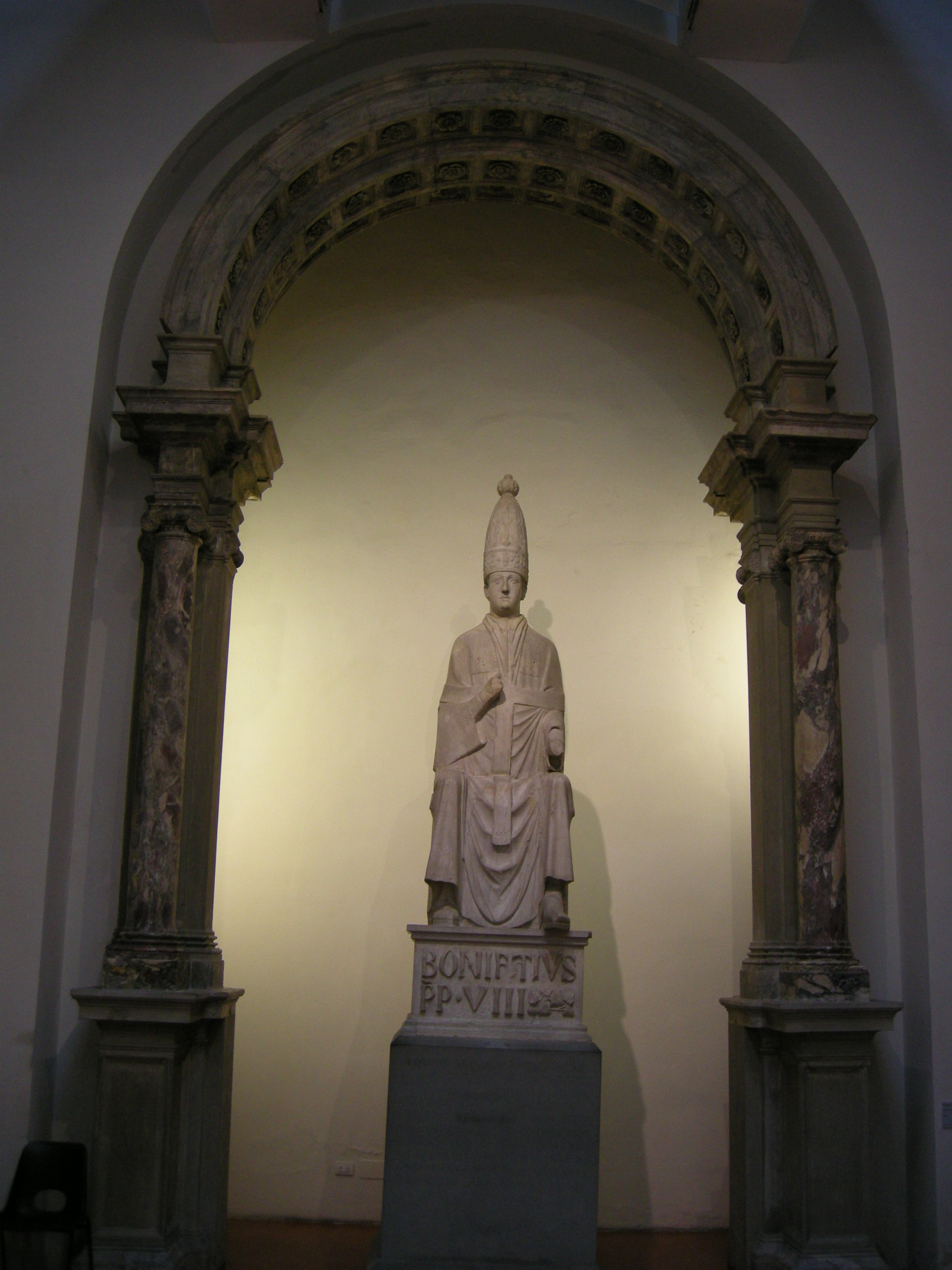
Статуя Бонифация VIII
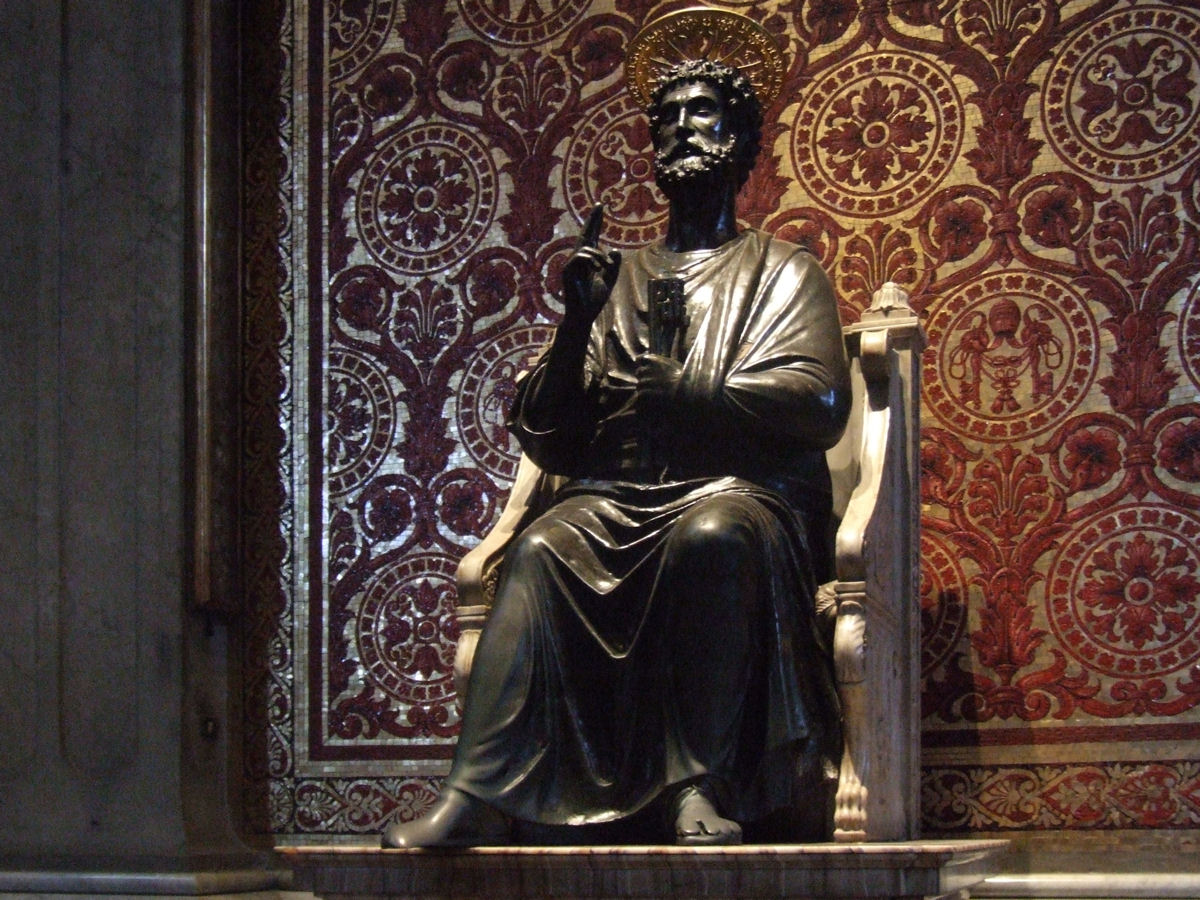
Статуя святого Петра
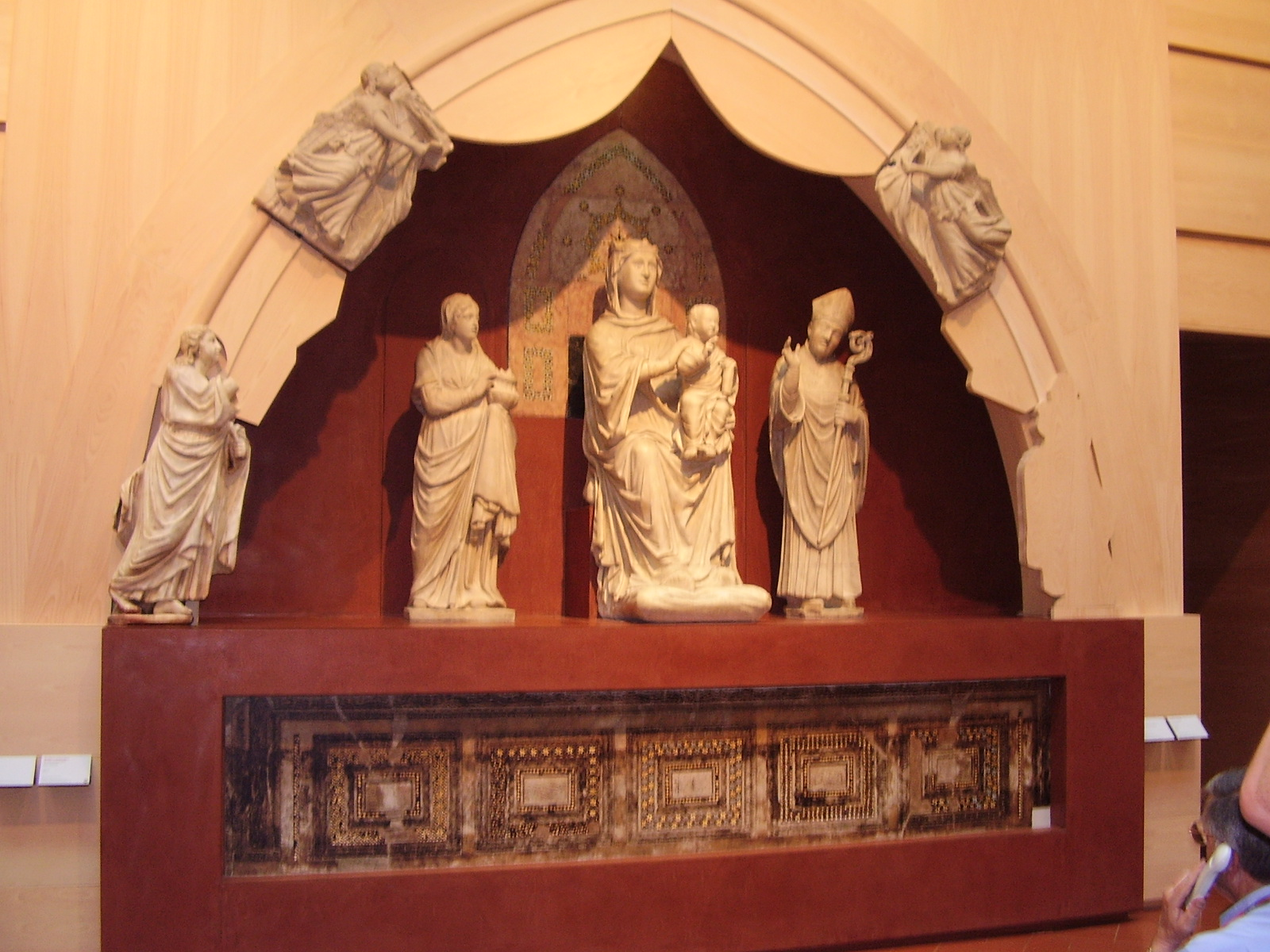
Фасад собора во Флоренции

Джованни Пизано сделал декор фасада Сиенского собора. Позы и моделировка форм его фигур служат усилению освещённости и проникновению лучей в глубину. Свет изгоняет все инертное. Из «системы Никколо Пизано» он берёт и усиливает современный ему готический компонент, а Арнольфо ди Камбио — классический. Нарастает воздействие французского искусства с повышенным драматизмом и экзальтированностью.

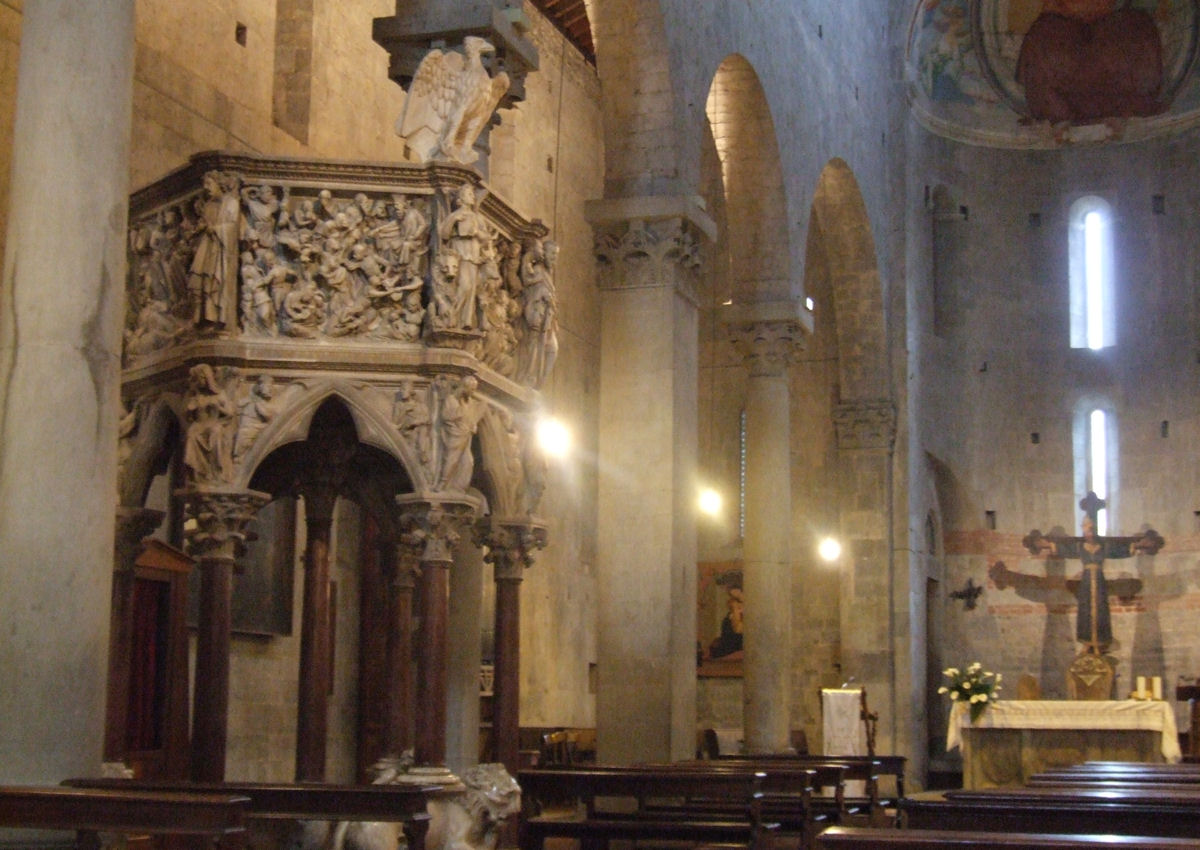
Кафедра церкви Сан-Андреа

В кафедре церкви Сан-Андреа в Пистойе (1301) схема доводится до крайнего динамизма. Эпизоды построены на пересечении направленного движения. Композиция выглядит слаженной и прекрасно организованной, причём ритмика органично вытекает изнутри. Джованни привержен к всеохватывающему движению, которое распространяется волнообразными импульсами. В его «Мадонне с младенцем» из музея Пизанского собора он прочерчивает силуэт силовыми линиями. Кафедра Пизанского собора представляет собой с архитектурной, пластической и программной точки зрения сложное целое. Многоугольная кафедра почти достигла формы круга, рельефы изогнуты как сегменты. Фигуры пророков играют роль световых разграничителей. Свет дробный, то есть земной, он приходит на смену вселенскому общему свету. Внимание переходит от одной детали к другой. Вспомогательные детали рельефа становятся материей, обретшей форму и ставшей светоносной. Отталкиваясь от готики, Джованни добирается до источника классики, натурфилософии эллинизма. Ученик Джованни — Тино да Камаино, смягчая светотеневые эффекты, стремится более тонкой моделировкой добиться большей живописности. Он распространяет тосканскую манеру по всей Италии, включая Неаполь. Джованни ди Бальдуччо работал в Ломбардии, основав там первый центр тосканского изобразительного искусства. Горо ди Грегорио работал в Мессине (Сицилия).
Флорентиец Андреа ди Понтадера создал бронзовые врата баптистерия (1336) и рельефов для кампанилы Джотто. Художник выделяет самое главное, отбрасывая ненужные детали, вписывает событие в ограниченное пространство рельефа, придаёт действию законченность и ритмичность. Гладкий фон способствует благоприятной освещённости. Его сын Нино Пизано, более ограниченный, стремится к декоративной изысканности и тонкой пластической лепке фигур, светотеневой моделировке, подобной изяществу французской готики.

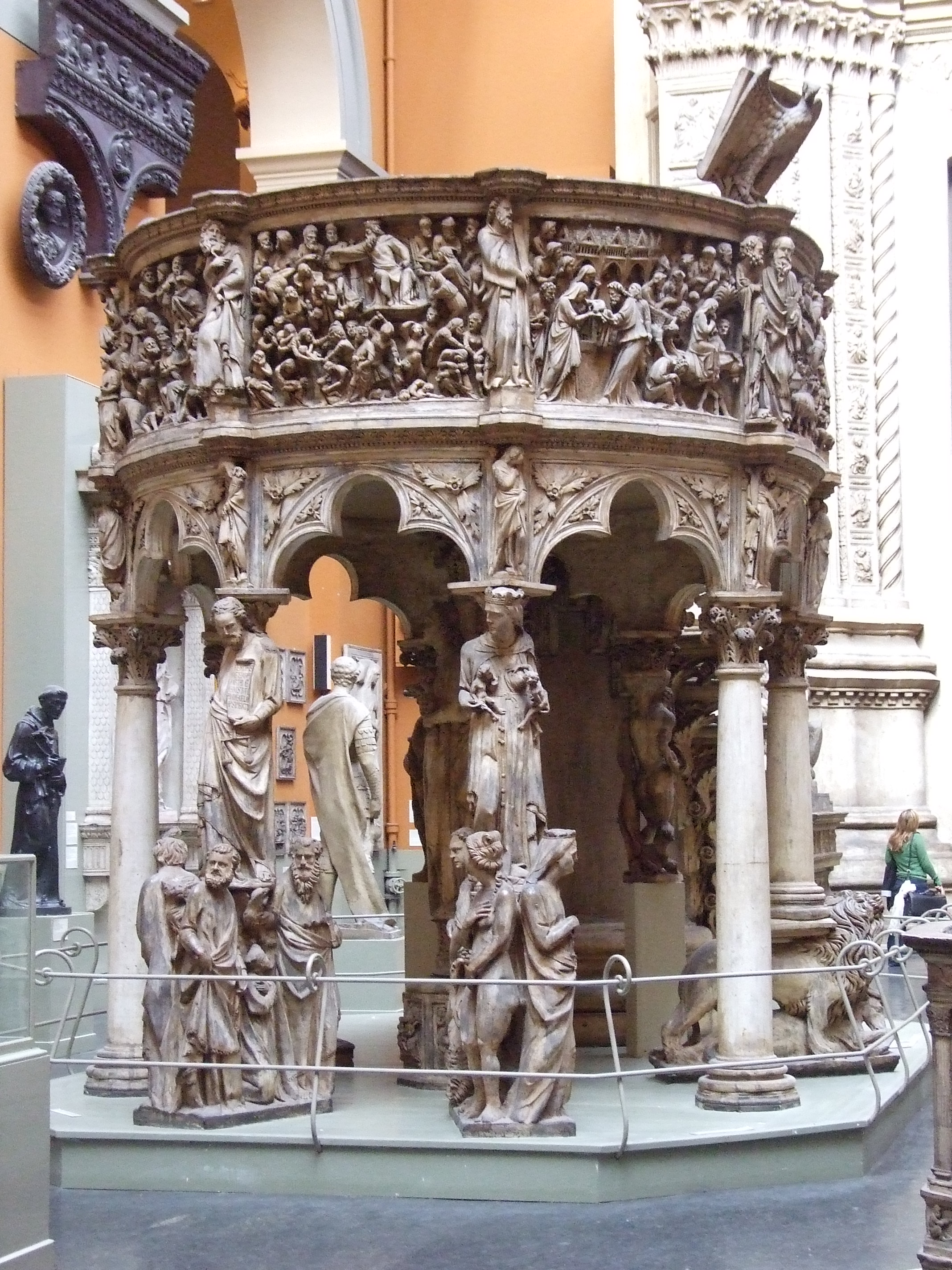
Кафедра пизанского собора
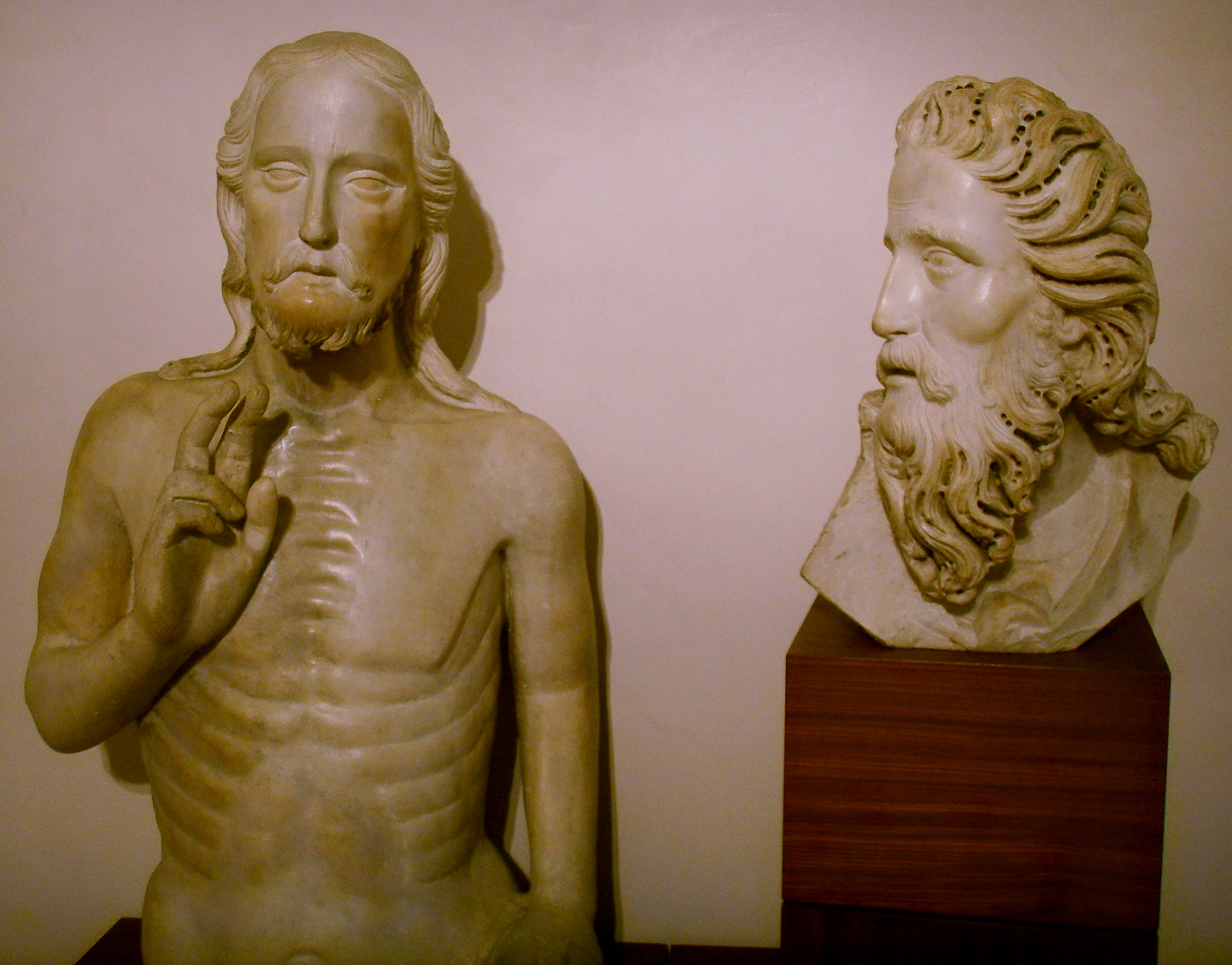
Тино да Камаино, скульптура собора Флоренции
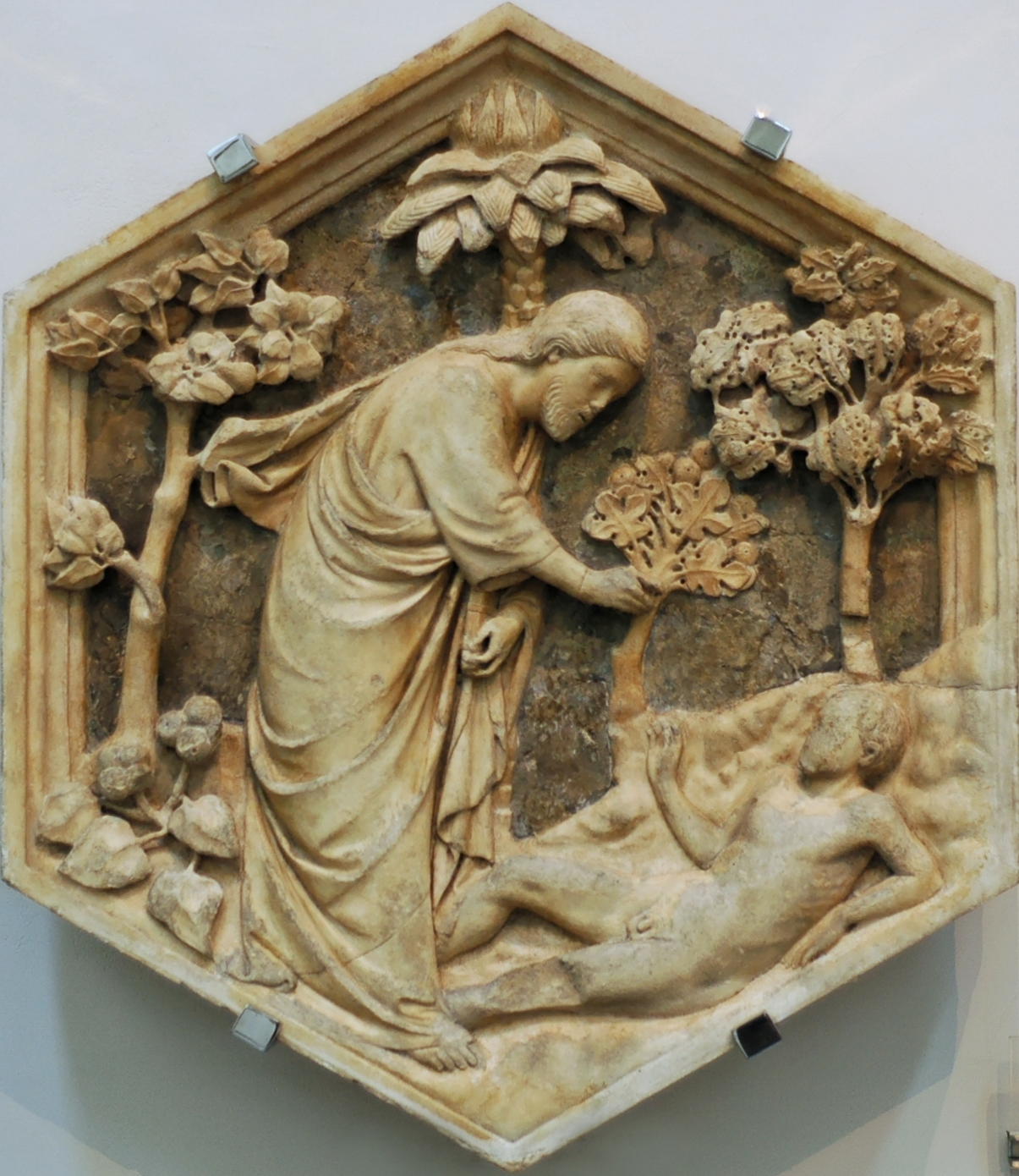
Андреа ди Понтадера, рельеф кампаниллы
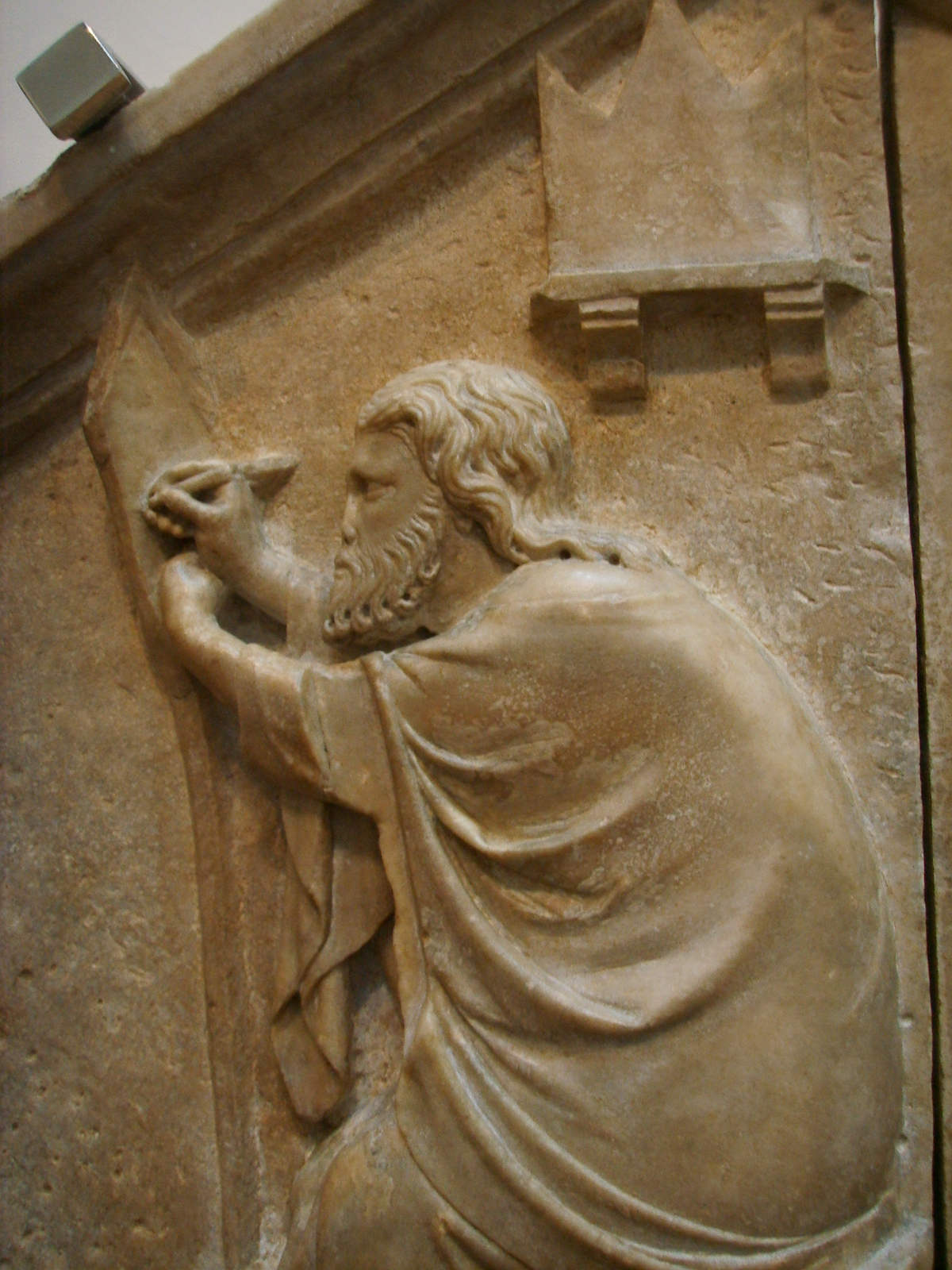
Нино Пизано, рельеф кампаниллы

Не сохранилось имя мастера, создавшего конную статую Кангранде делла Скала, но он очевидно связан с пизанской культурой. Запоздалая готика «интернационального» характера представлена творчеством братьев Пьер Паоло — автора узорчатого балкона Дворца Дожей и алтаря церкви Сан-Франческо в Болонье и Якобелло далле Мазенье.

### Кватроченто

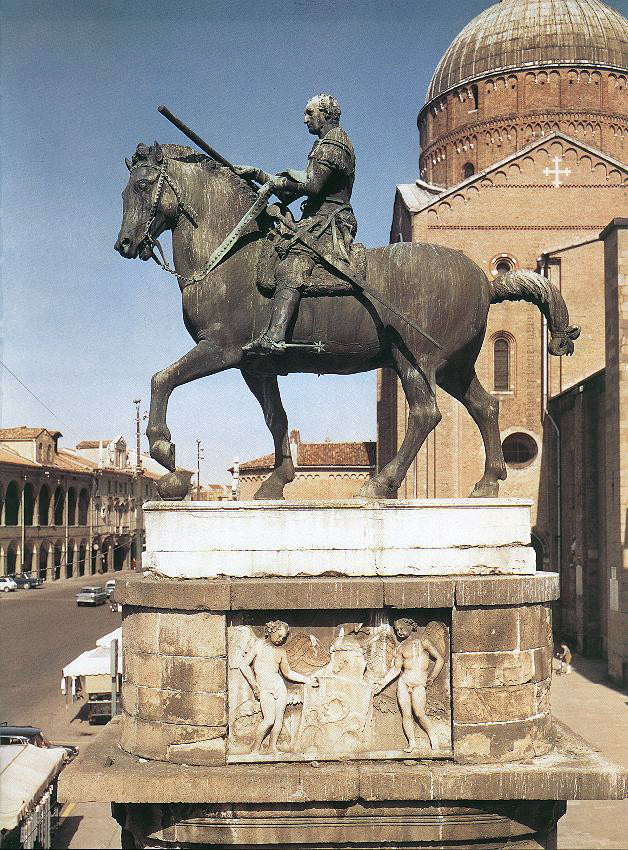
Статуя Гаттамелаты

XV век был периодом глобального изменения в искусстве. Художники стараются возродить традиции прошлого, основы их программы — открытая перспектива и законы пропорций. Античность воспринимается не как набор образцов для подражания, а как историческое осознание прошлого и его неизбежной связи с настоящим. Ренессансный человек желал отринуть наслоившиеся традиции (готические, византийские) и вернуться к древнеримской доблести, древнему классическому источнику.
Впрочем, по-иному подходят к проблеме монумента. Для римлян монумент своей внушительностью и незыблемостью воплощает неизменность определённых институтов, силу и крепость государства. Скульпторы нового времени ставили перед собой задачу показать, что величие христианского памятника не может состоять в мощи, выставляемой напоказ силе, гнетущей тяжести массы. Идея выражается духовным и нравственным ценностям через совершенство пропорций, геометричность форм и белизну мрамора. Леон Баттиста Альберти называет заключительный трактат своей трилогии De Statua и подводит теоретическое основание под гуманистическую тенденцию, которая в первые десятилетия XV века привела к бурному расцвету статуарной пластики. Позднее определится образец для подражания — статуя Марка Аврелия — она интерпретируется в памятниках кондотьера Гаттамелаты (Донателло) и кондотьера Коллеони (Верроккьо). Статуя стала гуманистической темой.
Художественное обновление рождается как полемика с поздней готикой и зарождается во Флоренции. Новые черты мировоззрения: специфический углублённый поиск, умозрительное построение, структурное единство, единый творческий метод, основанный на рисунке, интерес к глубинам рисунка. Личность художника приобретает невиданный дотоле вес и значение.

#### Конкурс 1401 года

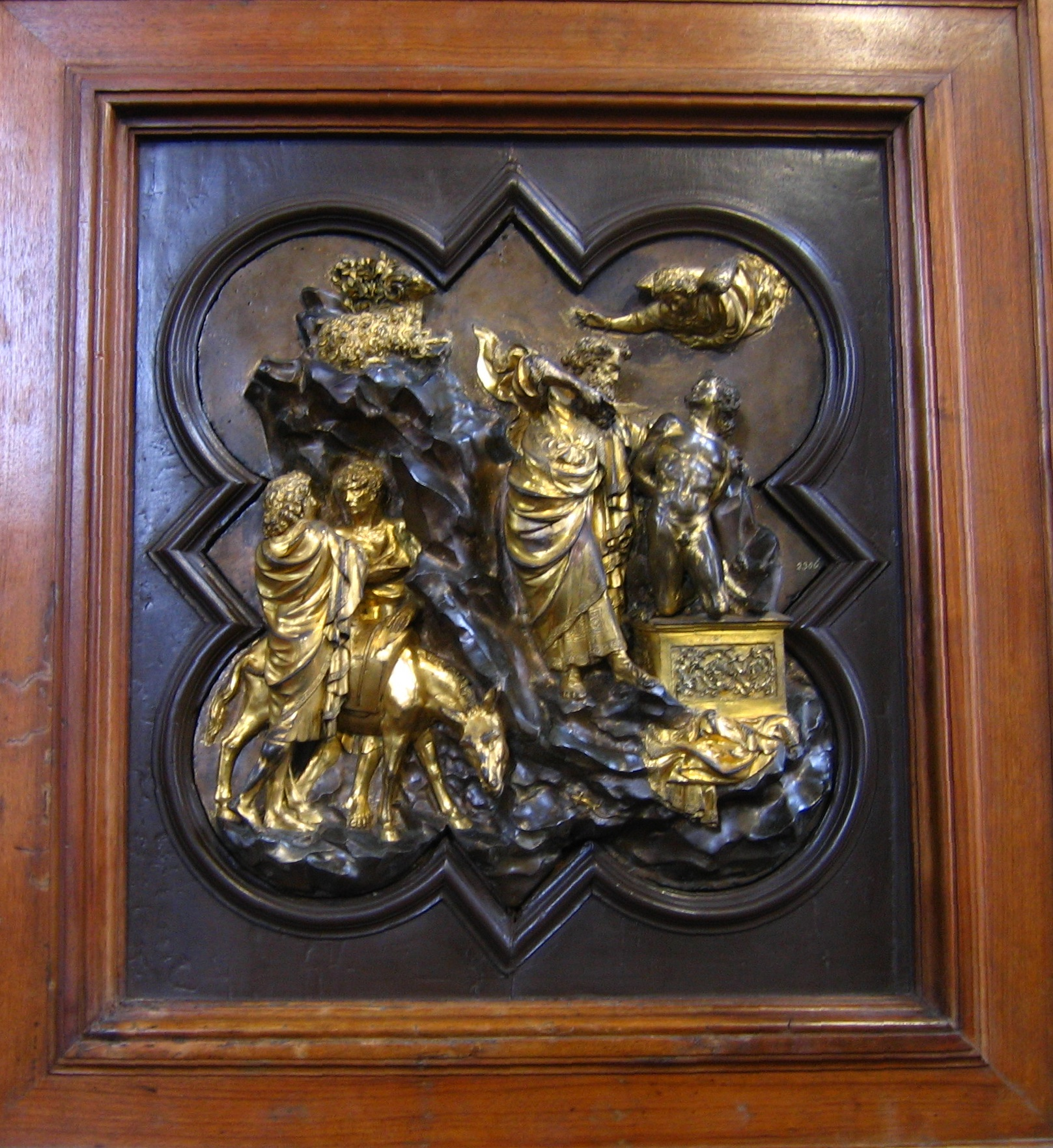
Рельеф Гиберти

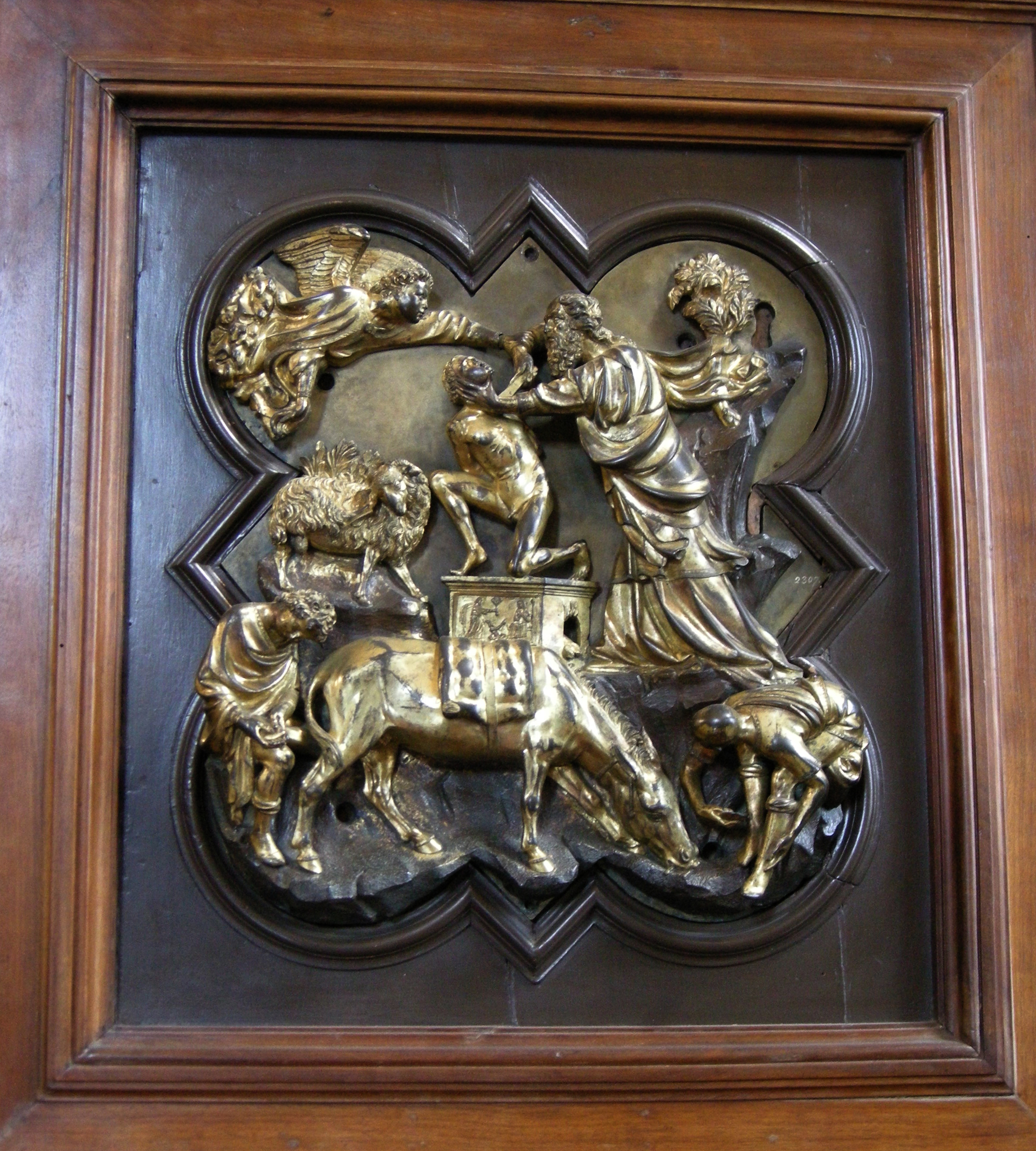
Рельеф Брунеллески

Важная дата в развитии скульптуры: во Флоренции объявлен конкурс на изготовление 2-х (северных) ворот баптистерия. (1-е были изготовлены в 1336 году Андреа Пизано). Помимо прославленного к тому времени Якопо делла Кверча в конкурсе приняли участие два молодых ваятеля — Лоренцо Гиберти и Филиппо Брунеллески. Конкурсный сюжет — «Жертвоприношение Авраама» на рельефе в форме квадрифолии, аналогичной воротам XIV века.
Оба молодых скульптора выступали за возрождение античности, оба — сторонники гуманистической культуры и присущего ей историзма. Однако их работы расходятся:
- Гиберти: изображает все детали легенды, всех действующих лиц. Классическим образцом ему служит «Жертвоприношение Ифигении», и аллегорическое истолкование исторического факта — отказ от родительской любви ради повиновения высшему долгу. Он представляет не драму, а древний обряд. Фигуры задрапированы, алтарь украшен классическим рельефом. Отстранённость по времени снижает в глазах зрителя накал страстей. Исаак идеально сложен, жесты Авраама изящны. История развивается медленно, так как глазу есть на чём задержаться. Есть ритмическая пауза, образованная диагональной скалой; она же служит отражателем света, освещающим обе части. Эта линия согласует друг с другом две орбиты, по которым развивается движение — дугу тела Авраама и дугу шеи осла. Динамические ритмы находят отражение в сложном рисунке обрамления: движение не сосредотачивается в одном действии, а рассеивается по всему освещённому полю рельефа[5].
- Брунеллески: та же история по времени длится гораздо меньше. Движения фигур синхронны и даны в едином порыве, устремлены к сильно выделенной фигуре Исаака. Происходит столкновение противоположных сил — тело Авраама устремлено вперёд и подталкивает руку с ножом, другая рука задирает шею сына. Тело Исаака поддаётся контролю отца, но всё же чувствуется стремление оказать сопротивление. Ангел падает с небес камнем, стремительно. Столкновение трёх противоположных сил сталкивается в переплетении рук и голов в вершине треугольника, который разрушает повторы квадрифолия. Драма начинается с нуля и сразу достигает апогея[5].

Гиберти описывает пространство в виде чередующихся эпизодов и плоскостей, Брунеллески его строит, исходя из синхронности происходящего, динамического равновесия сталкивающихся сил. Гиберти более естественнен, стремясь соединить пейзаж с фигурами, отмечая скалу и кроны, направляя свет вдоль поверхности. Брунеллески не замечает пейзажа. Гиберти глубже постигает античность, воспроизводя типичные одеяния, включая в изображение классические мотивы и поэтические интонации эллинизма. Брунеллески всего лишь цитирует в изображении одного из слуг Мальчика, вытаскивающего занозу из ноги. Гиберти убирает из рельефа все «жеманство», ненужные детали, однако у него есть пережитки позднеготической эстетики — волнообразность изгибов, рассеянная освещённость, декоративность композиции, подчиняющаяся кривизне обрамления. Брунеллески ориентируется непосредственно на Джованни Пизано. Он более революционен, устраняя естественное пространство и беря за основу пустоту, перспективные законы он выделит позже.
Победу во флорентийском конкурсе одержал Лоренцо Гиберти.

#### 1420-е

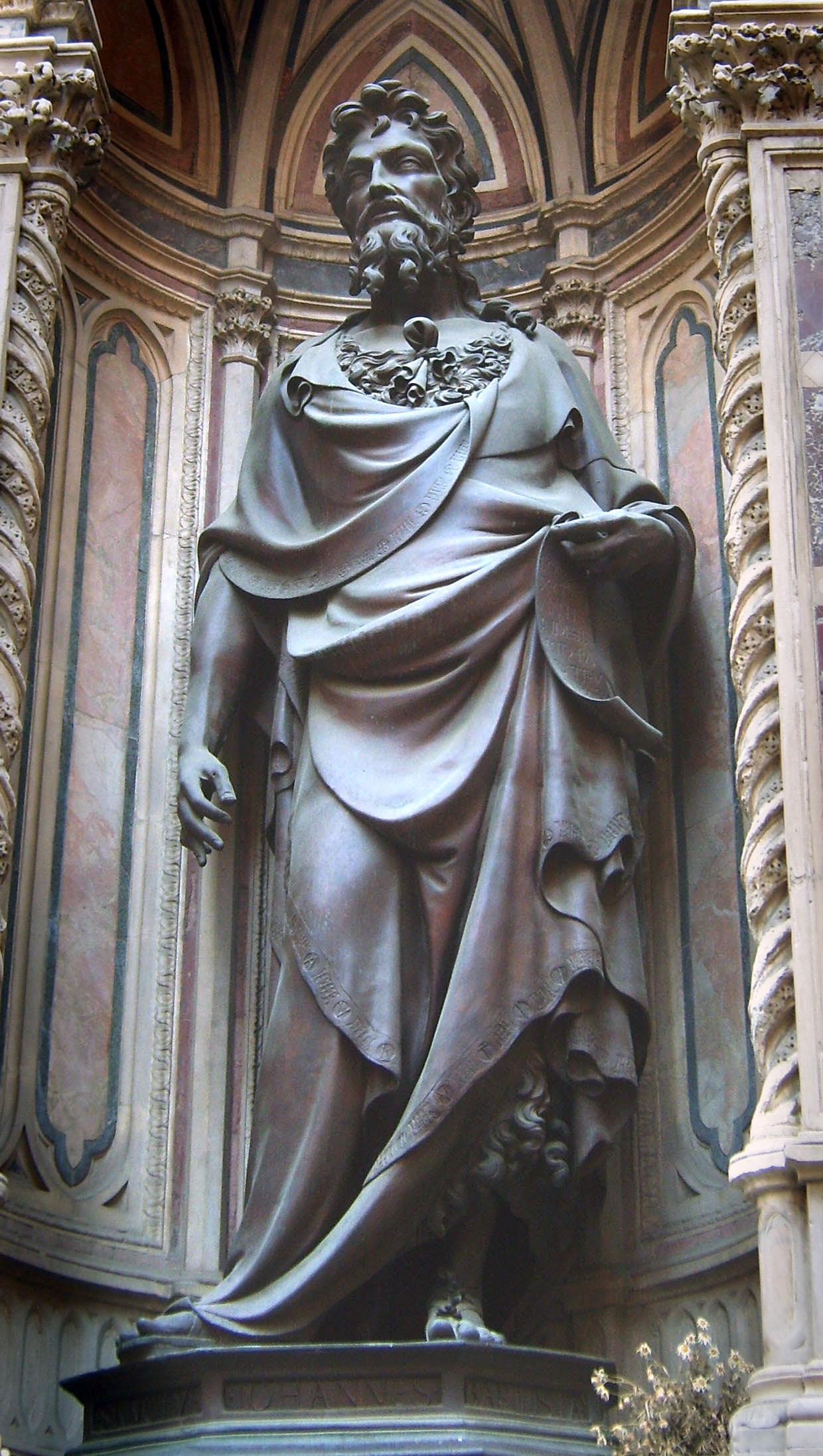
Лоренцо Гиберти. Иоанн Креститель на фасаде Орсанмикеле

Затем Гиберти по-новому решает тему статуи. Он делает статую Иоанна Крестителя для церкви Орсанмикеле (закончена в 1414). Искания скульптора созвучны с идеями литераторов того времени — возрождение античности, но не вопреки, а с помощью христианской духовности. Мастер пытается возродить забытую (или пришедшую в упадок) технику отливки больших бронзовых фигур с круговым обзором. Благородство движений и жестов пророка напоминает древнего оратора, но с духовным напряжением христианина. Энергичные складки придают фигуре вращательное движение, способствующее ритмическому перетеканию света. Человеческое достоинство передано в духе гуманизма, движение выплёскивается в пространстве и устремляется к свету. Гиберти ещё не отказывается от традиционных форм (в духе готики), но придаёт им новое звучание и трактовку.

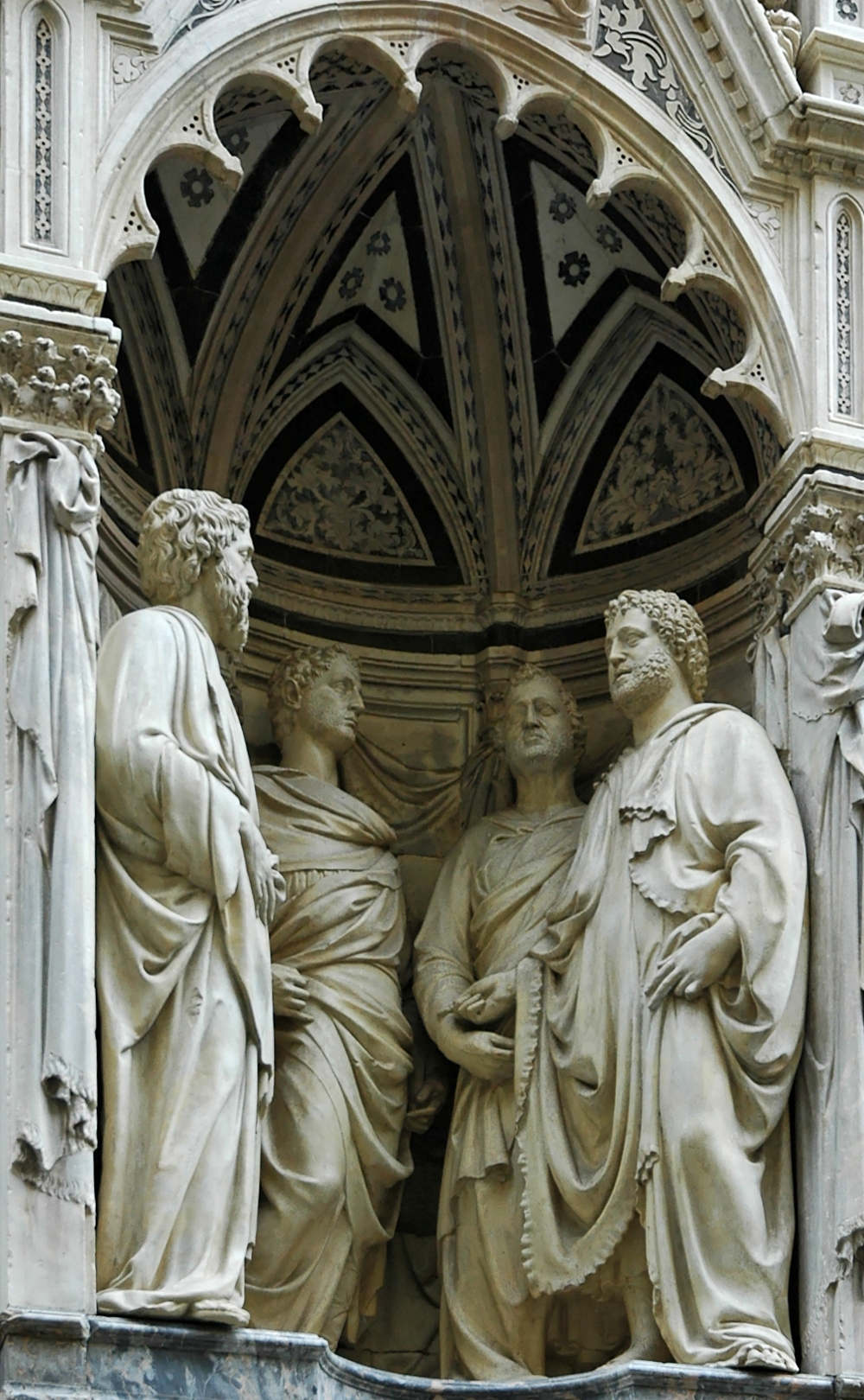
Нанни ди Банко. Четверо святых

Нанни ди Банко в своём творчестве подходит к статуарной пластике с другим звучанием гуманистического подхода. Он был сильнее увлечён классикой. К периоду его увлечения классическими формами относится «Четыре святых» из Орсанмикеле. Для скульптора здесь главное не техника, а художественная выразительность, хотя мраморные складки по своей глубине и проработанности люминесцентностью приближаются к бронзе. Одежда имеет внушительный, монументальный характер. Голова и волосы проработаны активней. Готическое спиралеобразное построение фигуры несколько сглажено, но ещё окончательно не исчезло. Нанни ди Банко не ищет, подобно Гиберти, компромисса между античной монументальностью и современным интересом к душевным переживаниям человека, а просто выражает современное содержание «на строгой и безупречной латыни».

#### Донателло

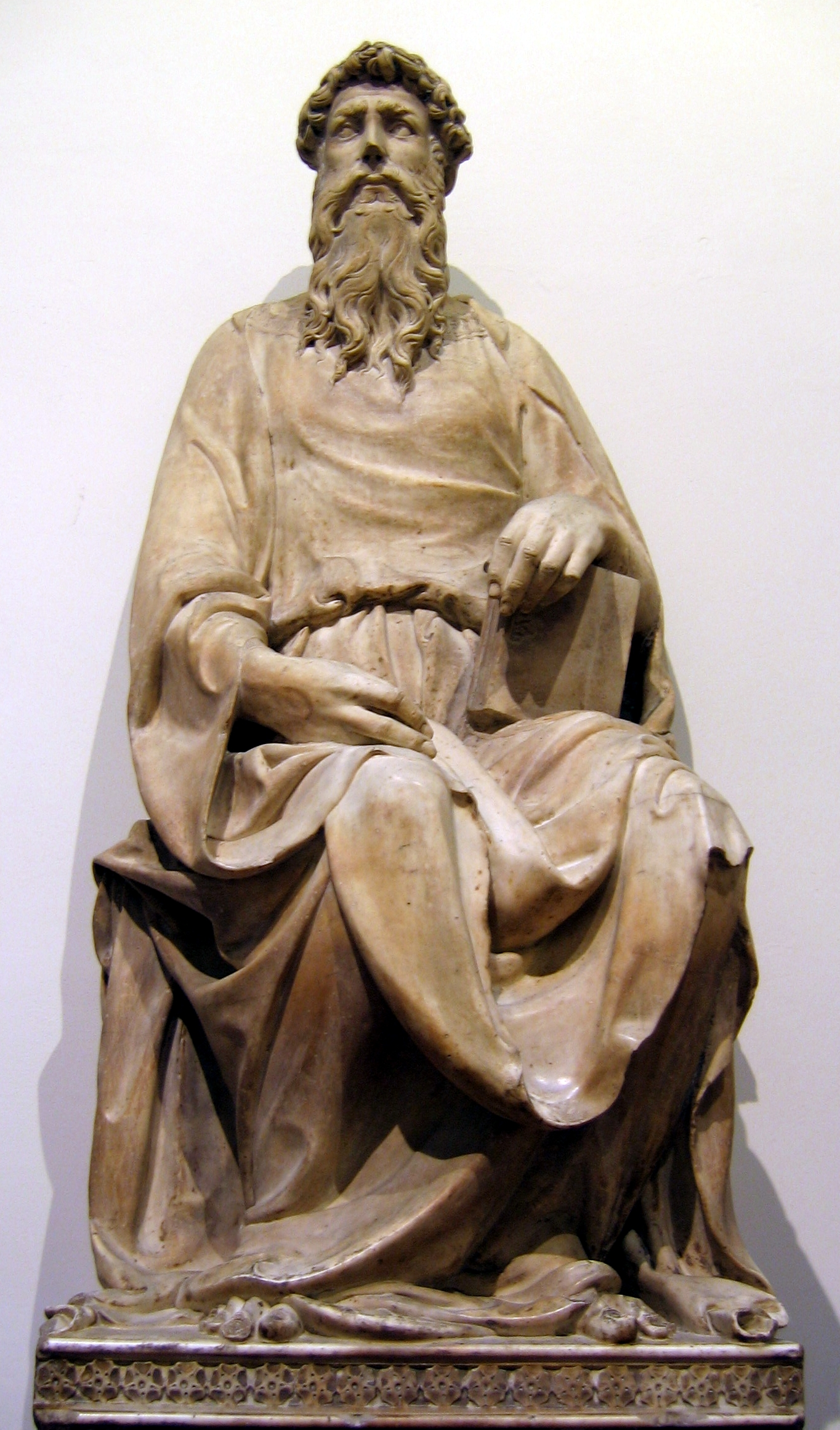
Донателло. Иоанн Евангелист

Донателло также обращается к круглой статуе, становясь крупнейшим ваятелем кватроченто. «Иоанн Евангелист» (закончен в 1415 г., музей Флорентийского собора) выдвигает на первые план не технические и стилистические проблемы, а задачи структуры пластической формы. Его работа похожа на Нанни ди Банко, который работал рядом, но ось фигуры направлена строго по вертикали, формы пластически развиваются. Линии дугообразны, полны внутренней силы. Линейных ритмов ещё нет, которые бы позволили статуе слиться с окружающей средой. Классических реминисценций (Гиберти) или латинских заимствований (Нанни ди Банко) здесь нет — ощущается сочный народный язык. Новизна — в излучении нравственной силы, которая передаётся через прочность посадки головы, сдержанность жеста, мгновенное воздействии на зрителя, господство фигуры над пространством.
Для Донателло классическая культура — не обретённое благо, утраченная находка, а неотъемлемое достояние флорентийского народа. Он был другом и сподвижником Брунеллески, но если тот представлял интеллектуальную и идеализирующую тенденцию, то Донателло являл драматическую и реалистическую. Известен их спор о «Распятии»: работа Донателло для Санта-Кроче во Флоренции показалась другу слишком грубой, и он сделал своё для Санта-Мария Новелла, с совершенными пропорциями божественной красоты.

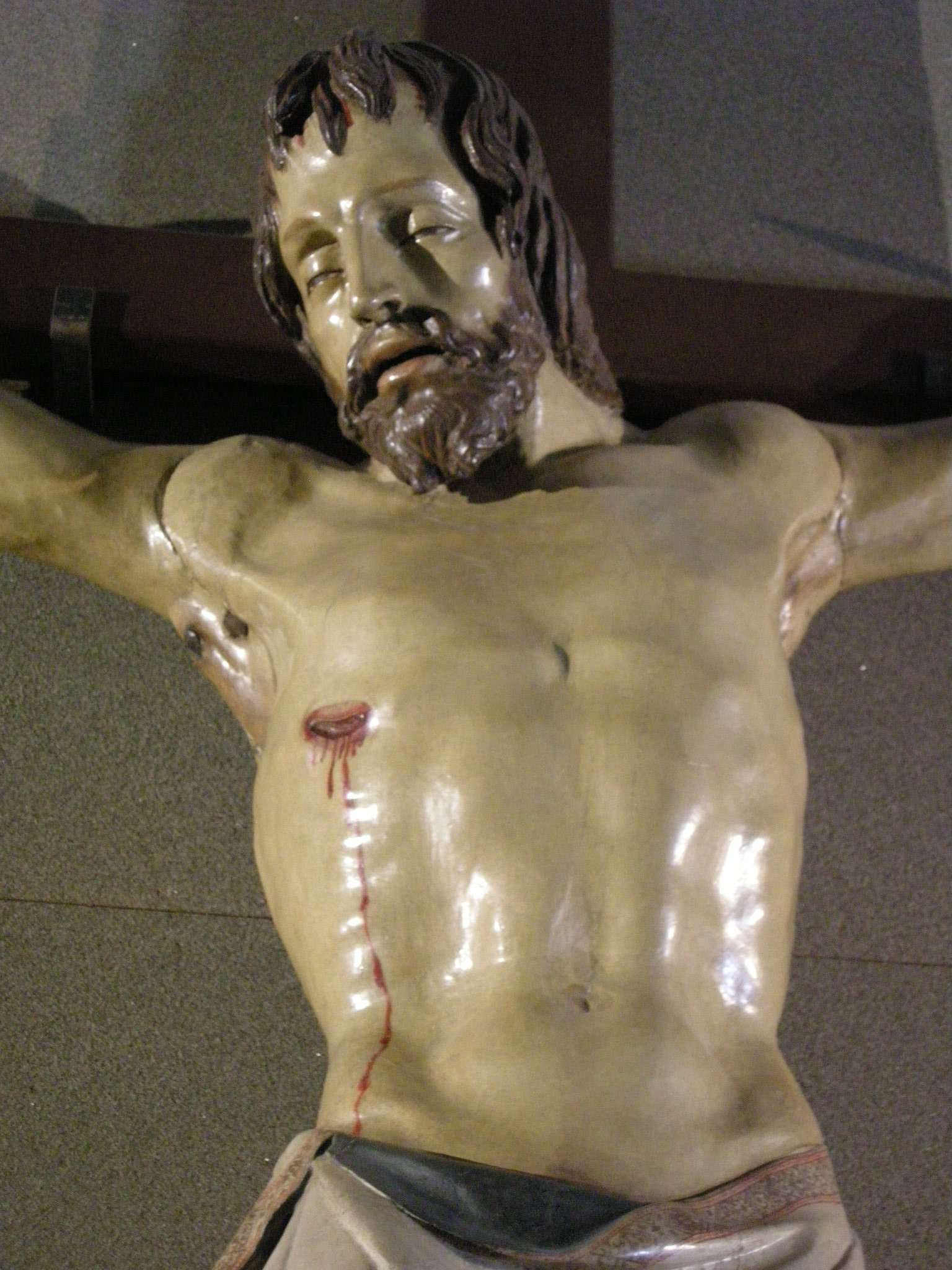
Распятие Донателло
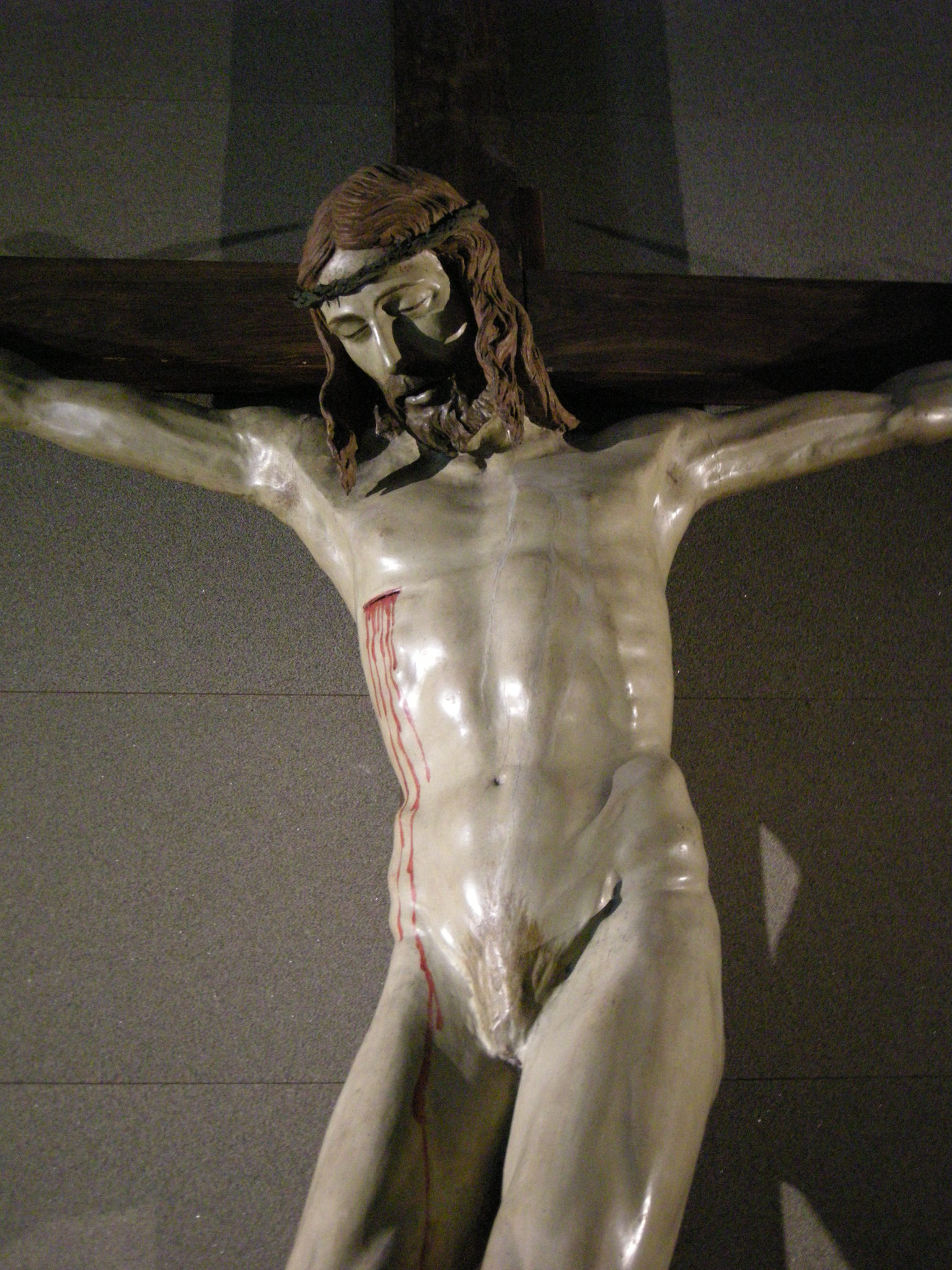
Распятие Брунеллески

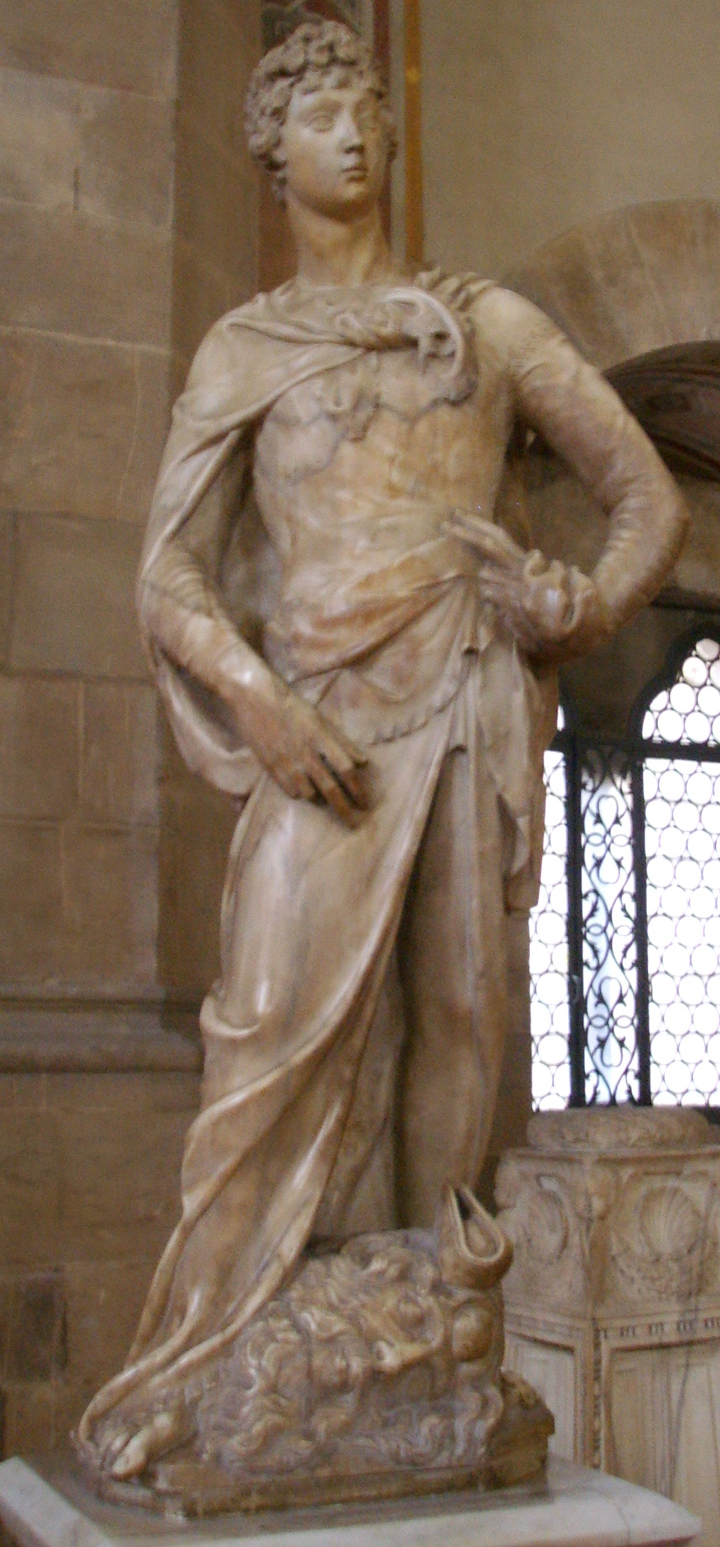
«Давид» Донателло, 1409

Мраморный «Давид» (1409) сделан им сразу же после украшения готического портала «Порта делла Мандорла» флорентийского собора (вместе с Нанни ди Банко). Его фигура построена ещё по готической схеме — вытянутая вперёд нога напряжена, другая нога является осью вращения, в линиях обеих рук неожиданный порыв движения, голова наклонена влево в живом повороте. Но эта схема выхолощена и сведена к силовым линиям, ацентированным и противопоставленным друг другу, в беспокойной гармонии, очень далёкой от ритма готики.

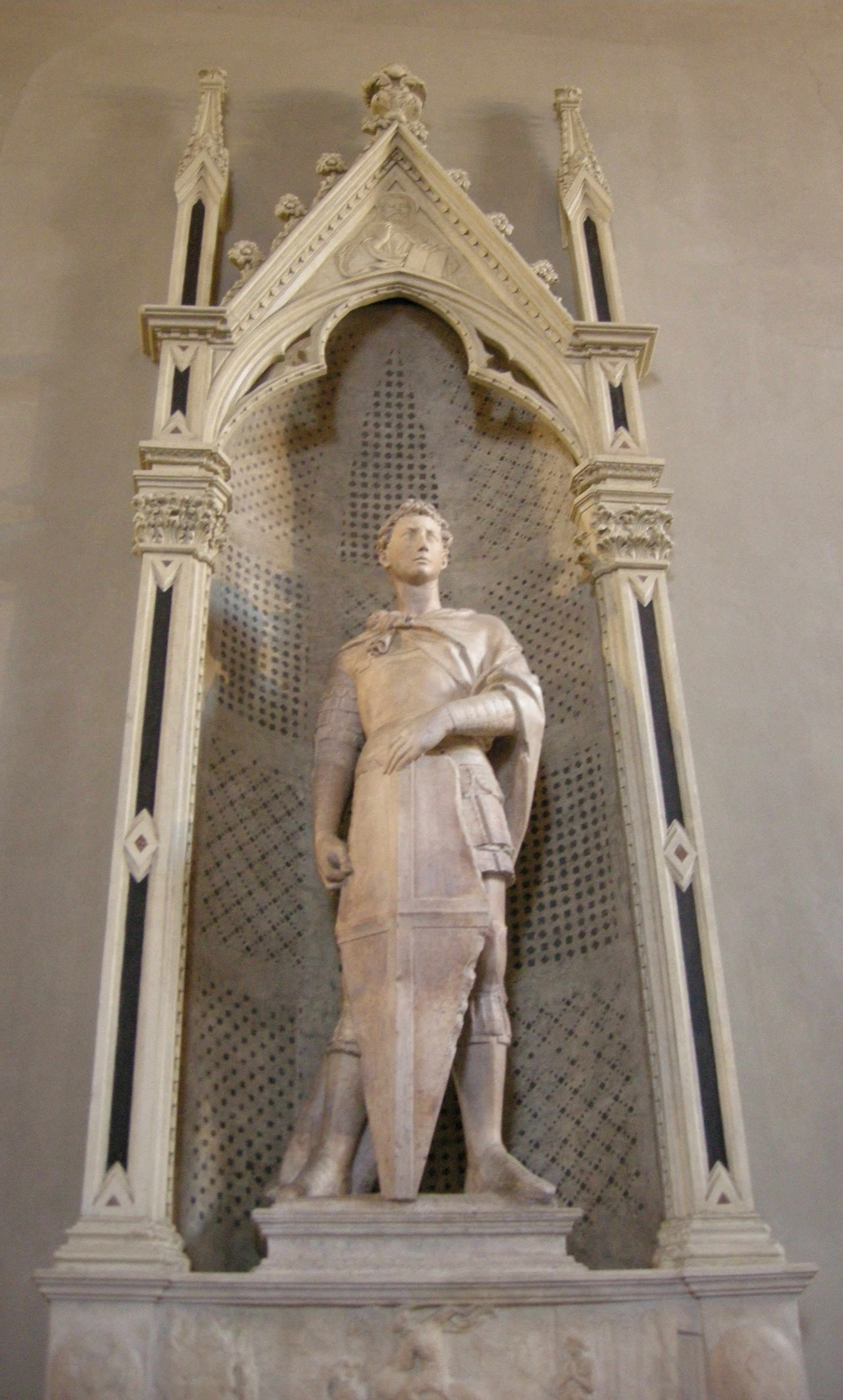
«Святой Георгий» Донателло, 1420

Статуи 1411-36 гг., сделанные Донателло для Флорентийского собора, Орсанмикеле и кампанилы, показывают, как меняется его представление об «историческом персонаже». Если Нанни ди Банко наделял своих «Четырёх святых» чертами античного портрета, изучаемого в оригиналах, то Донателло, хоть и стремясь к воссозданию пластического благородства антики, не успокаивался, пока идеальная классическая модель не совпадала с чертами его реальных современников. Он одевает горожан в старинные одеяния, находя в их облике, поступках и нравственности добродетели древних. Их жесты сдержанно вежливы, складки одежд спадают по-античному, зрелый опыт запечатлён в мудрых и задумчивых лицах. Задачей Донателло было остановить стремительность ритма готического света, который делал её ирреально «вращающейся», желая зафиксировать светом дошедший из античности образ. Драпировки его физически ощутимы, направления энергичные и уверенно намеченные, движение должно быть определённым, а не расплывчатым в окружающем пространстве. Сравнение «Святого Георгия» (1420) с «Давидом» (1409) показывает прогресс: ноги расставлены в виде циркуля и несут вес туловища, а не просто играют роль опоры, руки подчёркивают прямую посадку и лёгкий поворот торса, а не являются дугообразными линиями. Крест на щите определяет оси. Свет лепит объём, а не стекает вниз по наклонным плоскостям, как раньше.

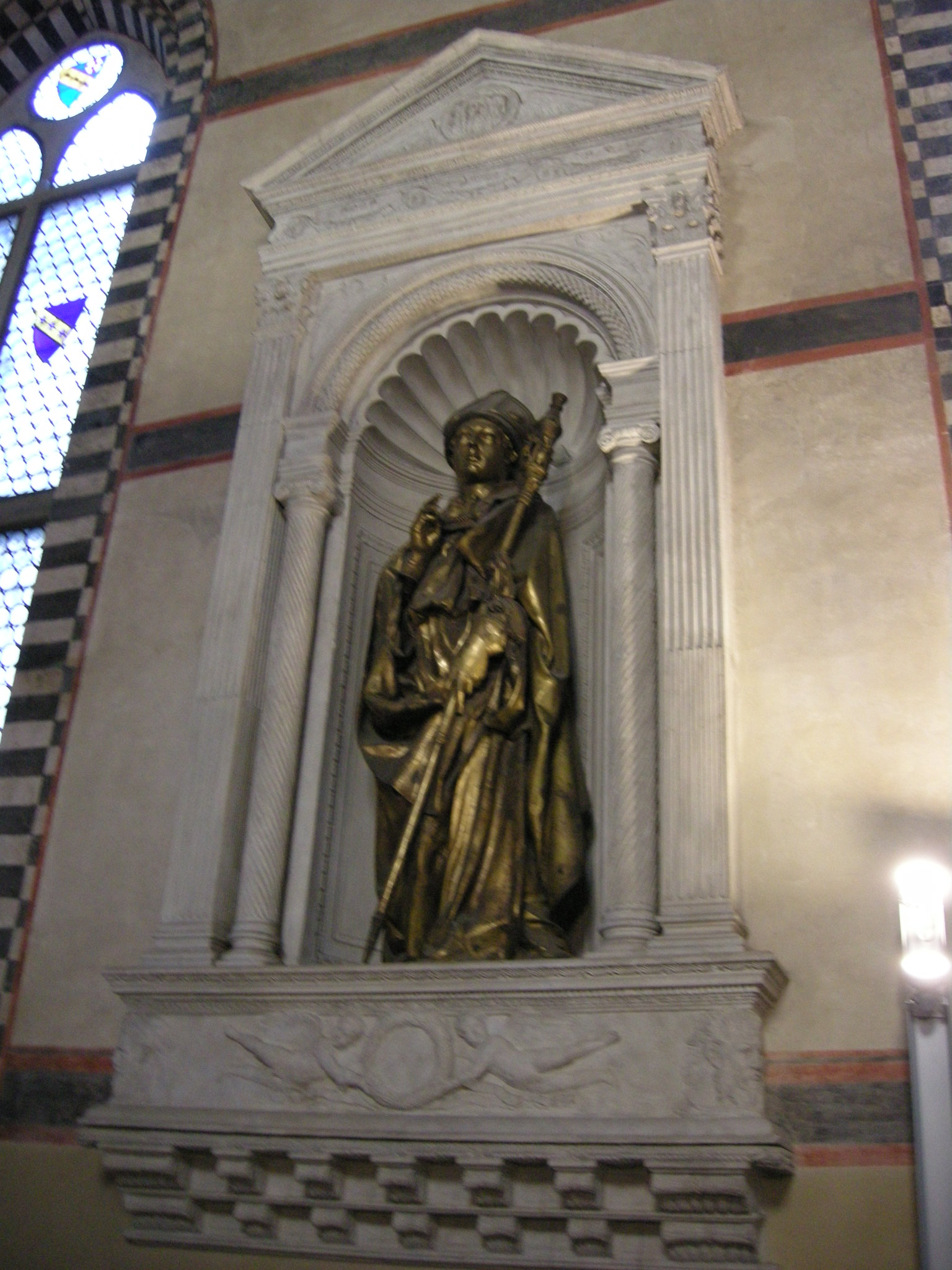
Святой Людовик

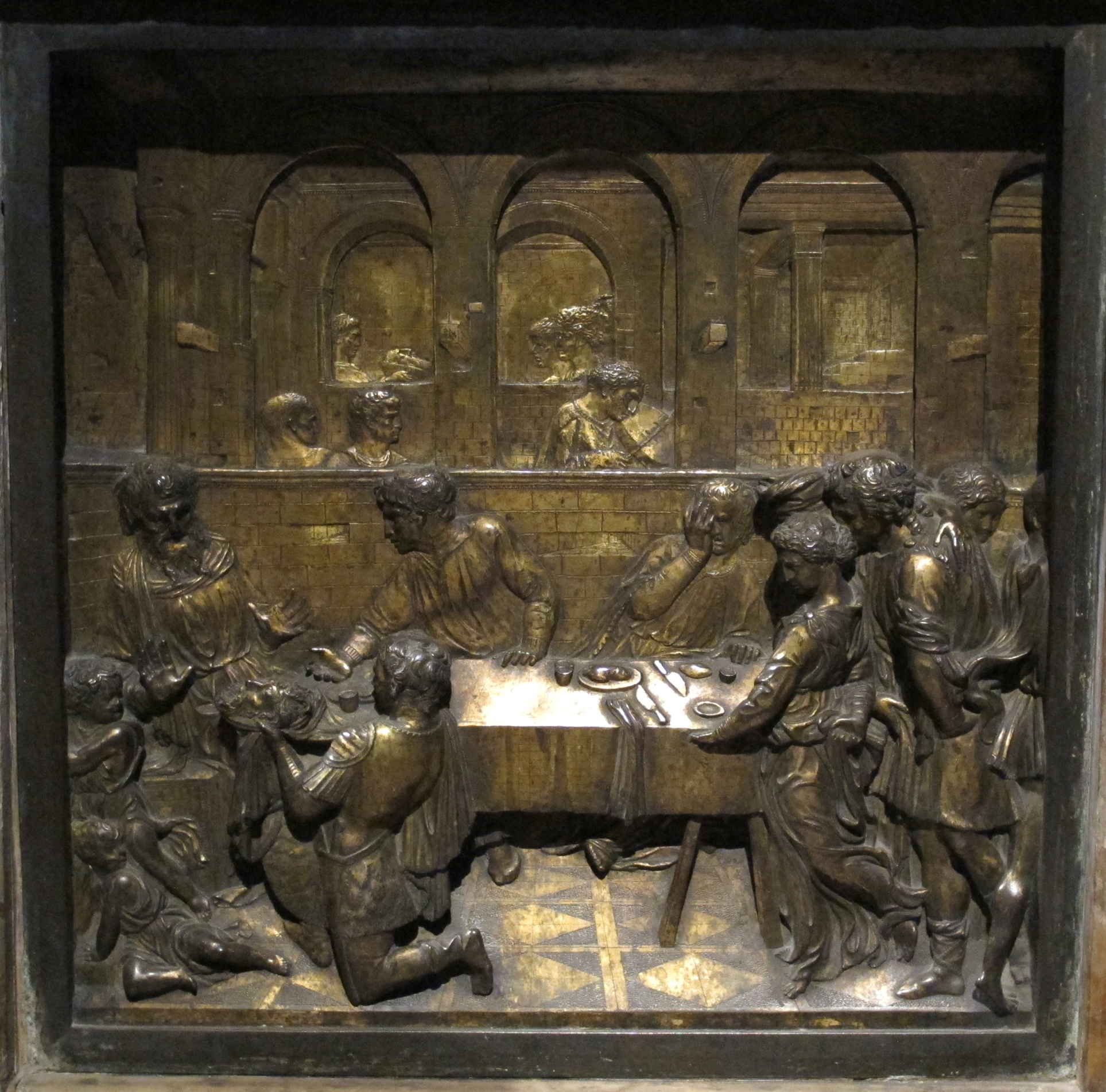
«Пир Ирода» Донателло

Работает Донателло и в рельефе, воодушевившись идеями Брунеллески насчёт перспективы. Он не согласен с решением Гиберти (высокие части улавливают свет и он умелой лепкой объёмов направляется в глубину, образовывая «золотой фон»). По мнению Донателло, надо воспроизводить сечение «визуальной пирамиды» — плоскость. Его рельефы отличаются малой глубиной, но пространство при этом там глубже, чем у Гиберти. Его первый «сплющенный» рельеф — «Святой Георгий, убивающий дракона» (ок. 1420) для цоколя ниши статуи. Массы сплющены и раздавлены, ограничены контуром, создаётся перспектива. «Святой Людовик Тулузский» (1423): пластический объём воспринимается как высокий рельеф, насыщенный светом и тенью. Здесь нет пластической структуры или движения тела — только набухшая масса одежды с широкими складками.

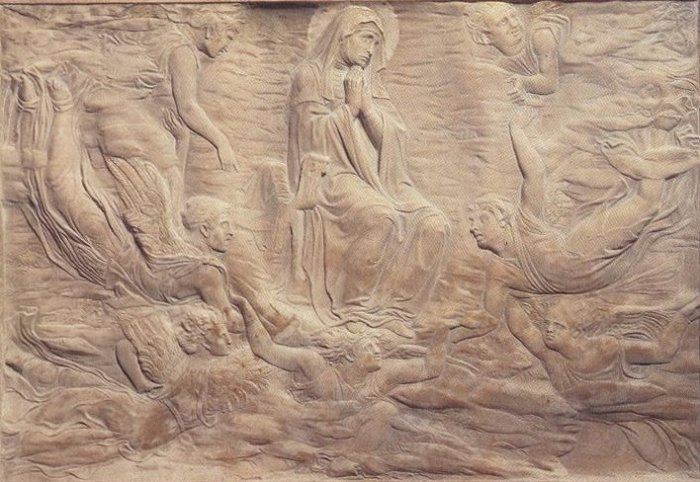
«Вознесение Марии», Донателло

«Пир Ирода», рельеф для купели баптистерия в Сиене, построен на точном соблюдении перспективы. Однако математики не чувствуется — есть взволнованный драматизм и световая насыщенность. Драматизм мира (человек и природа), постоянное стремление к расширению границ реальности и составляют для Донателло суть христианства и истории. «Вознесение Марии» (ок. 1427, Сант-Анджело а Нило в Неаполе) — очень низкий рельеф, с целым вихрем линий, едва прочерченных по мрамору. Отражённый свет даёт толчок всему движению. Тема развита в духе классических псалмов готических икон и аллегорий.

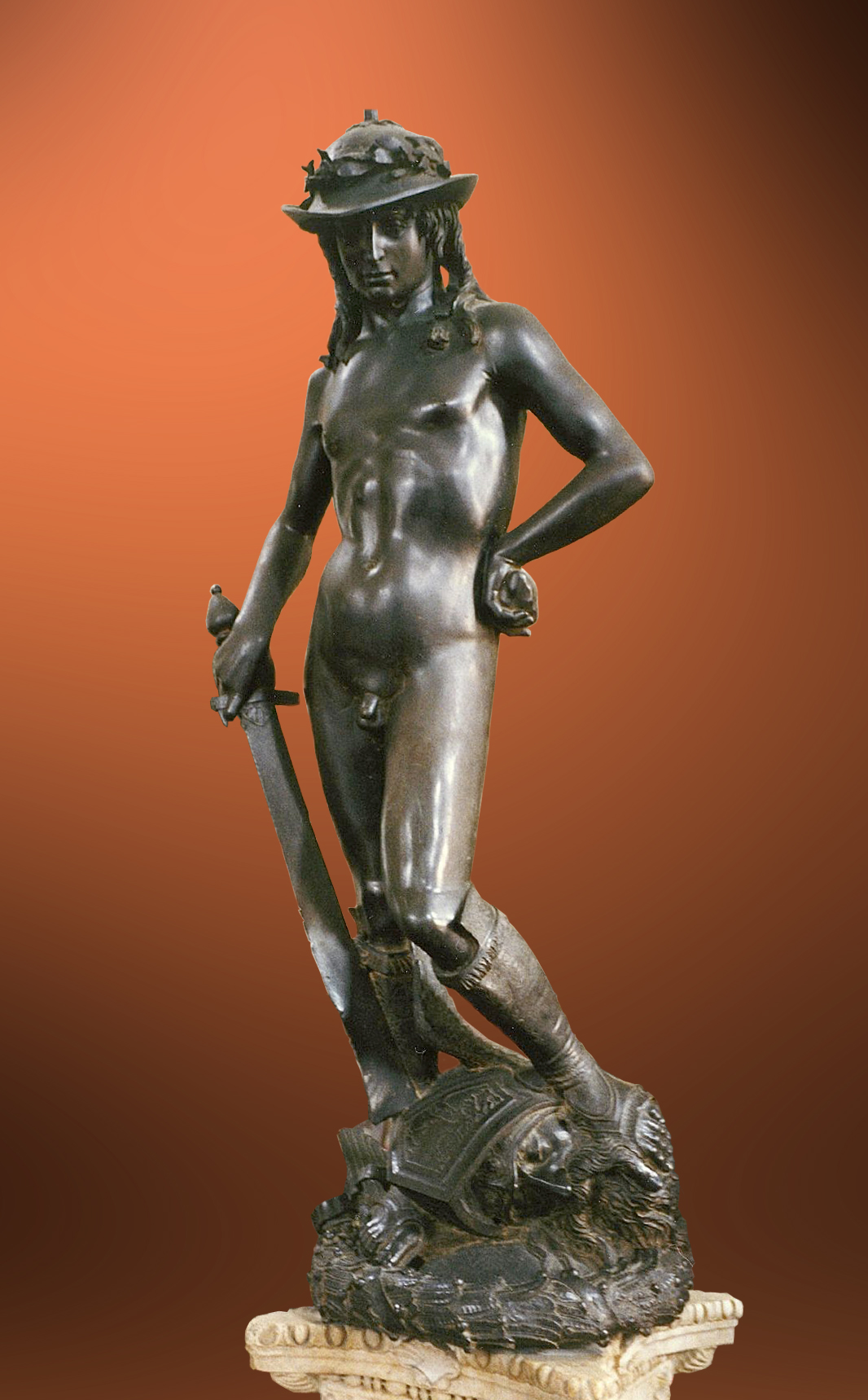
«Давид» Донателло (ок. 1430)

Второй раз Донателло обращается к теме Давида около 1430 года. Образ другой — не решительный и самоуверенный герой, а задумчивый юноша. Тело слегка отклонено от центральной оси, центр тяжести смещён. Диагональ меча подчёркивает неустойчивую динамику фигуры. Внешне статуя — уступка классическому изяществу Гиберти, но на самом деле — свидетельство отхода от исторической конкретности ради меланхолической образности легенды. В 1432 году в Риме скульптор приходит к восприятию античности, отличному от строгого флорентийского. Это уже не умозрительная история, а пережитая, последовательная смена эпох. Донателло интересно все, что отличается от стереотипа олимпийского спокойствия античности, его интересуют душевные потрясения, волнения, даже полуварварские позднеантичные образцы. «Благовещение» (ок. 1435, Санта-Кроче) — использован весь репертуар античных орнаментов, при этом автору нравится недосказанность, загадочность изображённого.
Также причудлива и фантастична концепция кантория — певческой трибуны Флорентийского собора (1433—1439). Тут практически дионисийство — путти в вакхической пляске, золотая мозаика, неровная поверхность, гирлянды, и другие «античные» фантазии. Врата с изображением апостолов и мучеников «Порта дельи апостоли» из Старой сакристии Сан-Лоренцо (ок. 1440-3) говорят о том, что Донателло начал вдохновляться позднеантичной живописью. В композициях исчезают архитектурные и пейзажные фоны, фигуры выделяются на полированном заднике своей шероховатостью, все внимание направлено на световые эффекты. В 1445-50 гг. Донателло делает большой алтарь для церкви Сант-Антонио в Падуе с 7 статуями и множеством рельефов (разобран). Статуя Мадонны уникальна по иконографии. Складки одежды отличаются нервозностью, и вообще вся статуя передаёт таинство с реминисценциями античных натуралистичных мифов. Один из наиболее трагических рельефов Донателло оттуда — «Положение во гроб» из серого камня со вставками цветного мрамора, полудрагоценных камней и мозаики. Фигуры не сдерживаются рамой, жестикуляция нарастает. Художник подчёркивает «античный мотив» гробницы, чтобы придать изображению трагизм. Этот рельеф — вершина «экспрессионизма» мастера. Своими руками Донателло разрушает гуманистический идеал личности, для утверждения которого столько сделал. Здесь начинается кризис гуманизма.

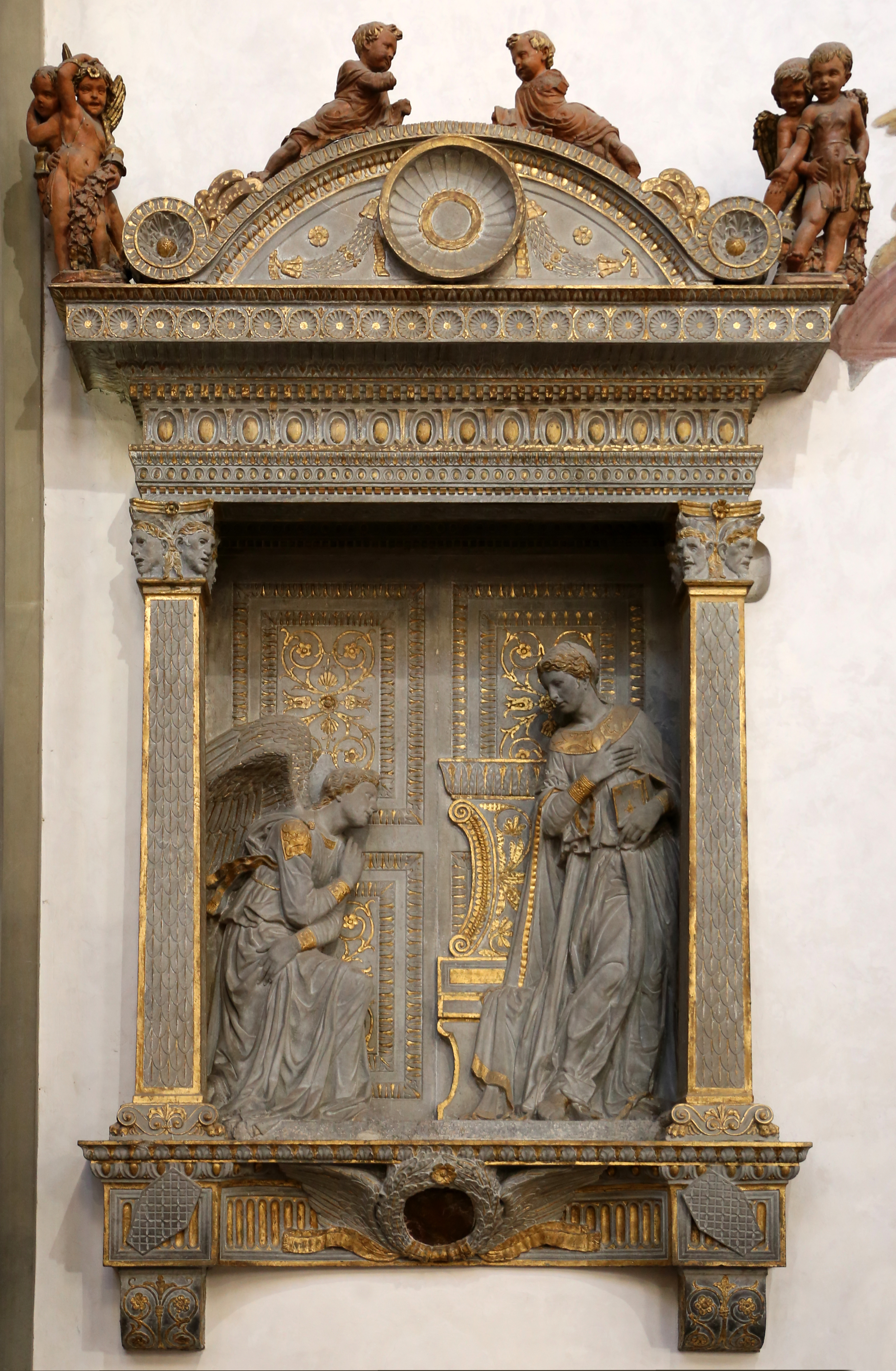
Благовещение, Санта-Кроче
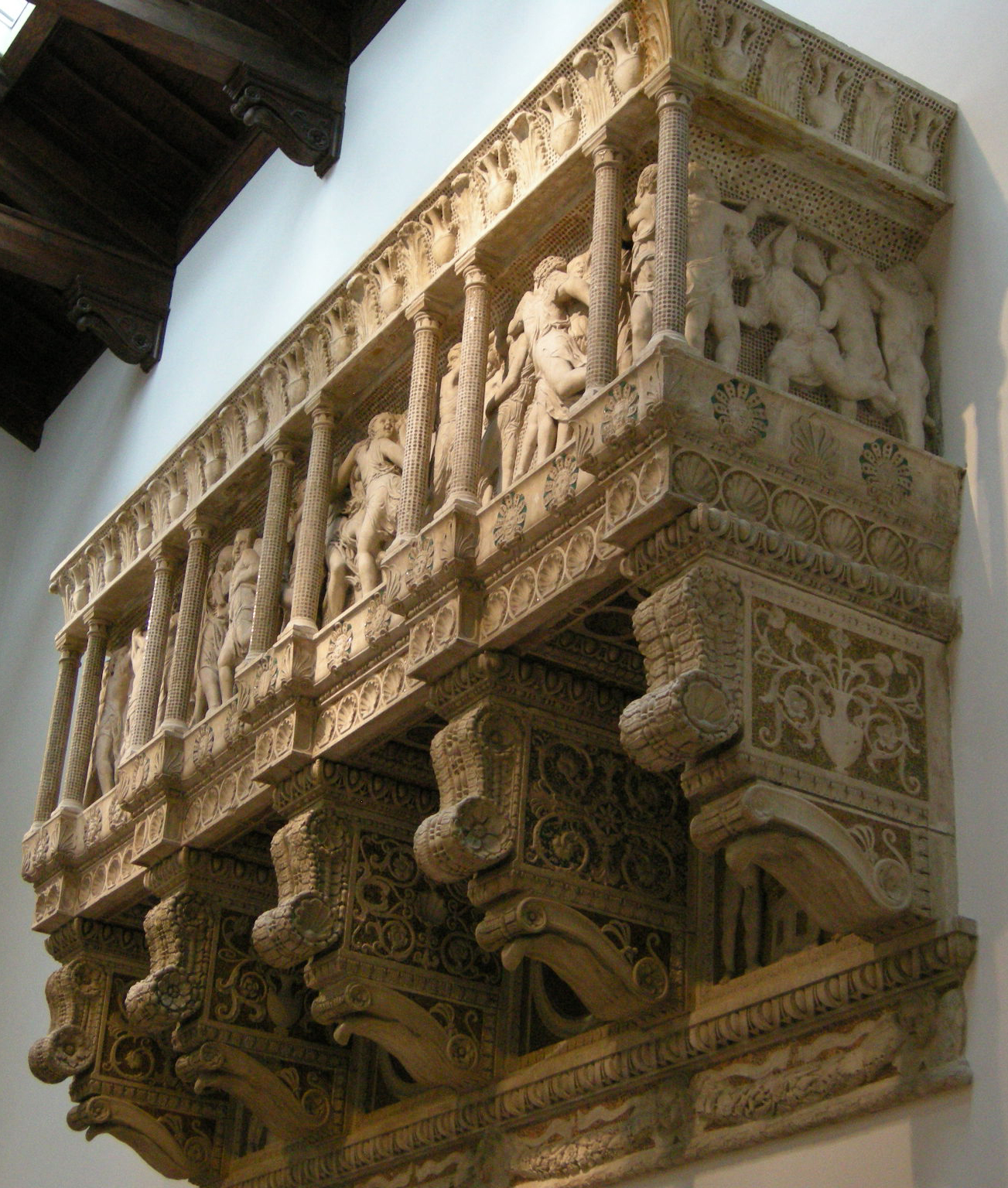
Канторий
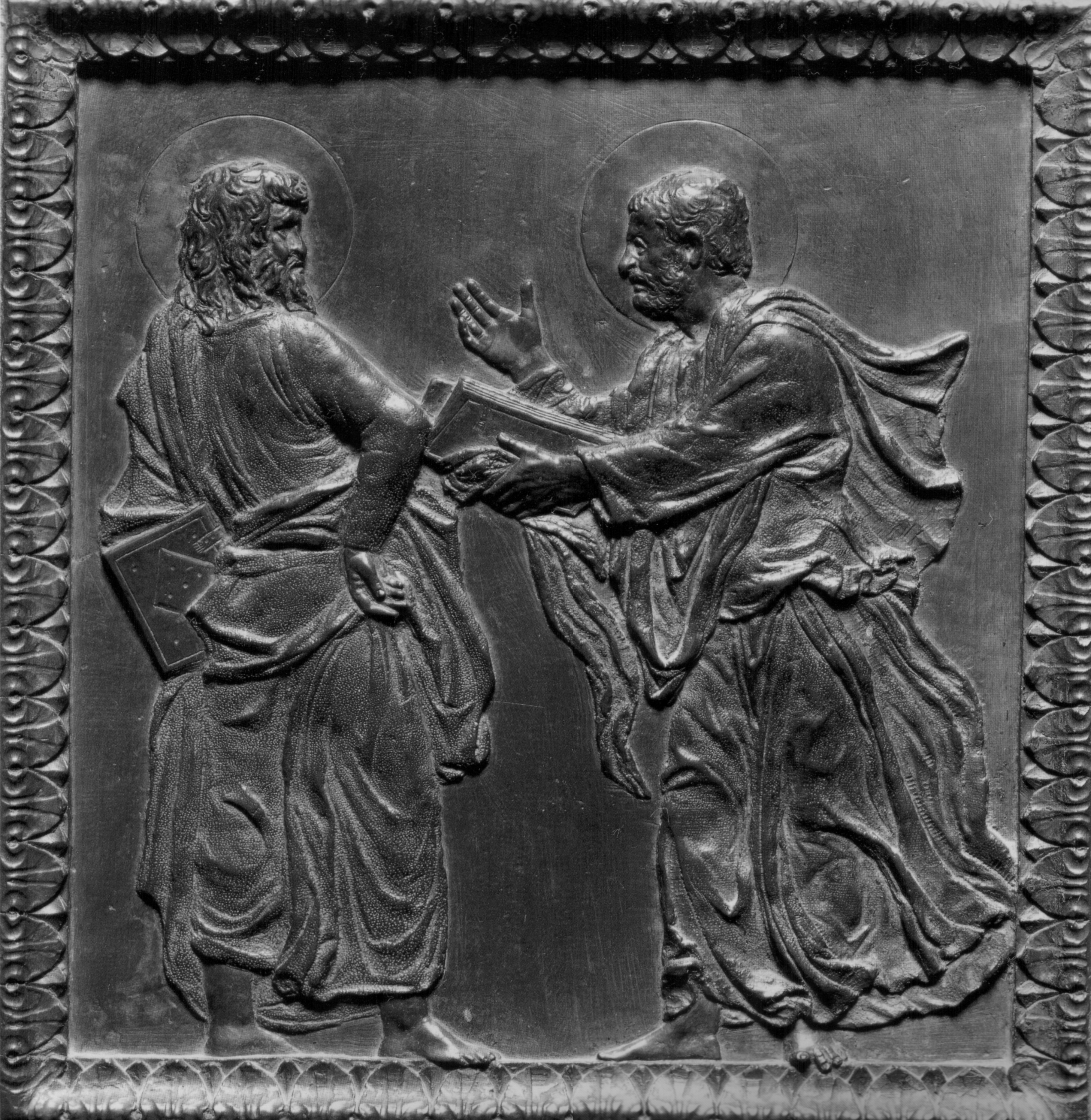
«Порта дельи апостоли»
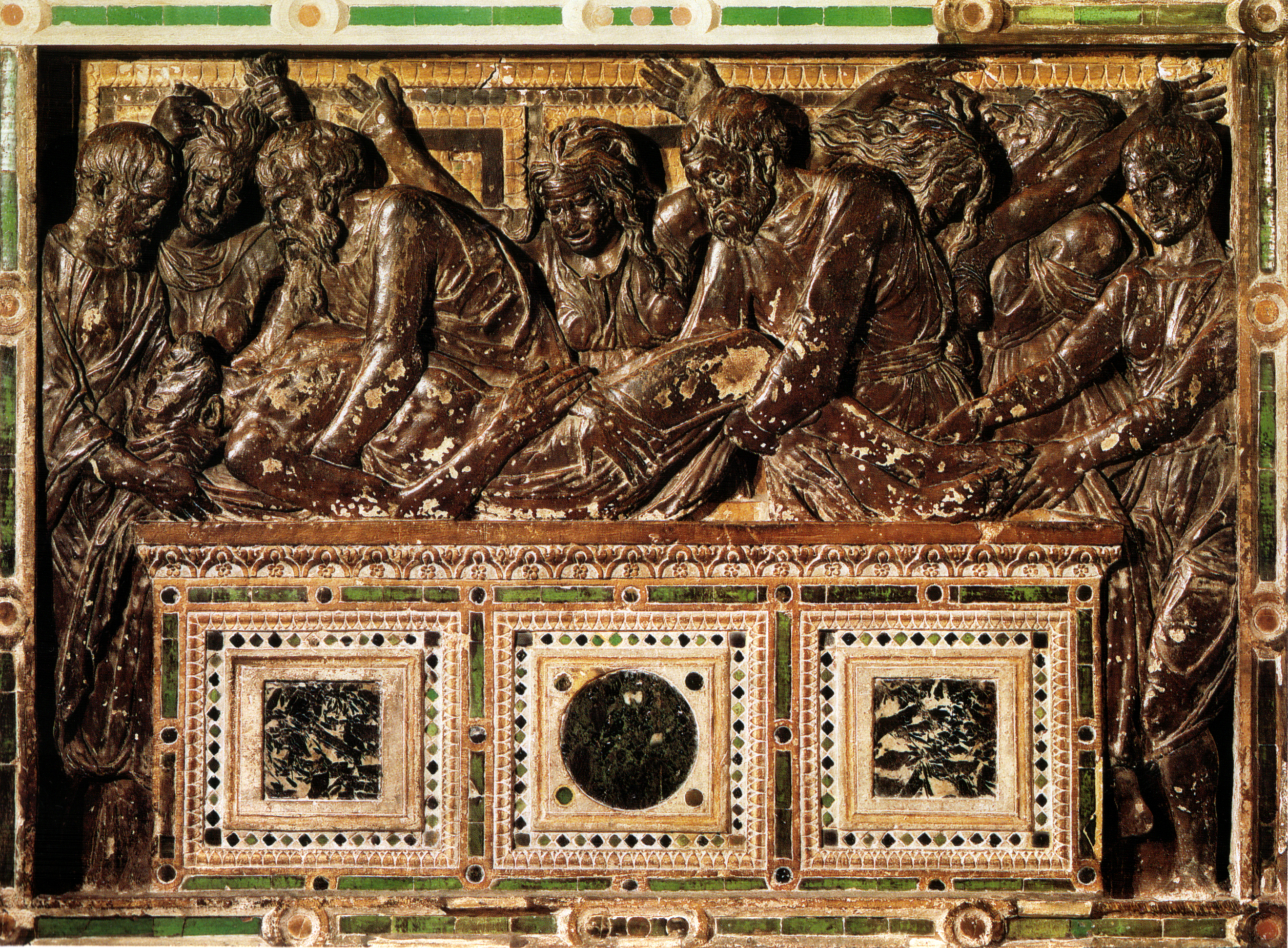
Алтарь Сан-Антонио, деталь

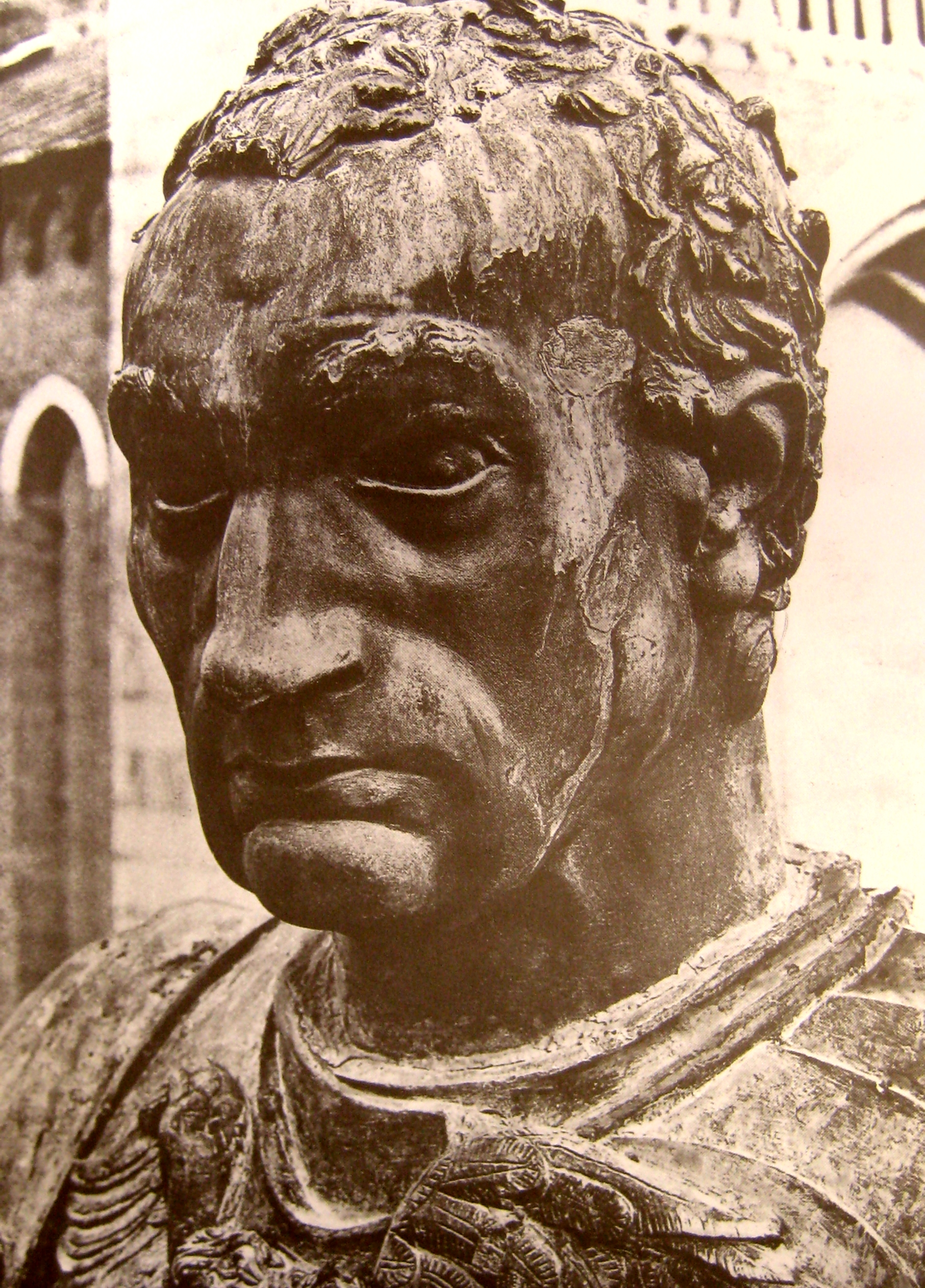
Гаттамелата

Но именно тогда, когда он входит во вкус «антиклассической» античности, Донателло выполняет самую классическую из своих скульптур — статую Гаттамелаты (окончена в 1453). Высокий постамент имитирует гробницу, форма навеяна статуей Марка Аврелия и эллинистической квадригой Святого Марка. Наглядностью деталей художник подчёркивает истинность, конкретность образа. Однако Гаттамелата — это мимолётная, немонументальная античность, вся в плавном движении. Это реальный образ, живущий во времени и пространстве. Лицо его реалистично. В последний период творчества Донателло чувствует кризис гуманизма. Так, его «Юдифь» говорит о тщетности героических усилий, а «Мария Магдалина» олицетворяет скорбь и саморазрушение.

#### Другие тенденции Тосканы
В 15 веке вся художественная среда Тосканы поднимается, чтобы помешать приходу северной, ломбардской моды — «интернациональной» готики.

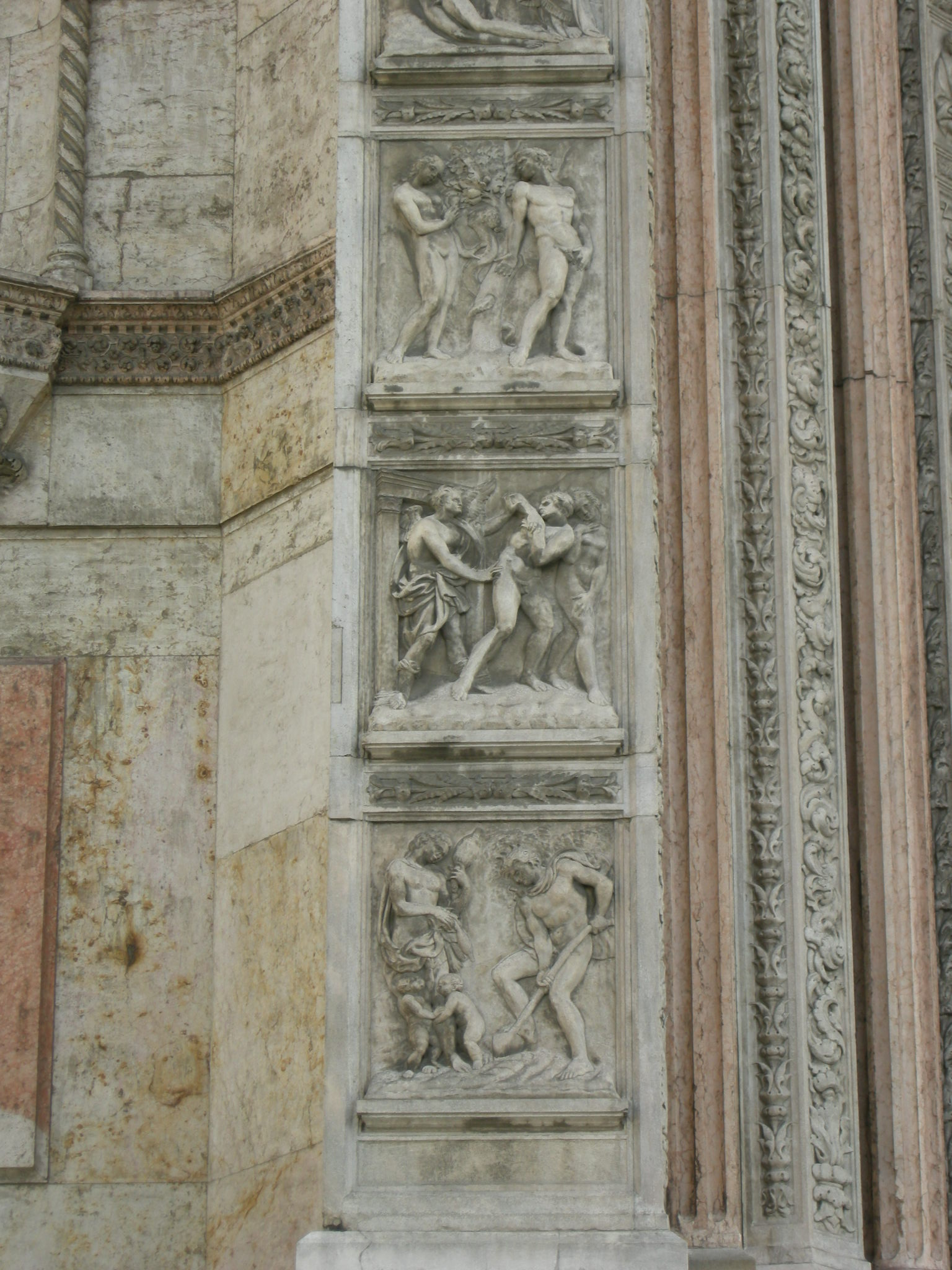
Сан-Петронио

Якопо делла Кверча — сиенский скульптор, решительно выступивший против каллиграфичности Симоне Мартини. Он обращается к суровой пластике Джованни Пизано и гуманизму Амброджо Лоренцетти. Он часто работает вне Сиены (Лукка, Флоренция, Феррара, Болонья). Его пластика созвучна бургундской, в частности, Клаусу Слютеру. Гробница Иларии дель Каррето (ок. 1406, собор Лукки) по форме опирается на французскую типологию, но с классическими реминисценциями (путти, гирлянды). Тело моделируется реальным, выделяет устойчивое ядро, концентрирующее свет, который растекается по всей фигуре. Фонте Гайя (1409-19, Пьяцца дель Кампо, Сиена) построен по тому же принципу. Дальше он продвигается в библейских рельефах главного портала собора Сан-Петронио в Болонье (1425). Здесь очевидно знакомство с гуманистическими идеями фресок Мазаччо. Автор отходит от концепции Гиберти. Фигуры занимают почти все поле рельефа, что придаёт значительность их объёмам. Контуры чётко обрисованы широкими плавными линиями. Однако рельеф носит смягчённый характер, сводится к плавному переходу от невысокого рельефа к неглубоким впадинам, поэтому свет плавно рассеивается. Доминирующая идея — мысль Петрарки о возможности примирить античную мудрость с христианской духовностью.
Уже упоминавшийся Нанни ди Банко — в 1410-15 гг. наиболее последовательный и плодовитый сторонник возрождения античности. Его «Четыре святых» — для той эпохи лучший образец гуманистического искусства, вдохновлённого античностью. Его основная проблема — художественный язык. Его скульптуры для Порта делла Мандорла (флорентийский собор) соответствуют готическому стилю, в котором врата и были задуманы в XIV веке Джованни д’Амброджо. Это своего рода «вульгарная латынь», на которую он переводит строгую латынь своих антикизирующих произведений.

#### Лоренцо Гиберти

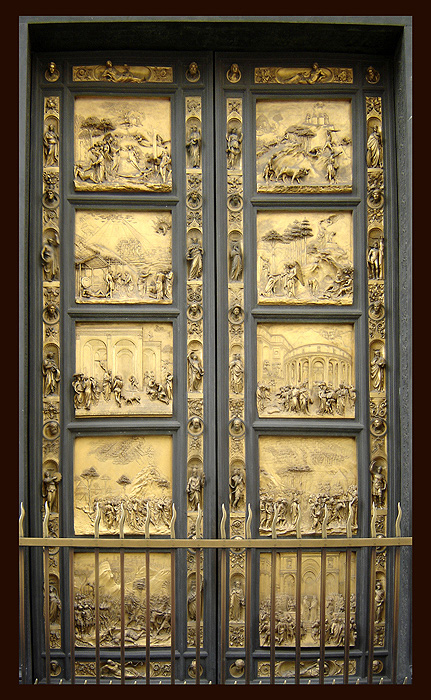
«Райские врата»

Один из выдающихся мастеров своего времени, хотя его программа более реформаторского характера, чем революционного. Он был скульптор, ювелир, архитектор, писатель и первый историк искусств (как автор 3-томных «Комментариев»). В теоретическом плане без насилия над своим кредо он принимает новые положения (например, перспективу) как шаг в развитии. В историческом плане он признаёт величие древних. Наиболее значительные этапы его эволюции — двое бронзовых дверей для флорентийского баптистерия. Первые двери (закончены в 1424) были связаны с конкурсом 1401 и предназначались для восточного фасада. Вторые он изготовил в 1425—1452 гг. для северного фасада, и эти «Райские врата» были настолько прекрасны, что их поместили на более главном, восточном фасаде, а предыдущие поместили на северный.

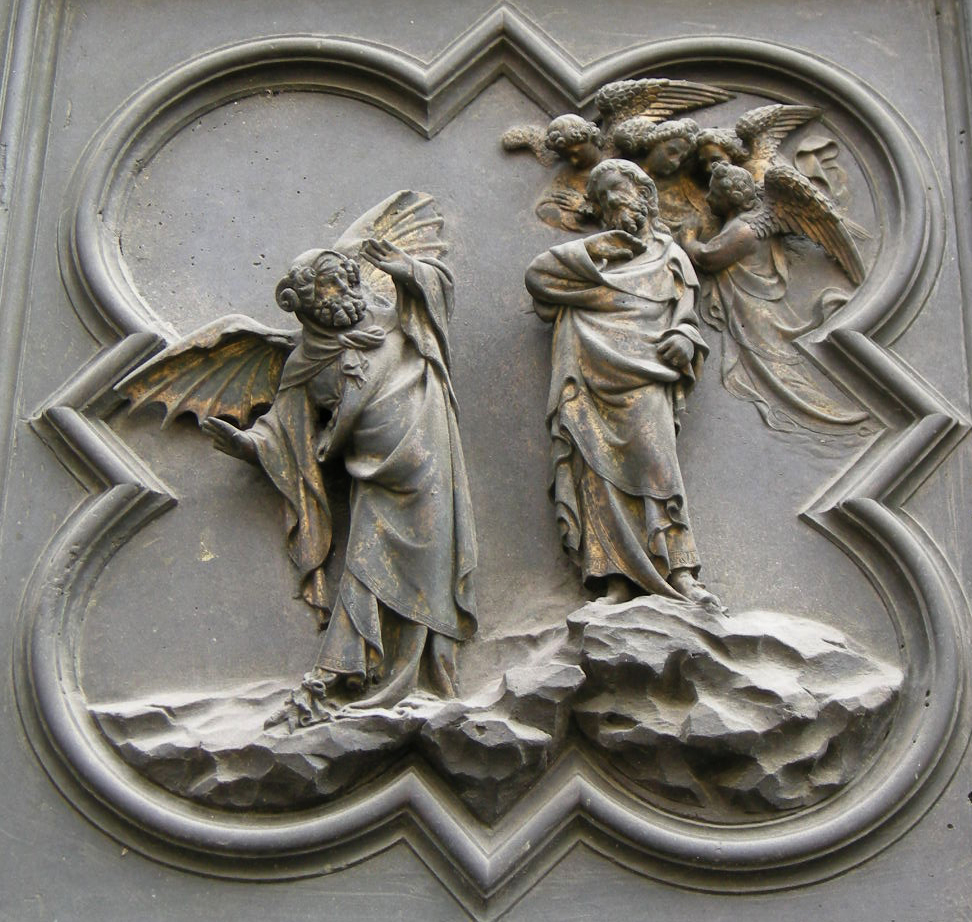
Рельеф первых ворот

В первых воротах он сохраняет тему квадрифолей, придерживаясь схемы Андреа Пизано, а во вторых изображено всего 10 эпизодов в прямоугольном обрамлении. В первом варианте дверь — декоративное дополнение к зданию, во втором служебная функция отходит на второй план, и дверь является совокупностью исторических изображений. Рельефы первых дверей — сцены выполнены с учётом сложной конфигурации рам. Внутри светового поля сцены создают сгусток интенсивного света, что обеспечивает идеальные условия для композиции и пластического развития сцены, гармонического распространения света. Над вторыми дверьми Гиберти начал работать, основываясь на сюжетах гуманиста Леонардо Бруни, и лишь в ходе работы сократил программу и изменил форму панно. Квадратная форма разрушает плоскость двери, делает рельеф «окном» во внешний мир.

#### Тосканская скульптура

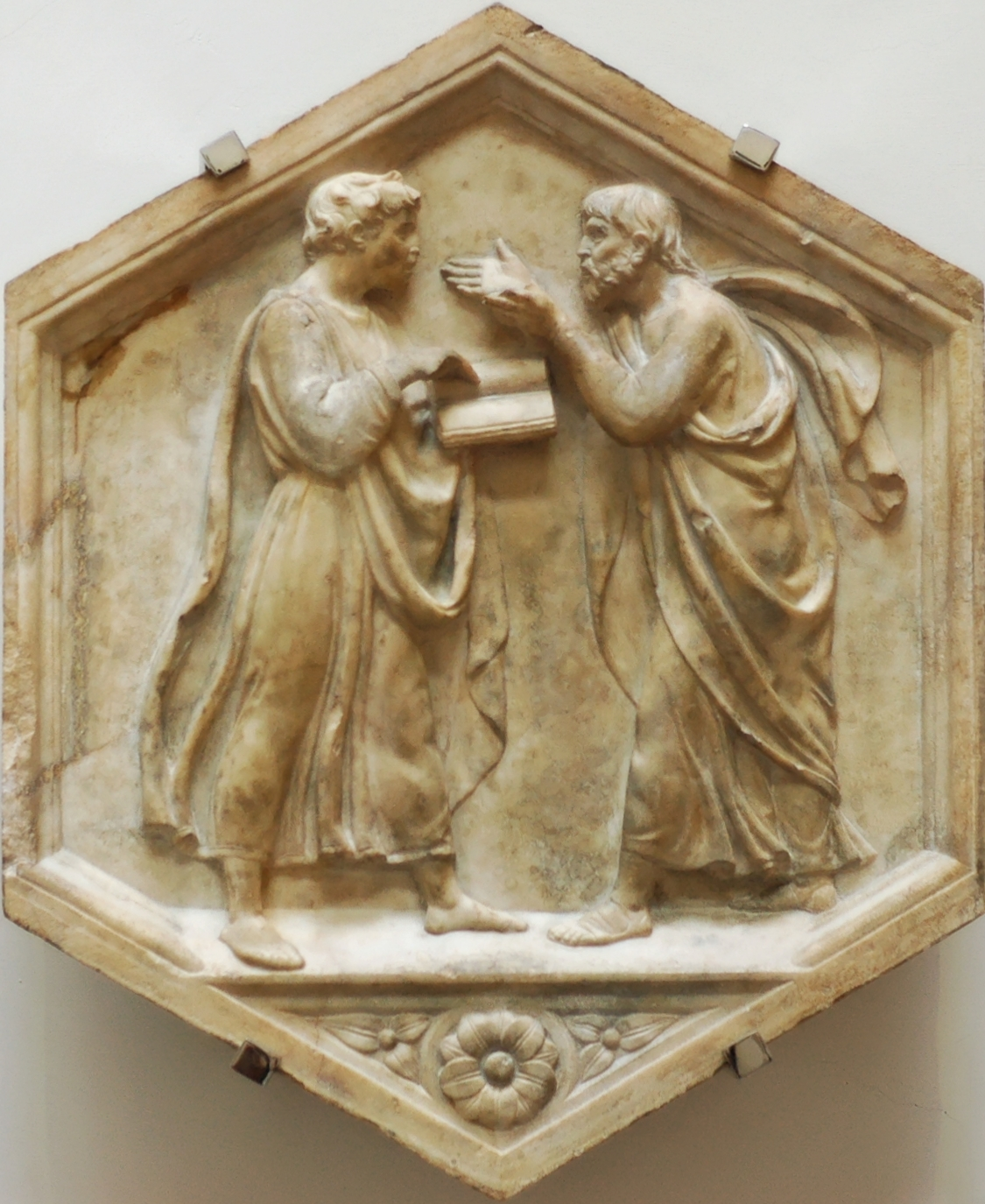
Рельеф кампаниллы с изображением Платона и Аристотеля

Рядом с великими Гиберти и Донателло в жанре скульптуры работает Лука делла Роббиа — менее индивидуальный и блестящий. Однако он значителен своей гармоничностью, широким проникновением во все сферы художественной жизни. Делла Роббиа стал родоначальником техники, которая получила всеобщее признание и будет использоваться до позднего чинквеченто — глазурированной полихромной керамики майолики. В начале 1440-х назрела необходимость по-новому подойти к соотношению между архитектурой, скульптурой и живописью. Донателло в это время вводит в скульптуру ярко окрашенные элементы (позолоту, цветной мрамор, мозаику, терракоту), Паоло Уччелло живописью изображает статую, Брунеллески дополняет архитектуру красочными элементами. Глазурированная терракота соединяет пластику и живопись, ставя их на службу архитектуре — удобно для синтеза трёх искусств. Кроме того, это становится ремеслом и эти вещи можно тиражировать. Вкус к изделиям декоративного и одновременно культового характера распространяется среди средних слоёв населения.

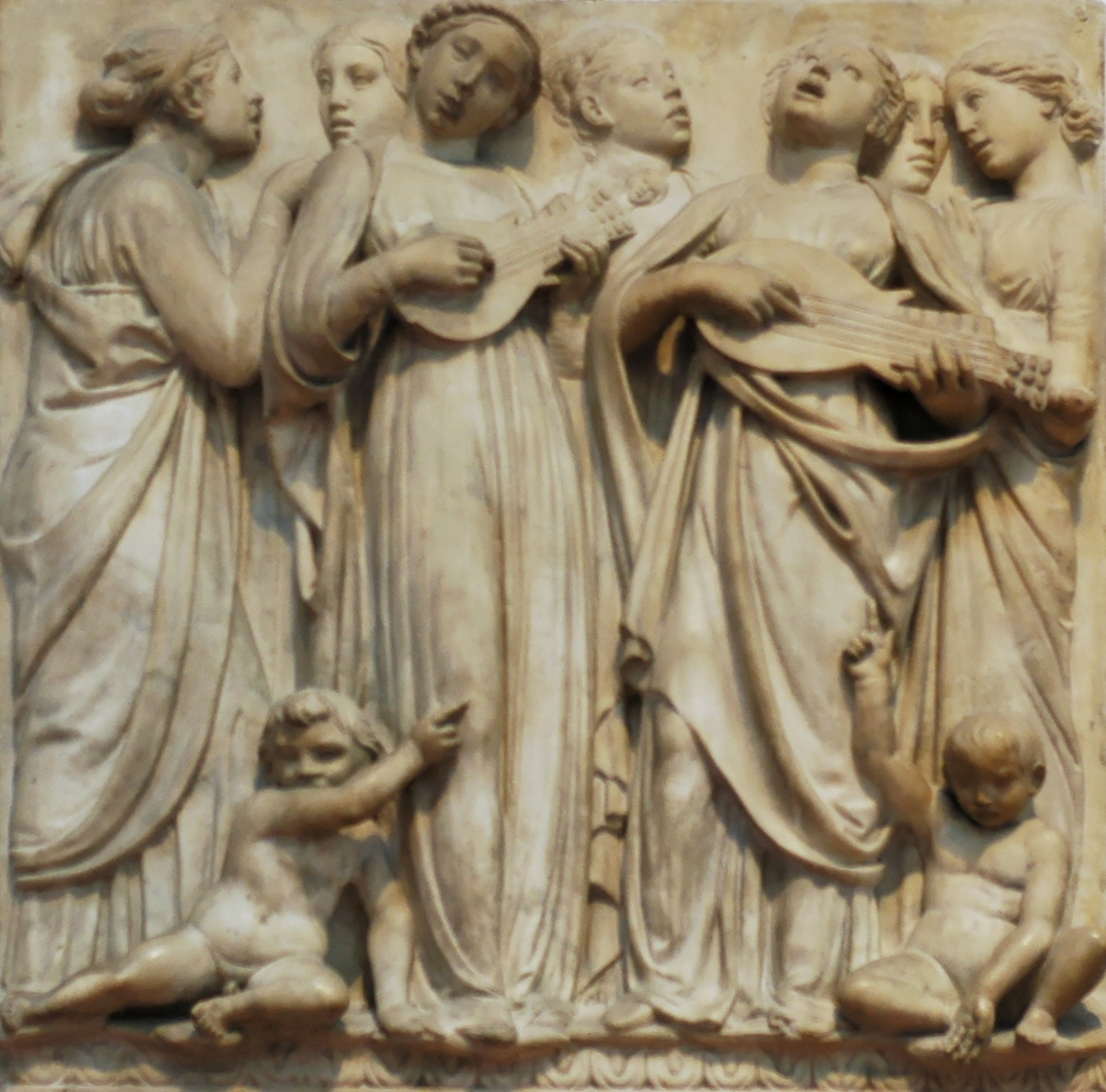
Рельеф кантории

Лука делла Роббиа ориентировался на антикизацию Нанни ди Банко, выразительный ритм и мягкую светотеневую лепку Лоренцо Гиберти. 6-угольные рельефы для кампанилы Флорентийского собора (1437-39) имеют готические реминисценции, но это может быть вызвано тем, что серию начал Андреа Пизано. В певческой кафедре Санта-Мария дель Фьоре от готического натурализма почти не остаётся следа. При ограниченной высоте рельефа автор создаёт перспективную глубину, использует подмеченные в жизни детали (раздутые щёки трубачей и проч.). Натурализм используется для иллюзорности. Чем ближе фигура, тем ощутимее игра светотени. Так скульптор решает проблему рельефа, восстанавливая идеальную целостность и статуарность формы.
Микелоццо в своих работах выступает как сторонник несколько тяжеловесного, натуралистического стиля классических надгробий. В надгробии Арагацци из собора Монтепульчано он создаёт программное неоклассическое произведение. Микелоццо рассматривает рельеф как размещение статуарных форм в пространстве, ограниченном двумя параллельными планами.

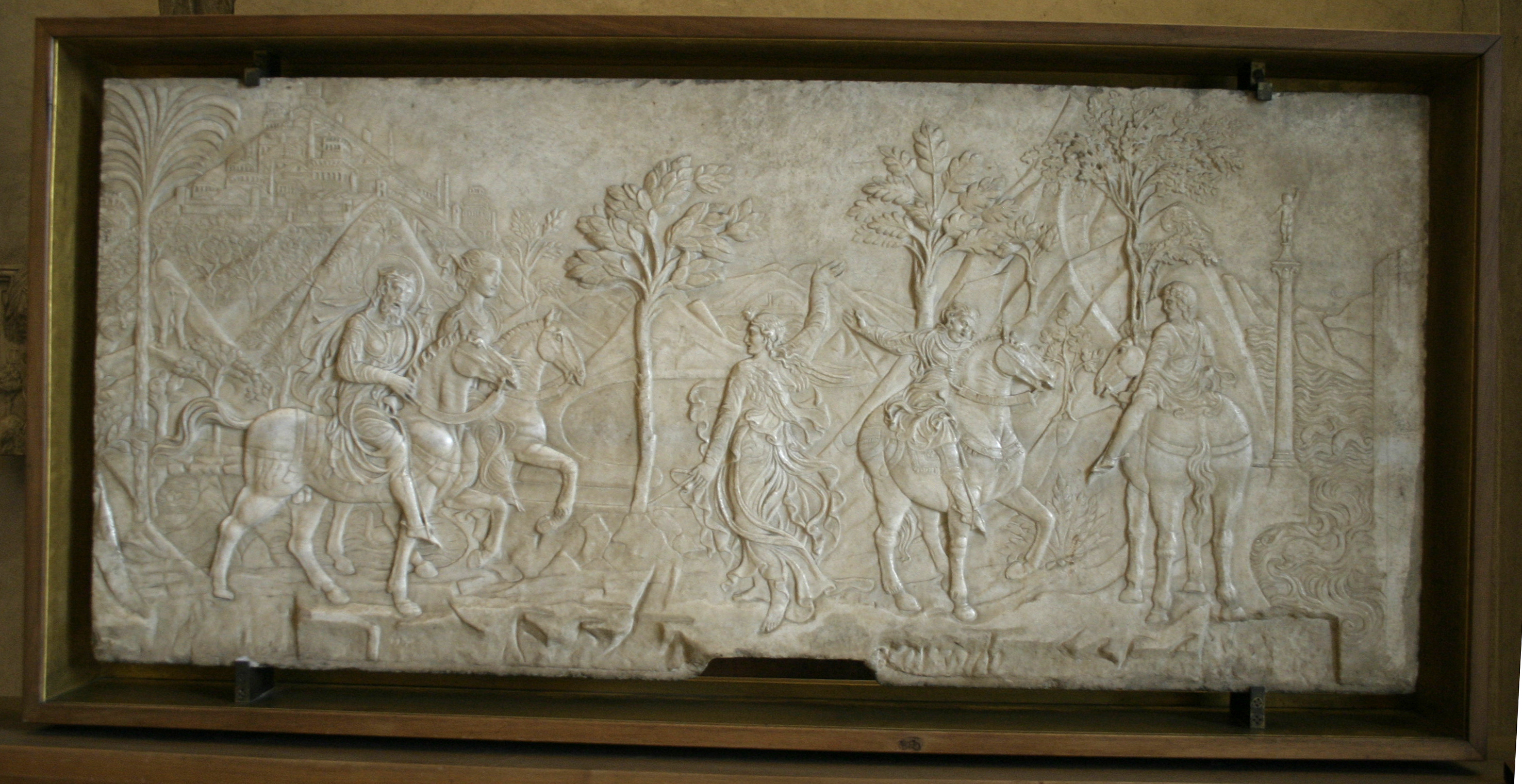
Рельеф из Темпьо Малатестиано

Агостино ди Дуччо — сторонник классического стиля, на первом этапе следовавший за античностью почти буквально. В рельефах ковчега Сан-Джиминьяно в моденском соборе (1422) он отказывается от мемориально-ретроспективного стиля Микелоццо, делает фон более глубоким, создаёт архитектурные кулисы, даёт несколько параллельных пространственных планов. В Риме он украшает боковые капеллы Темпьо Малатестиано — уже как сложившийся мастер с линейно-ритмичной манерой. В Перудже он делает фасад церкви Сан-Бернардино (1457).
Дезидерио да Сеттиньяно в надгробии Марсупини иначе подходит к проблеме гробницы, решая её не в пользу архитектуры. Саркофаг утратил чёткий геометрический объём, теперь он словно ларец с изогнутыми боками. Автор ломает традиционную архитектурную структуру, вероятно, чтобы добиться светотеневой моделировки.

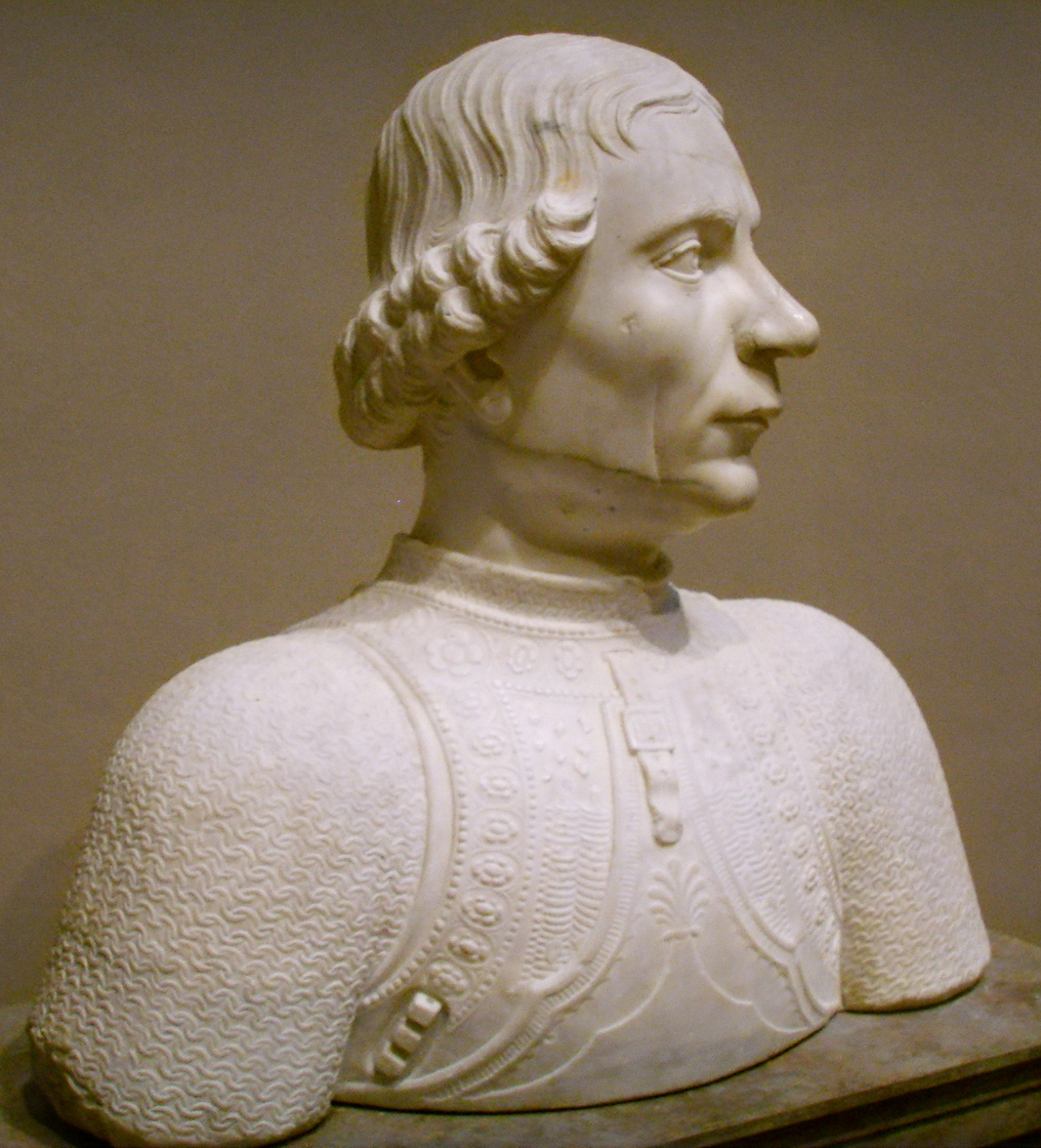
Бюст работы Мино да Фьезоле

Мино да Фьезоле более настойчиво ищет определённые формы и поэтому создаёт хорошие портреты. Его портретные бюсты отличаются острой характерностью. Он создаёт типологию портретного бюста, причём отталкиваясь скорее от рельефа, чем от статуарной пластики, поскольку в его рабоатх нет ничего героического и монументального.

#### Пизанелло
Пизанелло был выразителем уходящих в прошлое идеалов рыцарской жизни. Он был прекрасным рисовальщиком и сочетал в своих работах сказочную фантазию и наблюдательность, стилизованную декоративность и натурализм деталей, став последним художником готики и первым Ренессанса. Если в живописи он ещё переходный мастер, то в медалях 1440-х годов — уже бесспорный портретист Возрождения. В Риме он познакомился с памятниками античности и увидел портреты Джентиле и Мазолино. В Верону он вернулся в 1433 году уже зрелым мастером с реалистичным пониманием портрета.
Одно время считалось, что это парные портреты Лионелло и его жены Маргариты Гонзага, но они не совпадают по размеру и обрезу.
Будучи в Риме Пизанелло много зарисовывал антики. Сохранилась большая группа рисунков круга обоих художников, где классические мотивы римских саркофагов трактованы ещё с заметной готической стилизацией; интерес к ним был унаследован от поверхностного «классицизма», который бытовал среди художников позднего треченто и простодушного любопытства ломбардских готических рисовальщиков-собирателей. Но более поздние рисунки Пизанелло более глубоки, этому способствовало его непосредственное знакомство с идеями ренессансных гуманистов. В Ферраре он сблизился с Гуарино да Верона, которому подарил «Святого Иеронима», а тот в ответ посвятил ему восторженную латинскую поэму. Наверняка он также встречался и с Леоном Баттиста Альберти и должен был знать его медальерный профильный автопортрет. Таким образом, контакты с гуманистами прямо сказались в медальерном искусстве Пизанелло.

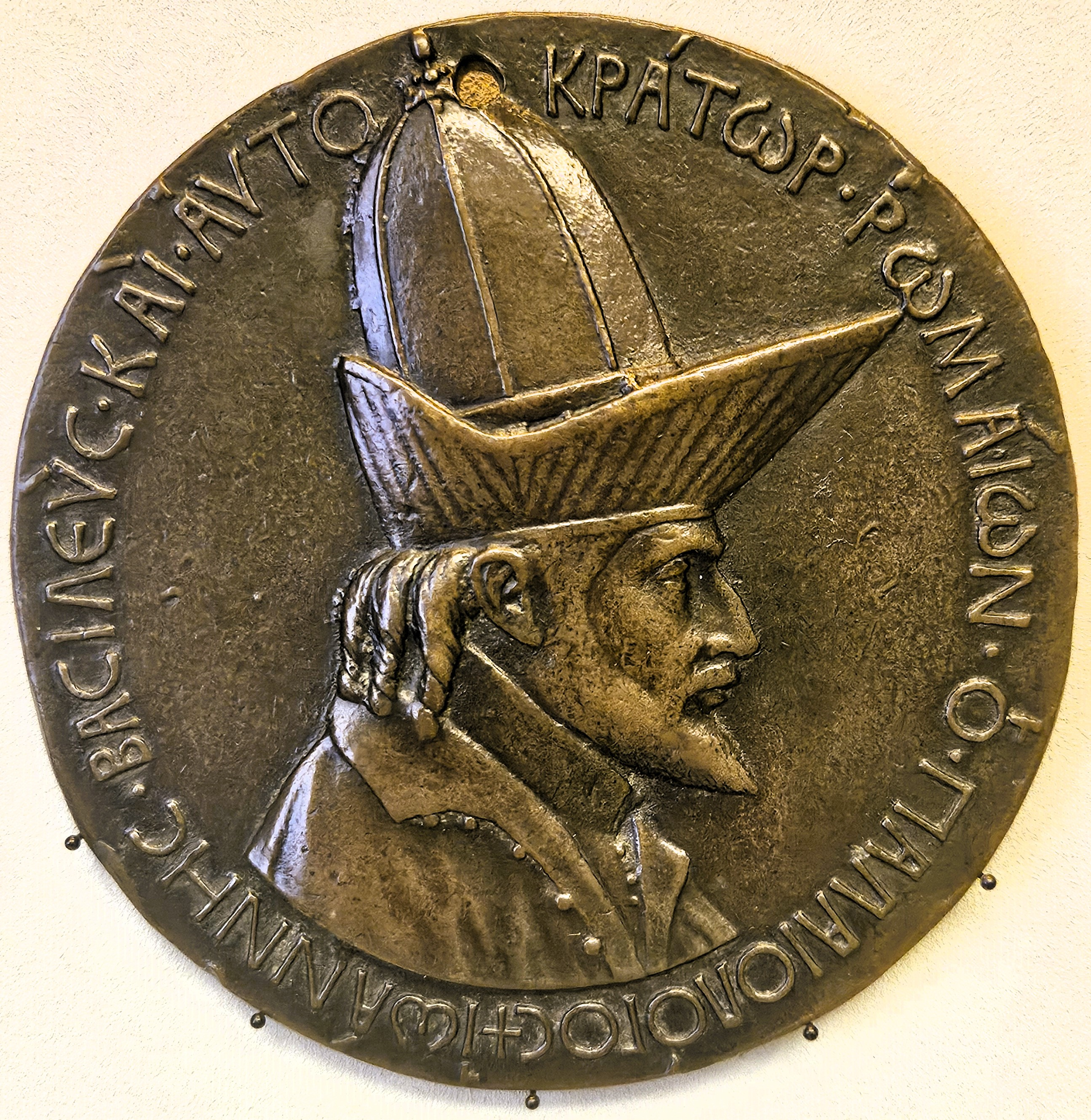
Иоанн VIII Палеолог
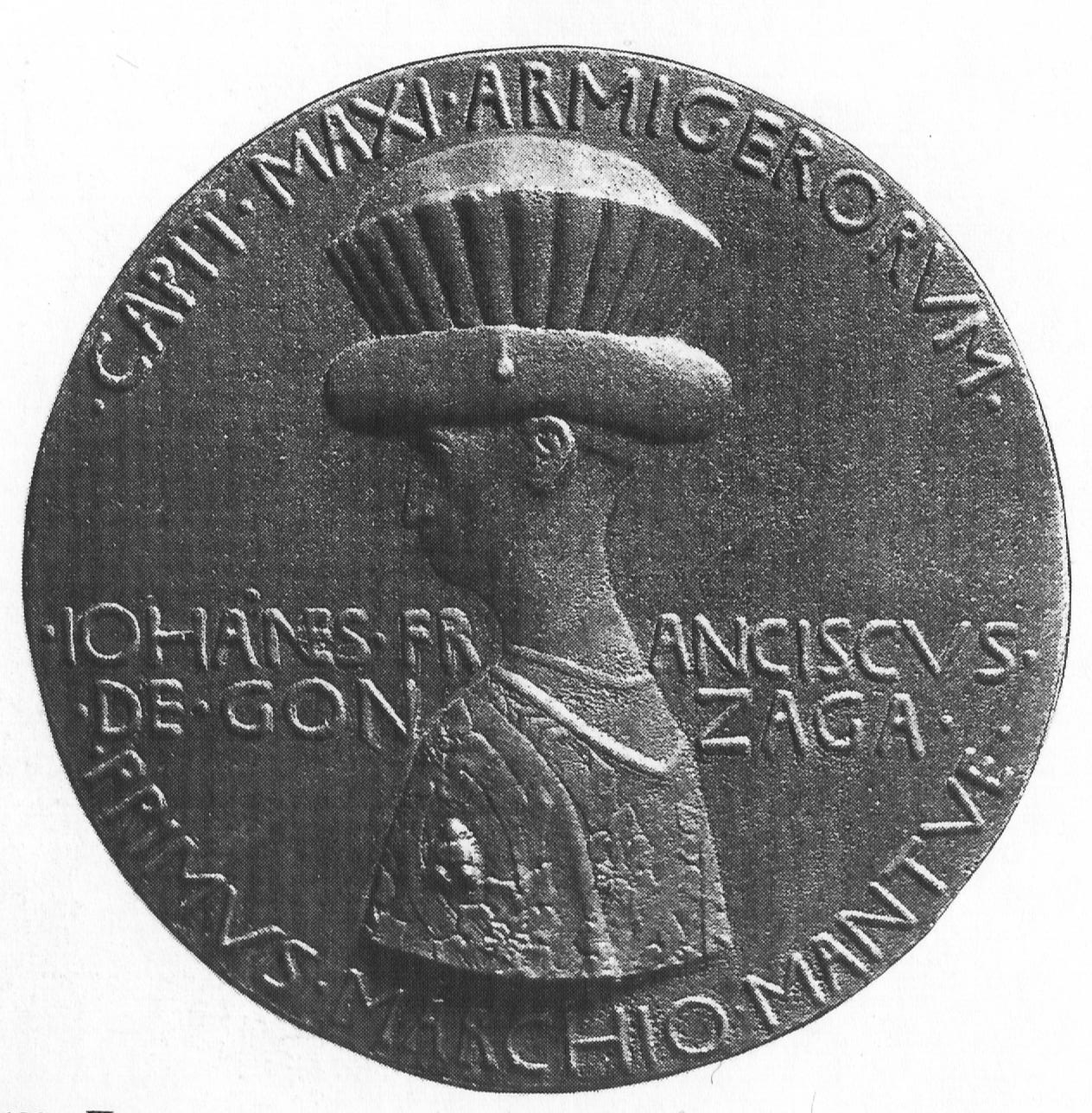
Джанфранческо Гонзага
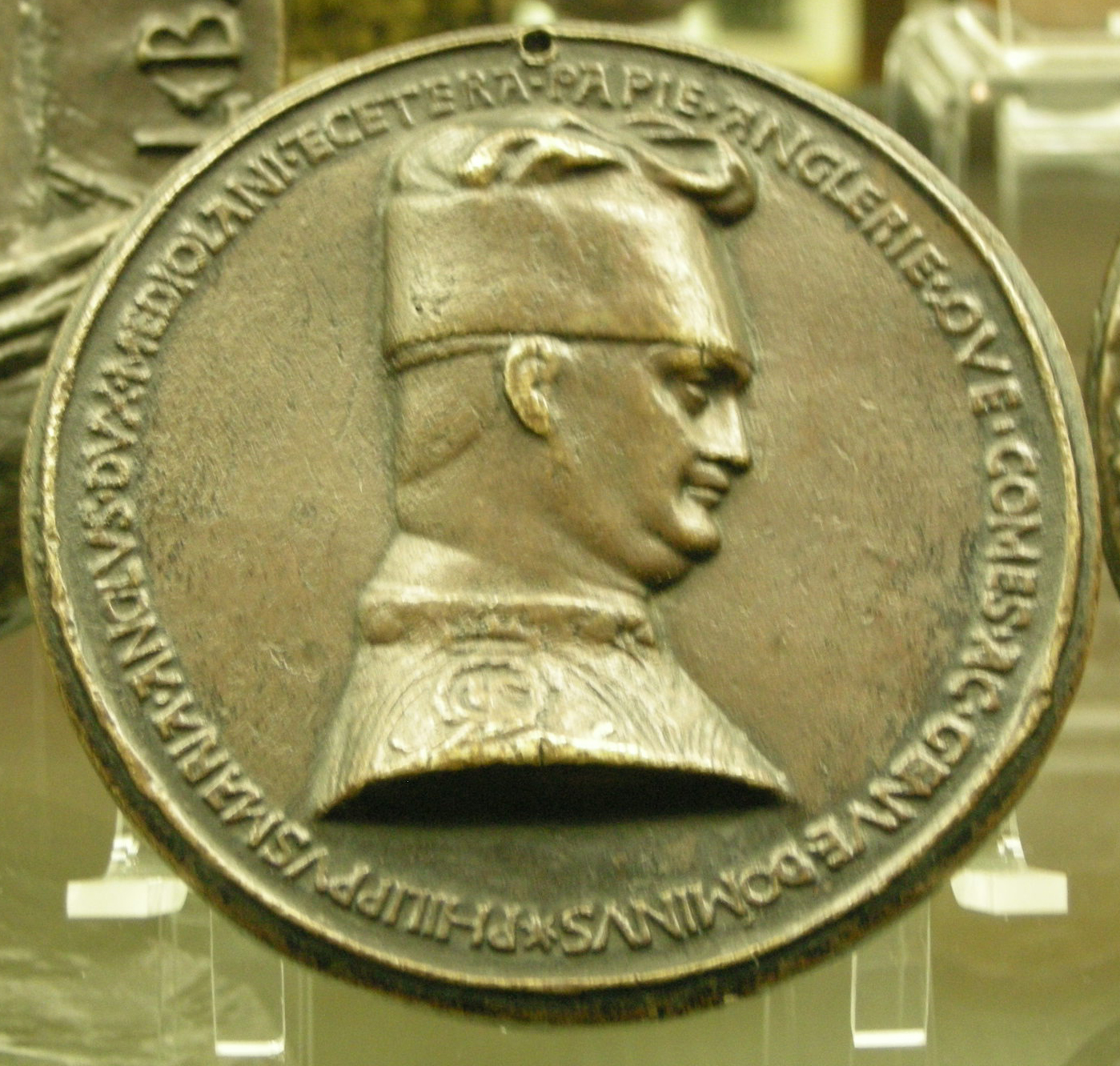
Филиппо Мария Висконти
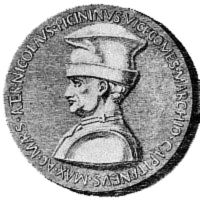
Никколо Пиччинино

Этот новый антикизирующий идеал ляжет в основу всего медальерного стиля Пизанелло 1440-х годов. С того момента, как в 1438 году он отлил свою первую медаль (в честь императора Иоанна VIII Палеолога), пути развития живописного и медальерного портрета в его творчестве тесно переплетаются. Его медаль Джанфранческо I Гонзага (1439) по стилю ещё близка его живописи, но в последующих медалях (Никколо Пиччинино, Филиппо Мария Висконти, Франческа Сфорца; 1441—42) намечается переход к новому пониманию портретного образа.
Этот тип, который закреплён в живописном портрете, прямо повторён мастером в свадебной медали Лионелло д’Эсте (1444), затем развиваясь в медалях Сиджизмондо Малатеста (1445), Доменико Новелло Малатеста (1445), Лодовико Гонзага (1447). А портрет Чечилии Гонзага (1447), наоборот, обнаруживает связь с менее классической традицией женских портретов Пизанелло. С профилем Чечилии Гонзага перекликается образ дамы с одной из незаконченных фресок Палаццо Дукале. Выработке единого портретного стиля Пизанелло 1440-х годов способствовало то, что медальерные и живописные портреты он делал по одним и тем же рабочим зарисовкам с натуры. Причём маленькие медальерные портреты легко воспроизводились в крупных рисунках.

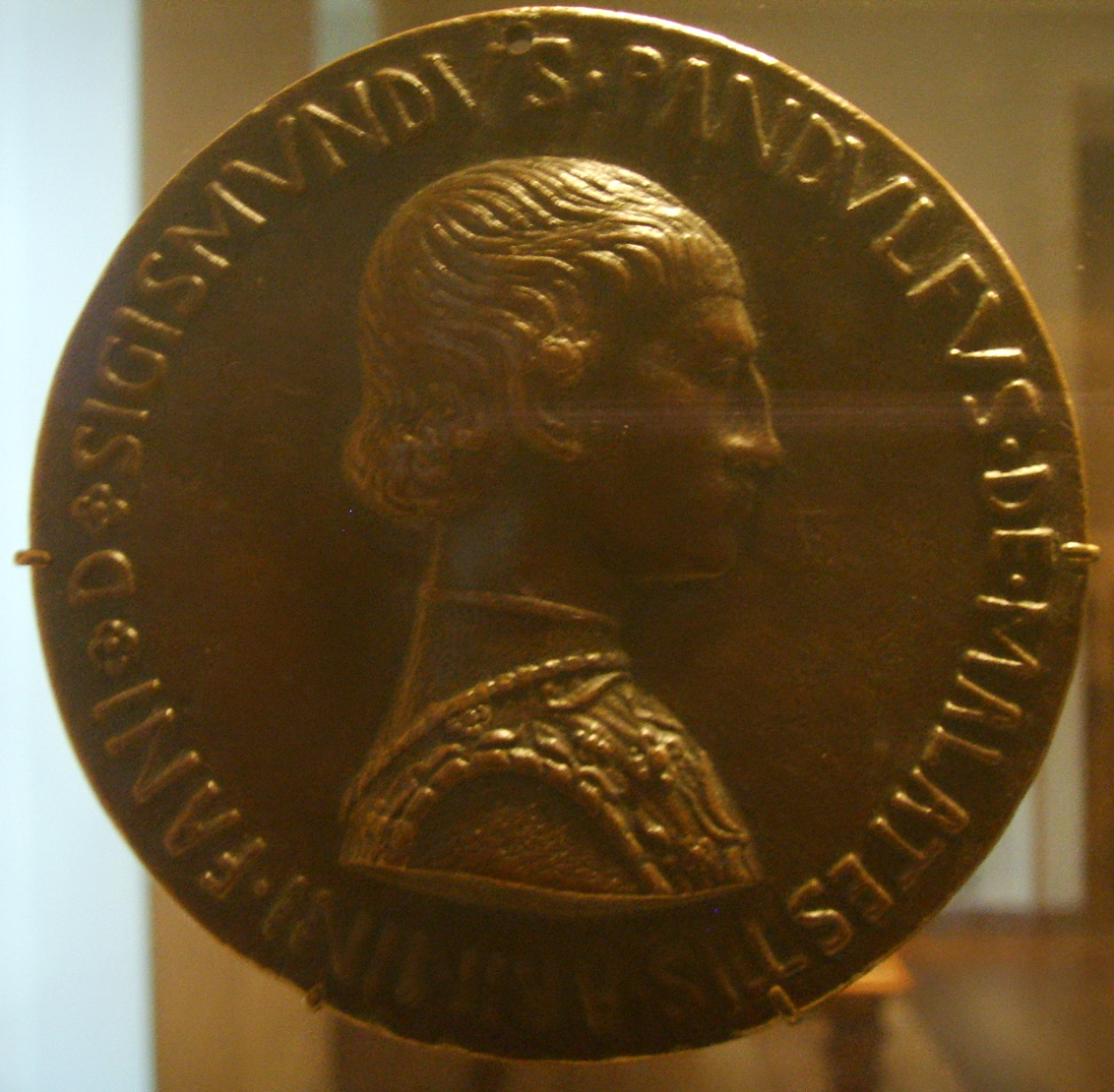
Сиджизмондо Малатеста
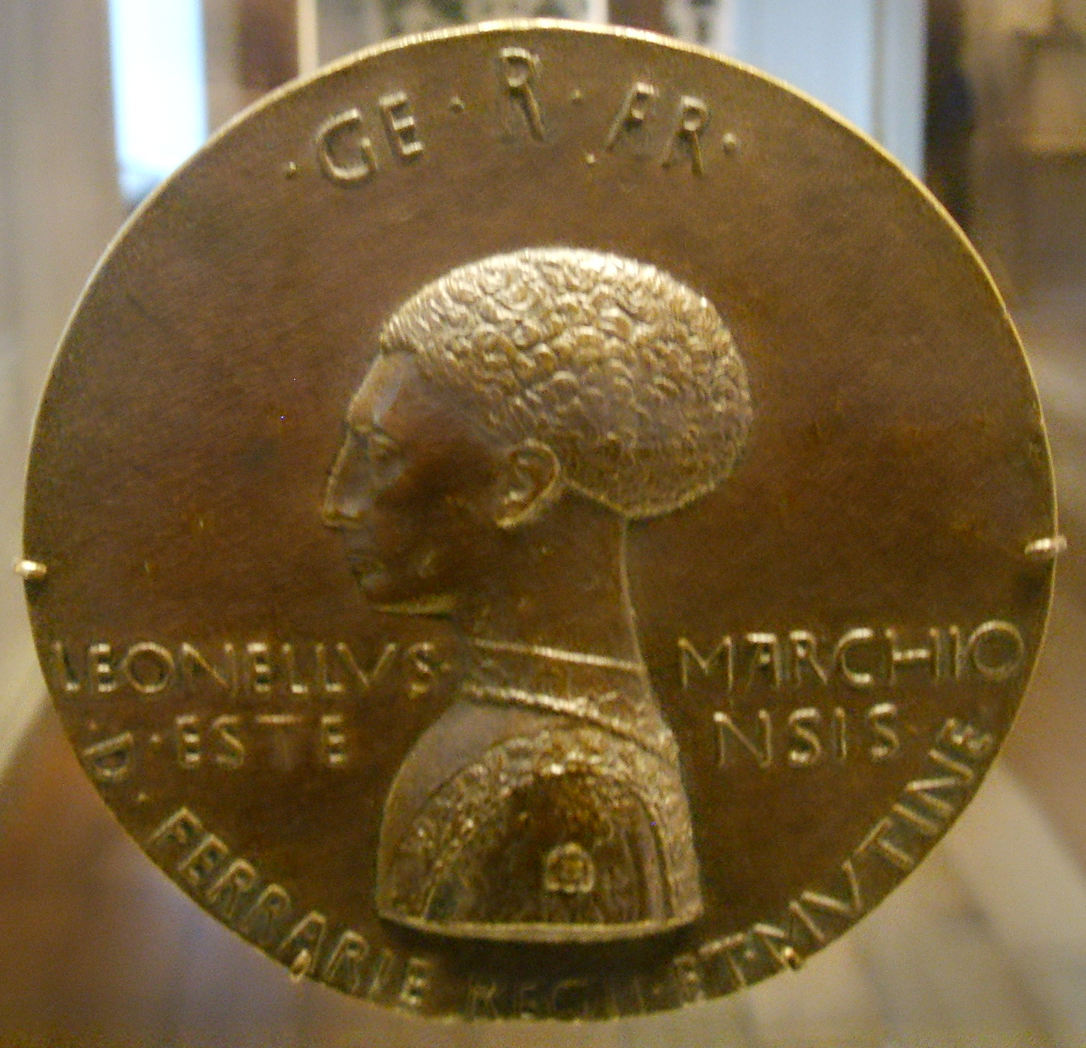
Свадебная медаль Лионелло д'Эсте, 1444
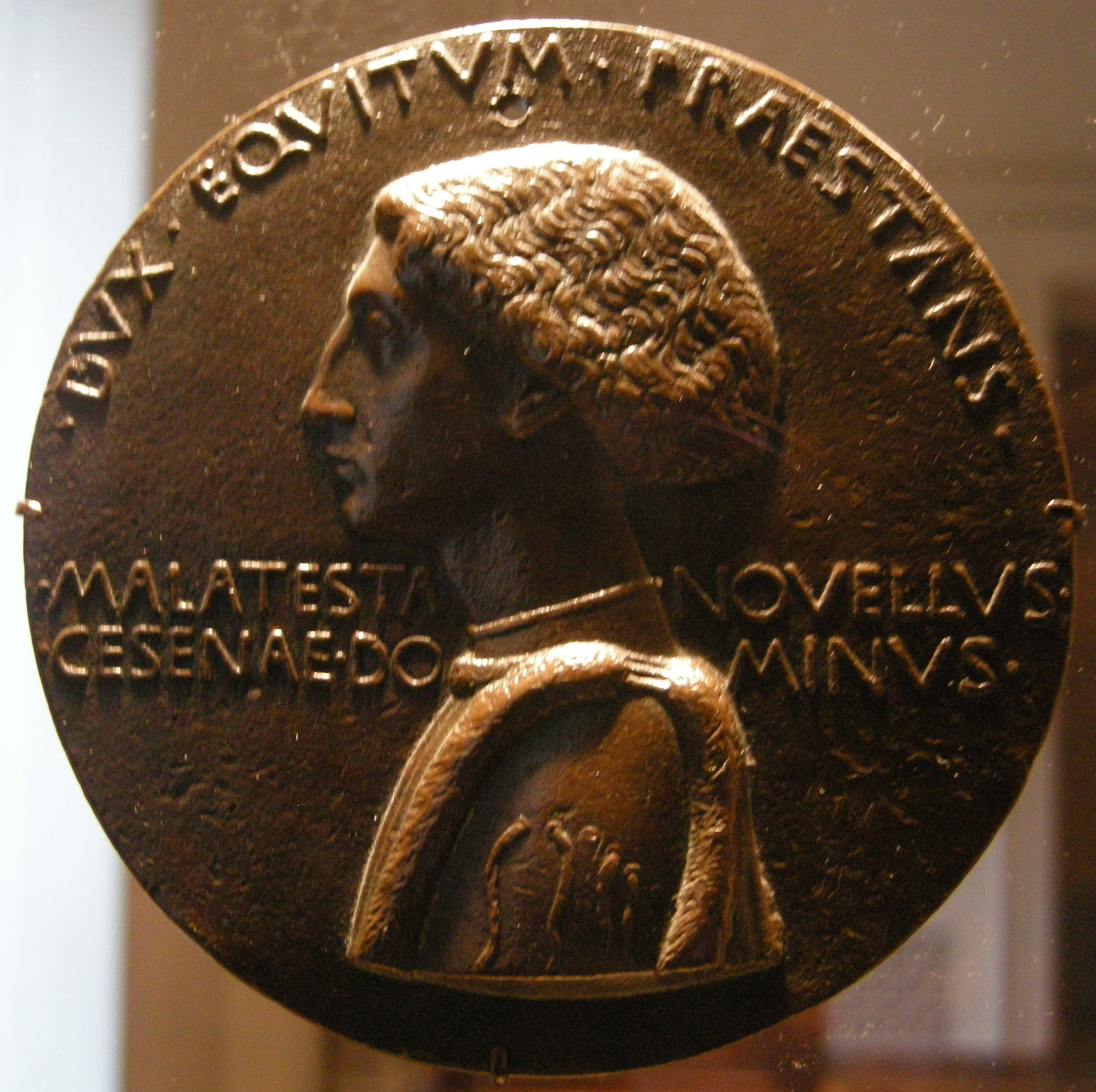
Доменико Новелло Малатеста
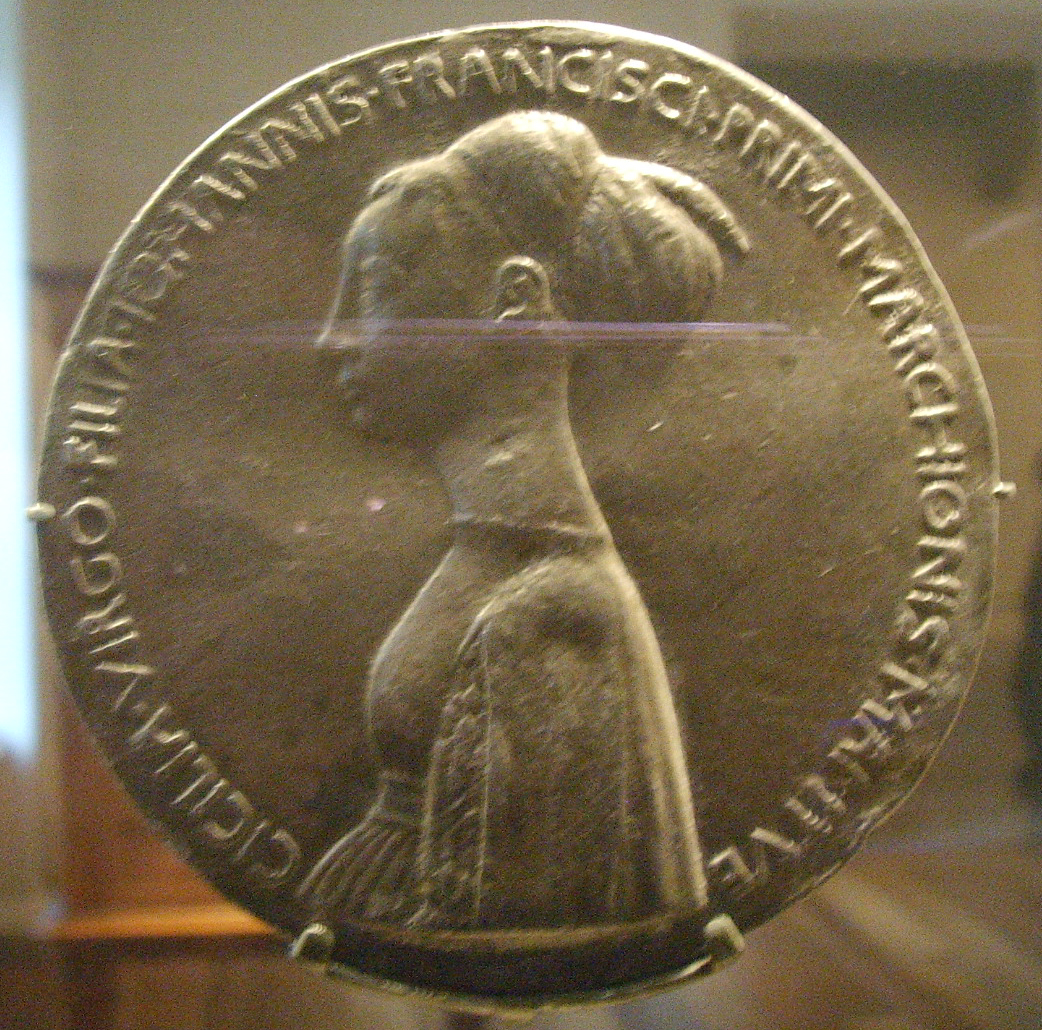
Чечилия Гонзага

Несомненно, Пизанелло писал и другие живописные портреты, но ни одни из них не сохранился. Но его галерея медалей включает изображения Витторино да Фельтре (ок. 1446) и Пьер Кандидо Дечембрио (1447—8) — не только государей, но и гуманистов. В них сочетается индивидуализация портретной характеристики с растущей героической «антикизацией» образа, которая достигает кульминации в трёх медалях Альфонсо V Арагонского (1449). Эволюция живописных портретов, вероятно, шла сходным образом. Идейная и художественная специфика позднего портрета Пизанелло, по мнению Гращенкова, особенно непосредственно отразилась в его последней работе — портрете Иниго д’Авалоса (1449). В отличие от большинства других его медалей, где профиль располагался в центре диска, оставляя место для надписей, тут портрет плотно вписан в поле. Портретное изображение тут вдвое превышает привычный масштаб — это уже барельефный портрет, который в уменьшенном виде повторяет особенности станковой композиции. В обобщённом рисунке чеканного профиля соединяется эстетика портрета, выработанная в республиканской Флоренции, с гуманизированной эстетикой придворного портрета. Герб и эмблемы модели убраны на реверс.

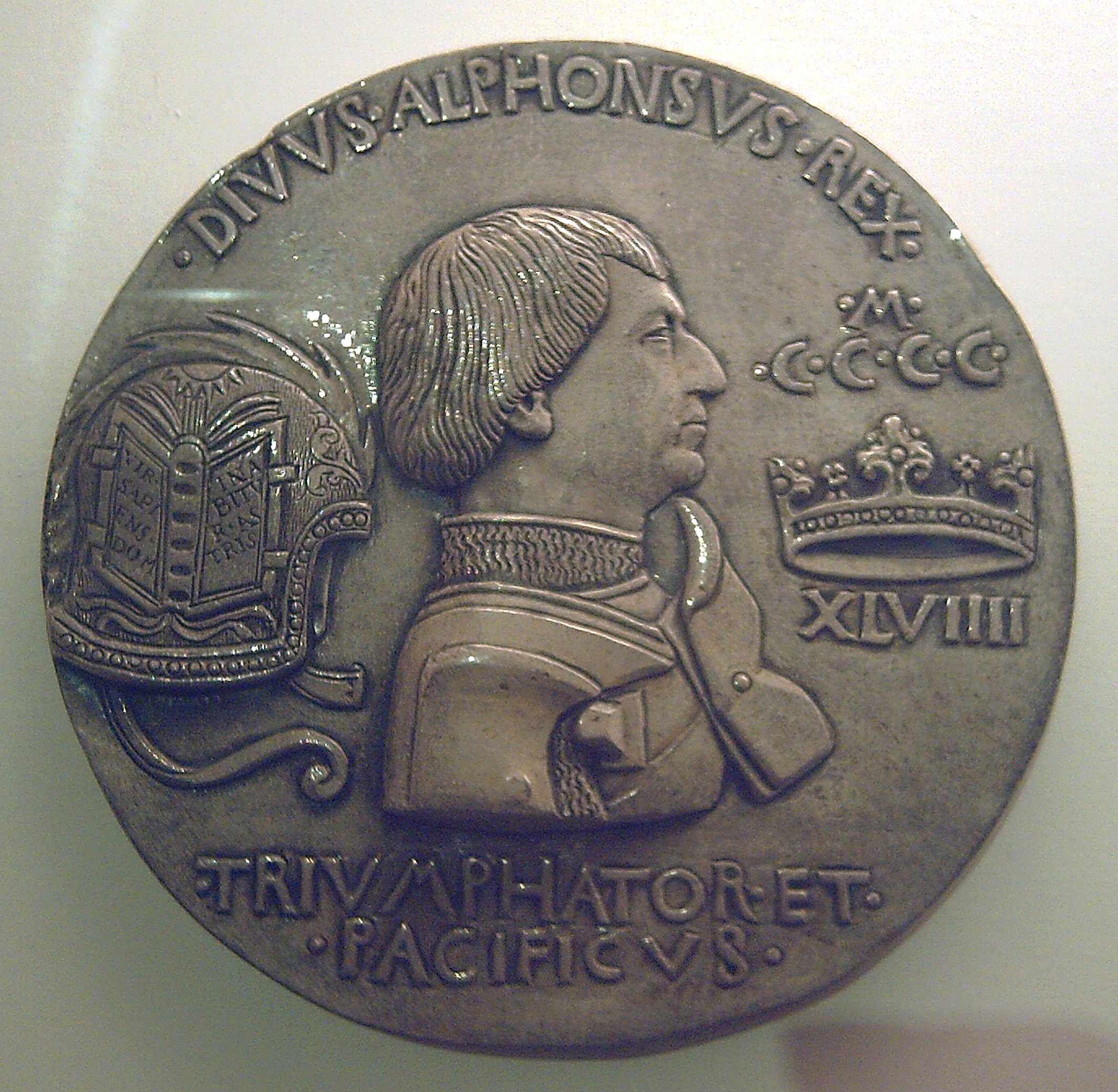
Альфонсо V Арагонский
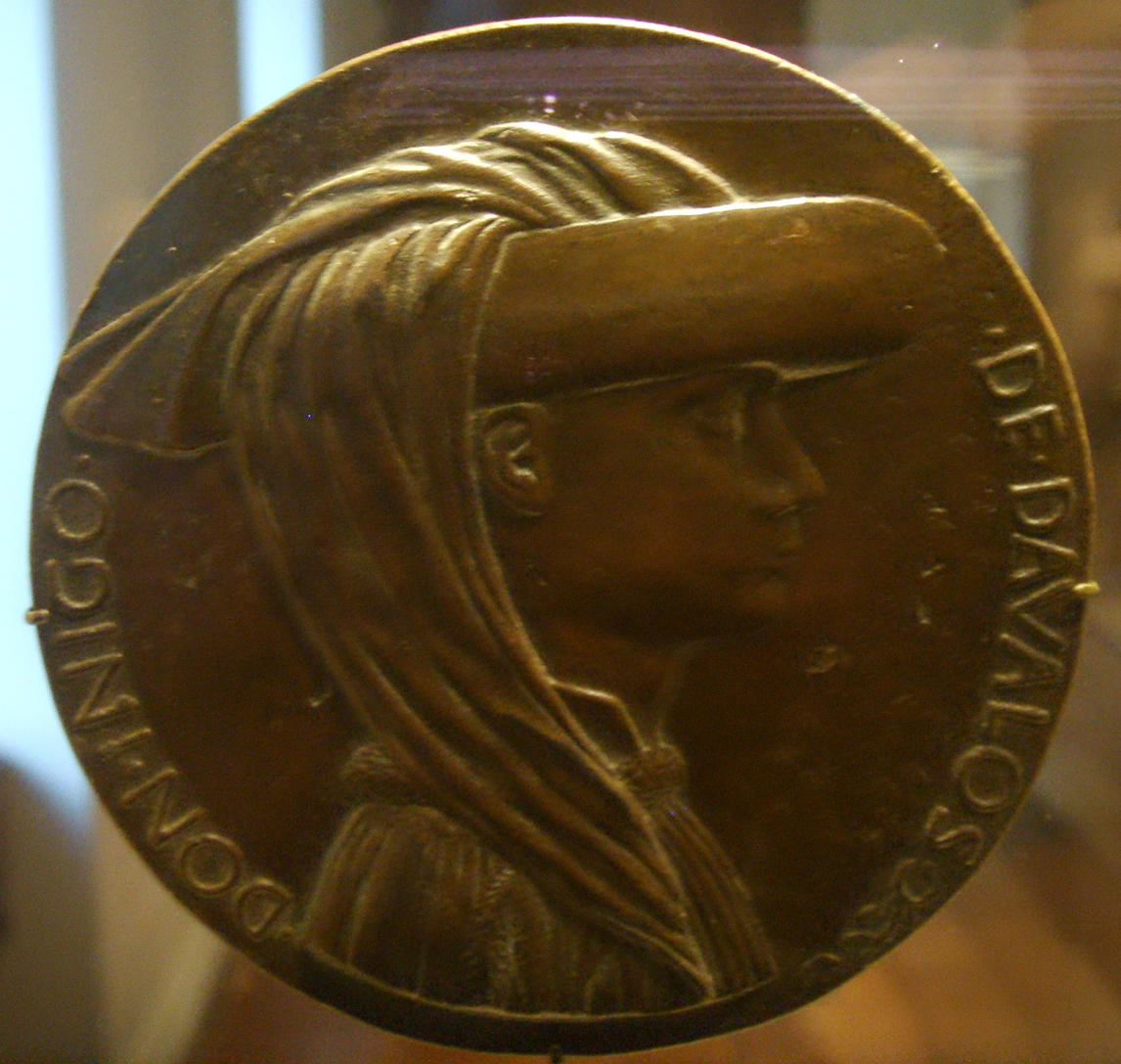
Иньиго д'Авалос

Его живописные и медальерные портреты сыграли исключительно важную роль в развитии портретного искусства XV века, можно даже говорить о «пизанелловской» традиции профильного портрета того времени. Она видна у североитальянцев (ранний Мантенья, Козимо Тура, Бальдассаре д’Эсте, Бонифачо Бембо). Она прослеживается фактически до конца XV века в архаизирующих формах профильного портрета Северной Италии, а через Якопо Беллини переходит в творчество Джентиле Беллини.

## Список скульпторов
кватроченто:
- Донателло
- Лоренцо Гиберти
- Брунеллески
- Лука делла Роббиа
- Микелоццо
- Агостино ди Дуччо
- Пизанелло